# Musikjahr 2016
Liste der Musikjahre

◄◄ | ◄ | 2012 | 2013 | 2014 | 2015 | Musikjahr 2016 | 2017 | 2018 | 2019 | 2020 | ►

Weitere Ereignisse · Country-Musik
Dieser Artikel behandelt das Musikjahr 2016.
Udo Lindenberg feierte nicht nur seinen 70. Geburtstag, sondern lieferte mit seinem Album Stärker als die Zeit auch das kommerziell erfolgreichste Album in Deutschland ab. In Österreich gelang dies Seiler und Speer und in den Vereinigten Staaten sowie im Vereinigten Königreich Adele. Bei den Singles am erfolgreichsten war Alan Walker mit seinem Song Faded, der sowohl in Deutschland und in Österreich auf Platz 1 der Jahrescharts landete, aber auch im Rest der Welt erfolgreich war.
Im Jahr 2016 verstarben einige musikalische Legenden, so unter anderem David Bowie, Leonard Cohen, Prince, Roger Cicero und George Michael.

## Ereignisse

### Populäre Musik und Jazz
- Januar: Bruce Springsteen und die E Street Band starten ihre The River Tour.
- 14. April: Prince gibt im Fox Theatre in Atlanta in Georgia sein letztes Livekonzert in seiner Karriere.
- 27. April: Die britische Progressive-Rock-Band Yes startet in Glasgow ihre Album Series Tour. Die Tournee endet nach 70 Konzerten am 20. Februar 2017 in Midland.
- 5.–7. Juni: Während des Festivals Rock am Ring auf dem Gelände des ehemaligen Bundeswehr-Flugplatzes in Mendig kommt es zu schweren Unwettern. Am Freitag werden bei einem Blitzeinschlag 72 Personen verletzt, darunter 15 schwer. Der Festival-Sonntag wird schließlich abgesagt.
- 24. Juli: Während der Musikveranstaltung Ansbach Open Air sprengt sich im Eingangsbereich des Festivals ein 27-jähriger syrischer Flüchtling in die Luft. Bei dem Sprengstoffanschlag werden 15 Personen verletzt.Juli: Während der Europatournee von Keith Jarrett entstehen bei Solokonzerten die drei ECM-Alben Budapest Concert, Bordeaux Concert und Munich 2016.
- 00. Juli: Während der Europatournee von Keith Jarrett entstehen bei Solokonzerten die drei ECM-Alben Budapest Concert, Bordeaux Concert und Munich 2016.
- 13. Oktober: Die Schwedische Akademie gibt ihre Entscheidung bekannt, Bob Dylan als erstem Singer-Songwriter den Nobelpreis für Literatur „für seine poetischen Neuschöpfungen in der großen amerikanischen Songtradition“[1] zu verleihen.

### Klassische Musik und Musiktheater

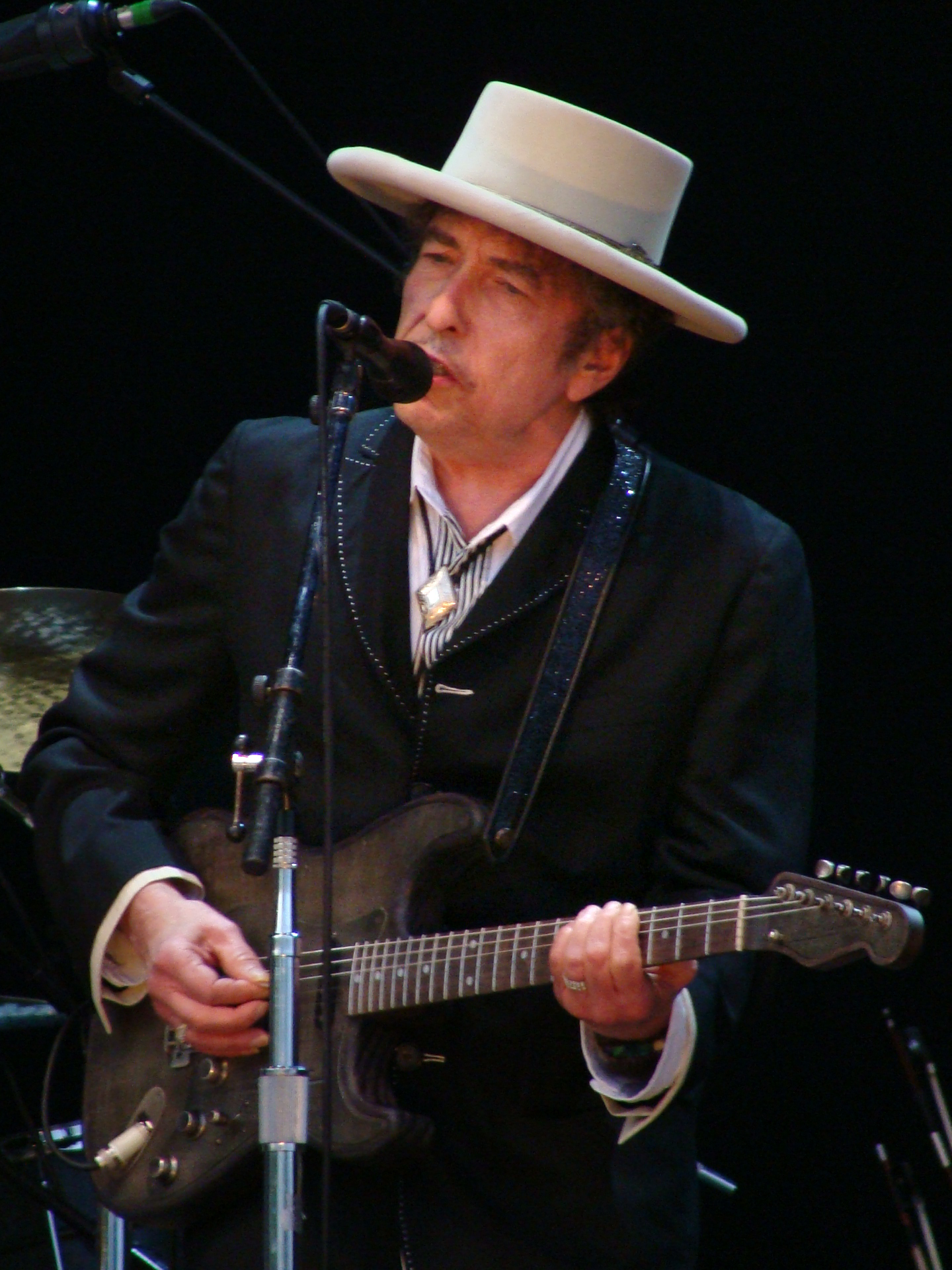
Bob Dylan wird der Nobelpreis für Literatur zuerkannt.

- 01. Januar: Das Neujahrskonzert der Wiener Philharmoniker 2016 unter Dirigent Mariss Jansons wird in mehr als 90 Länder ausgestrahlt und erreicht 50 Millionen Zuschauer.
- 05. Januar: Der französische Komponist, Dirigent und Musiktheoretiker Pierre Boulez stirbt in Baden-Baden. Neben Karlheinz Stockhausen und Luigi Nono gehörte Pierre Boulez ab Mitte der 1950er Jahre zu den herausragenden Vertretern der musikalischen Avantgarde, speziell der seriellen Musik.
- 00. April: Uraufführung des Musicals Waitress mit Musik und Text von Sara Bareilles und einem Buch von Jessie Nelson am American Repertory Theater in Cambridge, Massachusetts.
- 01. Oktober: Uraufführung der Oper für drei Solisten, großen gemischten Chor und Orchester Push von Howard Moody (Musik und Libretto) als Koproduktion des Battle Festival mit der Glyndebourne Festival Opera im De La Warr Pavilion in East Sussex, Großbritannien.
- 02. Dezember: Uraufführung der Oper It’s a Wonderful Life von Jake Heggie in der Houston Grand Opera
- 29. Dezember: Uraufführung der Kinderoper Cinderella von Alma Deutscher im Casino Baumgarten in Wien.

### Film
- Get Back (deutscher Untertitel: Liverpool: Von den Beatles bis heute, englischer Untertitel: The Story of the City that Rocked the World) – britischer Dokumentarfilm von Roger Appleton
- You Are Everything – deutsches Roadmovie

### Musikindustrie
- 01. November: Nach sieben Jahren zäher Verhandlungen können sich YouTube und die deutsche Musikverwertungsgesellschaft GEMA einigen und unterzeichnen einen gemeinsamen Lizenzvertrag.

### Weiteres
- Am 25. Dezember stürzt eine Tupolew Tu-154 des russischen Militärs über dem Schwarzen Meer ab. Dabei sterben 68 Mitglieder des Alexandrow-Ensembles mit dessen Leiter Waleri Michailowitsch Chalilow.

## Musikcharts

### Deutschland
| Singles                                       | Position | Alben                                 |
| --------------------------------------------- | -------- | ------------------------------------- |
|                                               |          |                                       |
| Faded Alan Walker                             | 1        | Stärker als die Zeit Udo Lindenberg   |
| Die immer lacht Stereoact feat. Kerstin Ott   | 2        | Seelenbeben Andrea Berg               |
| Cheap Thrills Sia feat. Sean Paul             | 3        | Hardwired…to Self-Destruct Metallica  |
| Don’t Be So Shy (Filatov & Karas Remix) Imany | 4        | Weihnachten Helene Fischer            |
| One Dance Drake feat. WizKid & Kyla           | 5        | Blue & Lonesome The Rolling Stones    |
| This Girl Kungs vs. Cookin’ on 3 Burners      | 6        | 25 Adele                              |
| Don’t Let Me Down The Chainsmokers feat. Daya | 7        | Muttersprache Sarah Connor            |
| Stressed Out Twenty One Pilots                | 8        | Memento Böhse Onkelz                  |
| Human Rag ’n’ Bone Man                        | 9        | Alles nix Konkretes AnnenMayKantereit |
| Can’t Stop the Feeling! Justin Timberlake     | 10       | Seal the Deal & Let’s Boogie Volbeat  |

- Metallica hatte den erfolgreichsten Albumstart des Jahres. Ihr Album Hardwired…to Self-Destruct erreichte bereits in der ersten Woche Platin.

Die längsten Nummer-eins-Singles
Lieder, die die meiste Zeit während eines anderen Jahres auf Platz 1 der Charts verbrachten, werden hier nicht aufgeführt.
1. Rag ’n’ Bone Man – Human (12 Wochen)
2. Alan Walker – Faded; Imany – Don’t Be So Shy (Filatov & Karas Remix) (jeweils 10 Wochen)
3. Eff – Stimme; Justin Timberlake – Can’t Stop the Feeling!; Kungs vs. Cookin’ on 3 Burners – This Girl (jeweils 3 Wochen)

Die längsten Nummer-eins-Alben
Alben, die die meiste Zeit während eines anderen Jahres auf Platz 1 der Charts verbrachten, werden hier nicht aufgeführt.
1. Andrea Berg – Seelenbeben; Udo Lindenberg – Stärker als die Zeit (jeweils 3 Wochen)

Alle weiteren Alben waren entweder eine oder zwei Wochen auf Platz 1 gelistet.
Alle Nummer-eins-Hits und die Hits des Jahres

### Österreich
| Singles                                       | Position | Alben                                                       |
| --------------------------------------------- | -------- | ----------------------------------------------------------- |
|                                               |          |                                                             |
| Faded Alan Walker                             | 1        | Ham kummst Seiler und Speer                                 |
| Cheap Thrills Sia feat. Sean Paul             | 2        | Seelenbeben Andrea Berg                                     |
| The Sound of Silence Disturbed                | 3        | Seal the Deal & Let’s Boogie Volbeat                        |
| Die immer lacht Stereoact feat. Kerstin Ott   | 4        | Neujahrskonzert 2016 Wiener Philharmoniker / Mariss Jansons |
| Stressed Out Twenty One Pilots                | 5        | Weihnachten Helene Fischer                                  |
| Don’t Be So Shy (Filatov & Karas Remix) Imany | 6        | Blackstar David Bowie                                       |
| Don’t Let Me Down The Chainsmokers feat. Daya | 7        | You Want It Darker Leonard Cohen                            |
| Can’t Stop the Feeling! Justin Timberlake     | 8        | 20 Jahre – Nur das Beste! Die Seer                          |
| This Girl Kungs vs. Cookin’ on 3 Burners      | 9        | Hardwired…to Self-Destruct Metallica                        |
| One Dance Drake feat. WizKid & Kyla           | 10       | MTV Unplugged Andreas Gabalier                              |

- Alan Walkers Faded ist mit zwölf Wochen der erfolgreichste Nummer-eins-Hit seit Lady Gagas Poker Face (ebenfalls zwölf Wochen) 2009.

Die längsten Nummer-eins-Singles
Lieder, die die meiste Zeit während eines anderen Jahres auf Platz 1 der Charts verbrachten, werden hier nicht aufgeführt.
1. Alan Walker – Faded (12 Wochen)
2. Rag ’n’ Bone Man – Human (9 Wochen)
3. Imany – Don’t Be So Shy (Filatov & Karas Remix) (8 Wochen)

Die längsten Nummer-eins-Alben
Alben, die die meiste Zeit während eines anderen Jahres auf Platz 1 der Charts verbrachten, werden hier nicht aufgeführt.
1. Seiler und Speer – Ham kummst (6 Wochen)
2. Volbeat – Seal the Deal & Let’s Boogie (3 Wochen)

Alle weiteren Alben waren entweder eine oder zwei Wochen auf Platz 1 gelistet.
Alle Nummer-eins-Hits und die Hits des Jahres

### Schweiz
| Singles                                       | Position | Alben                                |
| --------------------------------------------- | -------- | ------------------------------------ |
|                                               |          |                                      |
| Faded Alan Walker                             | 1        | 25 Adele                             |
| Die immer lacht Stereoact feat. Kerstin Ott   | 2        | Heiterefahne Trauffer                |
| One Dance Drake feat. WizKid & Kyla           | 3        | A Head Full of Dreams Coldplay       |
| Stressed Out Twenty One Pilots                | 4        | Stärne Gölä                          |
| Hello Adele                                   | 5        | Weihnachten Helene Fischer           |
| 7 Years Lukas Graham                          | 6        | Blackstar David Bowie                |
| I Took a Pill in Ibiza Mike Posner            | 7        | Encore un soir Céline Dion           |
| Hymn for the Weekend Coldplay                 | 8        | Seelenbeben Andrea Berg              |
| Love Yourself Justin Bieber                   | 9        | You Want It Darker Leonard Cohen     |
| Don’t Be So Shy (Filatov & Karas Remix) Imany | 10       | Hardwired…to Self-Destruct Metallica |

Die längsten Nummer-eins-Singles
Lieder, die die meiste Zeit während eines anderen Jahres auf Platz 1 der Charts verbrachten, werden hier nicht aufgeführt.
1. Alan Walker – Faded (12 Wochen)
2. Rag ’n’ Bone Man – Human (7 Wochen)
3. Drake feat. Wizkid & Kyla – One Dance (5 Wochen)

Die längsten Nummer-eins-Alben
Alben, die die meiste Zeit während eines anderen Jahres auf Platz 1 der Charts verbrachten, werden hier nicht aufgeführt.
1. Trauffer – Heiterefahne (7 Wochen)
2. Adele – 25 (3 Wochen)

Alle weiteren Alben waren entweder eine oder zwei Wochen auf Platz 1 gelistet.
Alle Nummer-eins-Hits und die Hits des Jahres

### Vereinigtes Königreich
| Singles                                               | Position | Alben                                                          |
| ----------------------------------------------------- | -------- | -------------------------------------------------------------- |
|                                                       |          |                                                                |
| One Dance Drake feat. WizKid & Kyla                   | 1        | 25 Adele                                                       |
| 7 Years Lukas Graham                                  | 2        | A Head Full of Dreams Coldplay                                 |
| Cheap Thrills Sia feat. Sean Paul                     | 3        | Together Michael Ball & Alfie Boe                              |
| I Took a Pill in Ibiza Mike Posner                    | 4        | Purpose Justin Bieber                                          |
| This Is What You Came For Calvin Harris feat. Rihanna | 5        | The Wonder of You Elvis Presley & Royal Philharmonic Orchestra |
| Lush Life Zara Larsson                                | 6        | Blackstar David Bowie                                          |
| Closer The Chainsmokers feat. Halsey                  | 7        | Glory Days Little Mix                                          |
| Love Yourself Justin Bieber                           | 8        | Views Drake                                                    |
| Work Rihanna feat. Drake                              | 9        | I Cry When I Laugh Jess Glynne                                 |
| Can’t Stop the Feeling! Justin Timberlake             | 10       | Best of Bowie David Bowie                                      |

Die längsten Nummer-eins-Singles
Lieder, die die meiste Zeit während eines anderen Jahres auf Platz 1 der Charts verbrachten, werden hier nicht aufgeführt.
1. Drake feat. Wizkid & Kyla – One Dance (15 Wochen)
2. Clean Bandit feat. Sean Paul & Anne-Marie – Rockabye (7 Wochen)
3. Lukas Graham – 7 Years; Major Lazer feat. Justin Bieber & Mø – Cold Water (jeweils 5 Wochen)

Die längsten Nummer-eins-Alben
Alben, die die meiste Zeit während eines anderen Jahres auf Platz 1 der Charts verbrachten, werden hier nicht aufgeführt.
1. Adele – 25 (8 Wochen)
2. David Bowie – Blackstar (3 Wochen)

Alle weiteren Alben waren entweder eine oder zwei Wochen auf Platz 1 gelistet.
Alle Nummer-eins-Hits und die Hits des Jahres

### Vereinigte Staaten
| Singles                                       | Position | Alben                                      |
| --------------------------------------------- | -------- | ------------------------------------------ |
|                                               |          |                                            |
| Love Yourself Justin Bieber                   | 1        | 25 Adele                                   |
| Sorry Justin Bieber                           | 2        | Views Drake                                |
| One Dance Drake feat. Wizkid & Kyla           | 3        | Purpose Justin Bieber                      |
| Work Rihanna feat. Drake                      | 4        | Lemonade Beyoncé                           |
| Stressed Out Twenty One Pilots                | 5        | Anti Rihanna                               |
| Panda Desiigner                               | 6        | Blurryface Twenty One Pilots               |
| Hello Adele                                   | 7        | Traveller Chris Stapleton                  |
| Don’t Let Me Down The Chainsmokers feat. Daya | 8        | Made in the A.M. One Direction             |
| Can’t Stop the Feeling! Justin Timberlake     | 9        | Beauty Behind the Madness The Weeknd       |
| Closer The Chainsmokers feat. Halsey          | 10       | Hamilton: An American Musical (Soundtrack) |

Die längsten Nummer-eins-Singles
Lieder, die die meiste Zeit während eines anderen Jahres auf Platz 1 der Charts verbrachten, werden hier nicht aufgeführt.
1. The Chainsmokers feat. Halsey – Closer (12 Wochen)
2. Drake feat. Wizkid & Kyla – One Dance (10 Wochen)
3. Rihanna feat. Drake – Work (9 Wochen)

Die längsten Nummer-eins-Alben
Alben, die die meiste Zeit während eines anderen Jahres auf Platz 1 der Charts verbrachten, werden hier nicht aufgeführt.
1. Drake – Views (13 Wochen)
2. Adele – 25 (6 Wochen)

Alle weiteren Alben waren entweder eine oder zwei Wochen auf Platz 1 gelistet.
Alle Nummer-eins-Hits und die Hits des Jahres

### Charts in weiteren Ländern
Siehe auch: Nummer-eins-Hits 2016 in  Australien, Belgien, Dänemark, Deutschland, Finnland, Frankreich, Griechenland, Irland, Italien, Japan, Kanada, Kroatien, Mexiko, Neuseeland, den Niederlanden, Norwegen, Österreich, Polen, Portugal, Schweden, der Schweiz, Slowakei, Spanien, Südkorea, Tschechien, Ungarn, den Vereinigten Staaten und im Vereinigten Königreich.

### Weltweite Auswertung
Die folgende Tabelle richtet sich nach dem Global Music Report 2017: Annual State of the Industry, herausgegeben von der IFPI. Die angegebenen Kennzahlen sind in Millionen Album-equivalent units angegeben.
| Singles | Alben | Populärste Künstler |
| --- | --- | --- |
| 1. Drake – One Dance (12,5) 2. Justin Bieber – Love Yourself (11,7) 3. The Chainsmokers feat. Halsey – Closer (11,7) 4. Sia – Cheap Thrills (11,1) 5. Justin Bieber – Sorry (10,8) 6. Rihanna – Work (10,6) 7. Lukas Graham – 7 Years (10,4) 8. The Chainsmokers feat. Daya & Konshens – Don’t Let Me Down (10,2) 9. Mike Posner – I Took a Pill in Ibiza (10,0) 10. Twenty One Pilots – Stressed Out (9,9) | 1. Beyoncé – Lemonade (2,5) 2. Adele – 25 (2,4) 3. Drake – Views (2,3) 4. Metallica – Hardwired…to Self-Destruct (2,1) 5. David Bowie – Blackstar (1,9) 6. The Rolling Stones – Blue & Lonesome (1,8) 7. Bruno Mars – 24k Magic (1,7) 8. Twenty One Pilots – Blurryface (1,5) 9. Coldplay – A Head Full of Dreams (1,4) 10. Pentatonix – A Pentatonix Christmas (1,4) | 1. Drake 2. David Bowie 3. Coldplay 4. Adele 5. Justin Bieber 6. Twenty One Pilots 7. Beyoncé 8. Rihanna 9. Prince 10. The Weeknd |

## Musikpreise und Ehrungen

### Alternative Press Music Awards
- Künstler des Jahres: Twenty One Pilots
- Bester Newcomer: State Champs
- Album des Jahres: Blurryface von Twenty One Pilots
- Lied des Jahres: Hallelujah von Panic! at the Disco
- Vans „Off The Wall“ Award: Yellowcard
- Icon Award: Marilyn Manson

Vollständige Liste der Preisträger

### Amadeus Austrian Music Award
- Band des Jahres: Wanda
- Künstler des Jahres: Hubert von Goisern
- Künstlerin des Jahres: Conchita
- Album des Jahres: Schick Schock von Bilderbuch
- Song des Jahres: Ham kummst von Seiler und Speer
- FM4 Award: Schmieds Puls

Vollständige Liste der Preisträger

### ARIA Awards
- Album of the Year: Skin von Flume
- Song of the Year: Youth von Troye Sivan
- Best Female Artist: Sia (Album This Is Acting)
- Best Male Artist: Flume (Album Skin)
- Best Group: Violent Soho (Album Waco)
- Breakthrough Artist: Montaigne (Album Glorious Heights)

### Brit Awards
- Künstler des Jahres: Justin Bieber
- Künstlerin des Jahres: Björk
- Gruppe des Jahres: Tame Impala
- Britischer Künstler des Jahres: James Bay
- Britische Künstlerin des Jahres: Adele
- Britischer Newcomer: Catfish & the Bottlemen
- Britische Gruppe: Coldplay

Liste der Preisträger

### Echo
- Künstler, Künstlerin national Rock/Pop: Andreas Bourani, Sarah Connor
- Künstler, Künstlerin international Rock/Pop: Ed Sheeran, Adele
- Gruppe national Rock/Pop: Pur
- Gruppe international Rock/Pop: Coldplay
- Gruppe Rock/Alternative (national): Frei.Wild
- Gruppe Rock/Alternative (international): Iron Maiden
- Künstler/Künstlerin/Gruppe deutschsprachiger Schlager: Wolkenfrei
- Künstler/Künstlerin/Gruppe volkstümliche Musik: Santiano
- Künstler/Künstlerin/Gruppe Hip-Hop/Urban (national): Kollegah
- Hit des Jahres (national oder international): Lost Frequencies – Are You with Me
- Album des Jahres (national oder international): Helene Fischer – Weihnachten
- Nachwuchspreis der Deutschen Phonoakademie – Newcomer des Jahres (national): Joris
- Nachwuchspreis der Deutschen Phonoakademie – Newcomer des Jahres (international): James Bay

Vollständige Liste der Preisträger

### Grammy Awards
- Single des Jahres: Uptown Funk von Mark Ronson feat. Bruno Mars
- Album des Jahres: 1989 von Taylor Swift
- Song des Jahres: Thinking Out Loud von Ed Sheeran (Autoren: Ed Sheeran, Amy Wadge)
- Bester neuer Künstler: Meghan Trainor

Vollständige Liste der Preisträger

### MTV Europe Music Awards
- Bester Pop-Act: Fifth Harmony
- Bester Rock-Act: Coldplay
- Bester Alternative-Act: Twenty One Pilots
- Bester Electronic-Act: Martin Garrix
- Bester Hip-Hop-Act: Drake
- Bester Künstler: Shawn Mendes
- Beste Künstlerin: Lady Gaga
- Bester Newcomer: Zara Larsson
- Bester Song: Justin Bieber – Sorry
- Bestes Video: The Weeknd feat. Daft Punk – Starboy

Vollständige Liste der Preisträger

### MTV Video Music Awards
- Video of the Year: Beyoncé – Formation
- Best Male Video: Calvin Harris (featuring Rihanna) – This Is What You Came For
- Best Female Video: Beyoncé – Hold Up
- Best Pop Video: Beyoncé – Formation
- Best Rock Video: Twenty One Pilots – Heathens
- Best Hip-Hop Video: Drake – Hotline Bling

Vollständige Liste der Preisträger

### Preis der deutschen Schallplattenkritik
- Grigory Sokolov: Schubert / Beethoven / Brahms (2CD)
- Robert Schumann: Sämtliche Konzerte & Klaviertrios Vol. 1–3
- Giuseppe Verdi: Aida (Deluxe-Ausgabe)
- Heinrich Schütz: Johannespassion SWV 481 (Carus Schütz-Edition Vol. 13)
- Franz Schubert: Lieder – Poetisches Tagebuch (CD)
- Musik für Viola & Akkordeon: Of Waters Making Moan (CD)
- Anderson East: Delilah (CD)
- Maxwell: black summers’ night (CD)
- Sampler: Mauretanien Nouakchott & Chinguetti (CD)
- Tord Gustavsen, Simin Tander, Jarle Vespestad: What Was Said (CD)
- Jewgenij Samjatin: Wir (2CDs)

### Rock-and-Roll-Hall-of-Fame-Aufnahmen
- Bert Berns[3]
- Cheap Trick
- Chicago
- Deep Purple
- N.W.A.
- Steve Miller

### Weitere Musikpreise und Auszeichnungen
- Billboard Music Award: Adele
- Mercury Music Prize: Skepta – Konnichiwa
- Oscarverleihung 2016: Beste Filmmusik: The Hateful Eight – Ennio Morricone, Bester Filmsong: Writing’s on the Wall aus James Bond 007: Spectre – Sam Smith und Jimmy Napes
- Polar Music Prize: Max Martin und Cecilia Bartoli
- Protestsongcontest: Testament von Sarah Lesch
- Tony Award für das beste Musical: Hamilton/Beste Wiederaufnahme eines Musicals: The Color Purple
- Preis für Popkultur 2016

### Musikwettbewerbe und Castingshows
Eurovision Song Contest
1. Jamala: 1944
2. Dami Im: Sound of Silence
3. Sergei Lasarew: You Are the Only One
4. Poli Genowa: If Love Was a Crime
5. Frans: If I Were Sorry

- Junior Eurovision Song Contest 2016: Mariam Mamadaschwili (Georgien) mit Mzeo
- Sanremo-Festival 2016: Stadio mit Un giorno mi dirai

Castingshows
- American Idol: Trent Harmon
- Deutschland sucht den Superstar: Prince Damien (13. Staffel)
- The Voice of Germany: Tay Schmedtmann (6. Staffel)
- The Voice US: Alisan Porter (10. Staffel)

## Musikfestivals und -tourneen
- 10.–14. Februar: Sanremo-Festival 2016 im Teatro Ariston in Sanremo
- 27.–29. Mai: Rockavaria im Olympiapark München
- 5.–7. Juni: Rock am Ring auf dem Gelände des ehemaligen Bundeswehr-Flugplatzes in Mendig
- 29. Juni – 3. Juli: 13. Fusion Festival in Lärz, MV
- 24.–26. Juni: Donauinselfest in Wien
- 24.–26. Juni: Hurricane Festival in Scheeßel
- 8.–10. Juli: 25. Internationales Samba-Festival in Coburg
- 8.–10. Juli: 19. Splash! Festival in Ferropolis
- 22. Juli – 31. August: Salzburger Festspiele
- 22.–24. Juli: Das Fest (Open-Air-Musikfestival) in Karlsruhe
- 22.–24. Juli: 12. Tomorrowland in Boom, Belgien
- 29.–31. Juli: 41. Bardentreffen (Open-Air-Musikfestival) in Nürnberg
- 4.–6. August: Wacken Open Air in Wacken
- 7.–9. und 14.–16. Oktober: Desert Trip in Indio

## Jahresbestenlisten

### Classic Rock
| Alben |
| --- |
| 1. Rolling Stones – Blue & Lonesome 2. Nick Cave and the Bad Seeds – Skeleton Tree 3. Metallica – Hardwired…to Self-Destruct 4. Iggy Pop – Post Pop Depression 5. The Marcus King Band – The Marcus King Band 6. The Jayhawks – Paging Mr. Proust 7. Santana – Santana IV 8. The Pretty Reckless – Who You Selling For 9. Pretenders – Alone 10. Neil Young – Earth |

### Intro
| Singles | Alben |
| --- | --- |
| 1. Beginner – Ahnma 2. Drangsal – Allan Align 3. Frank Ocean – Nikes 4. Bon Iver – 33 „GOD“ 5. David Bowie – Lazarus 6. Nicolas Jaar – No 7. Roosevelt – Colours 8. Jamie Blake – Radio Silence 9. Frank Ocean – Ivy 10. Yung Hurn & RIN – Bianco | 1. Bon Iver – 22, A Million 2. Nick Cave and the Bad Seeds – Skeleton Tree 3. Kate Tempest – Let Them Eat Chaos 4. Radiohead – A Moon Shaped Pool 5. David Bowie – Blackstar 6. Nicolas Jaar – Sirens 7. Michael Kiwanuka – Love & Hate 8. Isolation Berlin – Und aus den Wolken tropft die Zeit 9. Die Heiterkeit – Pop & Tod I+II 10. Drangsal – Harieschaim |

### Juice
| Alben national | Singles national | Alben international | Singles international |
| --- | --- | --- | --- |
| 1. Megaloh – Regenmacher 2. Crack Ignaz & Wandl – Geld Leben 3. Audio88 & Yassin – Halleluja 4. RAF Camora & Bonez MC – Palmen aus Plastik 5. SSIO – 0,9 6. Kalim – Odyssee 579 7. Gzuz & Bonez MC – High & hungrig 2 8. Goldroger – Avrakadavra 9. Haftbefehl (Rapper) & Xatar – Der Holland Job 10. Shindy – Dreams | 1. Yung Hurn & RIN – Bianco 2. Beginner feat. Gzuz & Gentleman – Ahnma 3. Haftbefehl – 069 4. Miami Yacine – Kokaina 5. Haiyti – Ein Messer 6. Megaloh feat. Trettmann – Wer hat die Hitze 7. Audio88 & Yassin feat . Nico – Gnade 8. Trettmann – Skyline 9. Fler feat. Sentino – Unterwegs 10. Fruchtmax & Hugo Nameless – WKM$N$HG | 1. Kanye West – The Life of Pablo 2. Skepta – Konnichiwa 3. Kendrick Lamar – Untitled Unmastered 4. Travi$ Scott – Birds in the Trap Sing McKnight 5. Drake – Views 6. Pusha T – Darkest Before Dawn: King Push 7. Isaiah Rashad – Free Lunch 8. Schoolboy Q – Blank Face 9. Anderson .Paak – Malibu 10. Kaytranada – 99,99% | 1. Desiigner – Panda 2. Frank Ocean – Nikes 3. Isaiah Rashad – Free Lunch 4. Schoolboy Q feat. Kanye West – That Part 5. Stormzy – Scary 6. YG feat. Nipsey Hussle – FDT (Fuck Donald Trump) 7. Kanye West feat. Rihanna – Famous 8. Travi$ Scott feat. Young Thug – Pick Up the Phone 9. Joey Badass – Devastated 10. Controlla – No Type |

### Musikexpress
| Singles | Alben |
| --- | --- |
| 1. Beyoncé – Formation 2. David Bowie – Lazarus 3. The Avalanches – Frankie Sinatra 4. Radiohead – Burn the Witch 5. Beginner – Ahnma 6. The xx – On Hold 7. A Tribe Called Quest – We the People… 8. Japanese Breakfast – Everybody Wants to Love You 9. Drangsal – Allan Align 10. Bon Iver – 33 „GOD“ | 1. Bon Iver – 22, A Million 2. Nick Cave and the Bad Seeds – Skeleton Tree 3. David Bowie – Blackstar 4. Radiohead – A Moon Shaped Pool 5. James Blake – The Colour in Anything 6. PJ Harvey – The Hope Six Demolition Project 7. Solange – A Seat at the Table 8. Isolation Berlin – Und aus den Wolken tropft die Zeit 9. Frank Ocean – Blonde 10. Beyoncé – Lemonade |

### Rolling Stone
| Alben |
| --- |
| 1. David Bowie – Blackstar 2. Leonard Cohen – You Want It Darker 3. Anohni – Hopelessness 4. Wilco – Schmilco 5. Nick Cave and the Bad Seeds – Skeleton Tree 6. Kate Tempest – Let Them Eat Chaos 7. A Tribe Called Quest – We Got It From Here… Thank You 4 Your Service 8. John Southworth – Small Town Water Tower 9. Radiohead – A Moon Shaped Pool 10. Solange – A Seat at That Table |

### Spex
| Alben |
| --- |
| 1. Solange – A Seat at the Table 2. Anohni – Hopelessness 3. Blood Orange – Freetown Sound 4. David Bowie – Blackstar 5. Beyoncé – Lemonade 6. Kate Tempest – Let Them Eat Chaos 7. Frank Ocean – Blonde 8. Jenny Hval – Blood Bitch 9. A Tribe Called Quest – We Got It From Here… Thank You 4 Your Service 10. Abra – Princess (EP) |

### Süddeutsche Zeitung
| Songs des Jahres |
| --- |
| - Kanye West feat. Chance the Rapper – Ultralight Beam - Beyoncé – Formation - Rihanna feat. Drake – Work - Glass Animals – Season 2 Episode 3 - Lambchop – In Care of 8675309 |

### Visions
| Singles | Alben |
| --- | --- |
| 1. Biffy Clyro – Wolves of Winter 2. Crystal Fairy – Drugs on the Bus 3. The Dirty Nil – No Weakness 4. Ebbot Lundberg & The Indigo Children – To Be Continued 5. Every Time I Die – The Coin Has a Say 6. FJØRT – Lichterloh 7. Ghost – Square Hammer 8. Kings of Leon – Find Me 9. Kvelertak – Heksebrann 10. The Menzingers – Lookers | 1. Touché Amoré – Stage Four 2. The Dirty Nil – Higher Power 3. Kvelertak – Nattesferd 4. Iggy Pop – Post Pop Depression 5. Russian Circles – Guidance 6. Wolf People – Ruins 7. FJØRT – Kontakt 8. Savages – Adore Life 9. Cult of Luna – Mariner 10. Descendents – Hypercaffium Spazzinate |

## Erstveranstalungen
- Musikfestival Lednice-Valtice – internationales Festival für Klassische Musik

## Gründungen und Auflösungen

### Gründungen
- Abor & Tynna – Musikduo aus Österreich
- Blazar – spanische Funeral-Doom-Band aus Barcelona
- Broken by the Scream – japanische Metal-Idol-Girlgroup aus Tokio
- Canis Records – österreichisches Independent-Label mit Sitz in Wien
- Cellar Darling – Schweizer Progressive-Metal-Band aus Winterthur und Luzern
- Confidence Man – australische Elektro-Pop-Band aus Brisbane
- Föhn – griechische Funeral-Doom-Band aus Athen
- Groza – deutsche Black-Metal-Band aus Mühldorf am Inn
- Henä – Schweizer Mundart-Band aus dem Bieler Seeland
- High Vis – britische Hardcore-Punk-Band aus London
- Lampe – deutsches Indie-Pop-Projekt des Musikers Tilman Claas
- Magdalena Bay – US-amerikanisches Elektropop-Duo
- Okkultist – Death-Metal-Band aus Lissabon
- One Step Closer – US-amerikanische Melodic-Hardcore-Band aus Wilkes-Barre
- Parakeets – deutsches Indie-Pop-Duo aus Düsseldorf
- Pet Needs – britische Punk-Band aus Colchester
- Poschlaja Molli – russischsprachige Band aus der Ukraine
- Slomosa – norwegische Stoner-Rock-Band aus Bergen
- Sorry3000 – Band aus Sachsen-Anhalt
- The Chats – australische Punk-Rock-Band aus Sunshine Coast
- The Happy Fits – US-amerikanische Indie-Rock-Band aus Pittstown
- The Jupiter Effect – österreichische Rockband aus Wien
- Youth Symphony Orchestra of Ukraine – nationales Jugend-Sinfonieorchester der Ukraine

### Auflösungen
- Dead Body Collection – serbisches Harsh-Noise-Wall-Projekt aus Belgrad
- Lustra – US-amerikanische Rockband aus Boston, Massachusetts
- Roxette – Pop-Duo aus Schweden

## Neuveröffentlichungen (Auswahl)

### Lieder und Kompositionen
| Lied           | Text                                                                                            | Musik                                                                                           | Erstinterpret                      | Label                                           | Veröffentlichung   | Genre                               | Album                                             | Weitere Informationen |
| -------------- | ----------------------------------------------------------------------------------------------- | ----------------------------------------------------------------------------------------------- | ---------------------------------- | ----------------------------------------------- | ------------------ | ----------------------------------- | ------------------------------------------------- | --------------------- |
| 1,40m          | Friedrich Kautz, Philipp Dittberner, Benjamin Bistram                                           | Friedrich Kautz, Philipp Dittberner, Benjamin Bistram                                           | Prinz Pi                           | Keine Liebe Records                             | 8. Januar 2016     | Deutscher Hip-Hop, Pop-Rap          | Im Westen nix Neues                               |                       |
| A.I.           | Peter Gabriel, Brent Kutzle, Ryan Tedder, Steve Wilmot                                          | Peter Gabriel, Brent Kutzle, Ryan Tedder, Steve Wilmot                                          | OneRepublic feat. Peter Gabriel    | Interscope Records, Mosley Music Group          | 30. September 2016 | Elektropop, Pop-Rock                | Oh My My                                          |                       |
| Als du gingst  | Katharina Müller, Lina Maly                                                                     | Max Schneider                                                                                   | Lina Maly                          | Dolcerita Recordings/Warner Music Entertainment | 26. August 2016    | Liedermacher, Pop                   | Nur zu Besuch                                     |                       |
| Glücksmoment   | Dieter Bohlen                                                                                   | Dieter Bohlen                                                                                   | Prince Damien                      | Universal Music Group                           | 7. Mai 2016        | Deutschpop                          | Glücksmomente                                     |                       |
| Holz           | Mike Rohleder, Daniel Schneider                                                                 | Mike Rohleder, Daniel Schneider                                                                 | 257ers                             | Selfmade Records                                | 1. Juli 2016       | Deutscher Hip-Hop                   | Mikrokosmus                                       |                       |
| I’m Amazing    | Peter Gabriel                                                                                   | Peter Gabriel                                                                                   | Peter Gabriel                      | Real World Records                              | 17. Juni 2016      | Artrock, Popmusik, Progressive Rock |                                                   |                       |
| J’ai cherché   | Johan Errami, Amir Haddad, Nazim Khaled                                                         | Johan Errami, Amir Haddad, Nazim Khaled                                                         | Amir                               | Sash Productions                                | 15. Januar 2016    | Pop                                 | Au cœur de moi                                    |                       |
| Just Like Fire | Oscar Holter, Max Martin, Alecia Moore, Karl Schuster                                           | Oscar Holter, Max Martin, Alecia Moore, Karl Schuster                                           | Pink                               | RCA Records                                     | 15. April 2016     | Pop-Rock                            | Alice im Wunderland: Hinter den Spiegeln (O.S.T.) |                       |
| Karma          | Joshua Allery, Jan Bednorz, Thomas Petermann, Farzad Rahnavard, Philip Schreiner, Melvyn Wiredu | Joshua Allery, Jan Bednorz, Thomas Petermann, Farzad Rahnavard, Philip Schreiner, Melvyn Wiredu | Mike Singer                        | Warner Music                                    | 18. September 2016 | Pop                                 | Karma                                             |                       |
| Lieblingslied  | Henrik Böhl, Fabian Römer                                                                       | Henrik Böhl, Fabian Römer                                                                       | Die Lochis                         | Department Musik                                | 25. Juni 2016      | Teen-Pop                            | #Zwilling                                         |                       |
| Mercy          | Teddy Geiger, Ilsey Juber, Shawn Mendes, Danny Parker                                           | Teddy Geiger, Ilsey Juber, Shawn Mendes, Danny Parker                                           | Shawn Mendes                       | Island Records                                  | 19. August 2016    | Pop                                 | Illuminate                                        |                       |
| Seite an Seite | Daniel Flamm, Christoph Koterzina, Markus Schlichtherle                                         | Daniel Flamm, Christoph Koterzina, Markus Schlichtherle                                         | Christina Stürmer                  | Polydor                                         | 8. April 2016      | Pop-Rock                            | Seite an Seite                                    |                       |
| The Veil       | Peter Gabriel                                                                                   | Peter Gabriel                                                                                   | Peter Gabriel                      | Real World Records                              | 9. September 2016  | Artrock, Popmusik, Progressive Rock |                                                   |                       |
| The Water      | Pierre Beecroft, Jonas Verwijen                                                                 | Pierre Beecroft, Jonas Verwijen                                                                 | I Heart Sharks feat. Madeline Juno |                                                 | 11. November 2016  | Indie Pop, Surfpop                  | Hideaway                                          |                       |
| Zenzenzense    | Yōjirō Noda                                                                                     | Yōjirō Noda                                                                                     | Radwimps                           | EMI Records Japan                               | 25. Juli 2016      |                                     |                                                   |                       |

### Alben
| Album                                      | Interpret                                                  | Label                                                              | Veröffentlichung   | Genre                                         | Weitere Informationen                                                                                             |
| ------------------------------------------ | ---------------------------------------------------------- | ------------------------------------------------------------------ | ------------------ | --------------------------------------------- | --- |
| 0,9                                        | SSIO                                                       | Alles oder Nix Records                                             | 29. Januar 2016    | Hip-Hop                                       | |
| 4Ever                                      | Prince                                                     | NPG Records, Warner Bros. Records                                  | 22. November 2016  | R&B, Funk, Popmusik, Rockmusik                | Kompilation |
| 30 Jahre Songs an einem Sommerabend        | diverse                                                    | buschfunk                                                          | 2016               | Chanson, Liedermacher                         | 30-jähriges Jubiläum, zum letzten Mal auf Kloster Banz                                                            |
| Afraid of Heights                          | Billy Talent                                               | Warner Music Canada, The End Records                               | 29. Juli 2016      | Punk-Rock, Alternative Rock                   | |
| All My Demons Greeting Me As A Friend      | Aurora                                                     | Decca Records, Glassnote Records                                   | 11. März 2016      | Pop, Electronic, Synthiepop                   | Debütalbum |
| All Our Gods Have Abandoned Us             | Architects                                                 | Epitaph Records (Weltweit), UNFD (Australien), New Damage (Kanada) | 27. Mai 2016       | Metalcore                                     | erstes Album mit Adam Christianson und letztes Album mit Tom Searle                                               |
| Amore meine Stadt                          | Wanda                                                      | Vertigo Records                                                    | 21. Oktober 2016   | Pop-Rock, Alternative Rock                    | |
| Bad Omens                                  | Bad Omens                                                  | Sumerian Records                                                   | 19. August 2016    | Metalcore                                     | |
| Blackstar                                  | David Bowie                                                | ISO, RCA, Columbia, Sony                                           | 8. Januar 2016     | Artrock, Jazz, Experimental Rock              | |
| Blonde                                     | Frank Ocean                                                | Selbstverlag                                                       | 19. August 2016    | R&B, psychedelischer Pop, Avantgarde-Soul     | |
| Blue & Lonesome                            | The Rolling Stones                                         | Polydor Records                                                    | 2. Dezember 2016   | Blues-Rock, Chicago Blues                     | |
| Breath of Time                             | Eric Plandé und Barre Phillips                             | Jazzwerkstatt                                                      | 2016               | Jazz, Neue Improvisationsmusik                | |
| Cactus                                     | Matthew Shipp und Bobby Kapp                               | Northern Spy                                                       | 2016               | Jazz                                          | |
| Constant Change 1976–2016                  | Howard Riley                                               | NoBusiness Records                                                 | 2016               | Jazz, Neue Improvisationsmusik                | |
| Continuum                                  | Nik Bärtsch                                                | ECM Records                                                        | 2016               | Jazz                                          | |
| Dark Blue                                  | Jim Rotondi                                                | Smoke Sessions Records                                             | 2016               | Jazz                                          | |
| Day One                                    | From Ashes To New                                          | Eleven Seven                                                       | 26. Februar 2016   | Nu Metal, Nu Metalcore, Rap Metal             | Debütalbum |
| Decision Day                               | Sodom                                                      | Steamhammer/SPV                                                    | 26. Juni 2016      | Thrash Metal                                  | |
| Der Junge, Der Rennt                       | Max Giesinger                                              | BMG                                                                | 8. April 2016      | Pop, Pop-Rock                                 | |
| Desire & Freedom                           | Rodrigo Amado Motion Trio                                  | Not Two Records                                                    | Oktober 2016       | Jazz                                          | |
| Endless                                    | Frank Ocean                                                | Def Jam Recordings                                                 | 19. August 2016    | R&B, psychedelischer Pop, Elektronische Musik | |
| First Ditch Effort                         | NOFX                                                       | Fat Wreck Chords                                                   | 7. Oktober 2016    | Punk                                          | |
| Five                                       | Yoni Kretzmer                                              | OutNow Recordings                                                  | 2016               | Jazz                                          | |
| For All Kings                              | Anthrax                                                    | Megaforce Records, Nuclear Blast                                   | 2016               | Thrash Metal                                  | |
| Götterfunken                               | Schwarzer Engel                                            | darkTunes Music Group                                              | 20. Mai 2016       | Dark Metal                                    | |
| Hardwired…to Self-Destruct                 | Metallica                                                  | Blackened Recordings, Universal Music Group                        | 18. November 2016  | Heavy Metal, Thrash Metal                     | |
| Hope                                       | The Strumbellas                                            | Glassnote Records                                                  | 22. April 2016     | Alternative Rock, Indie-Pop, Folk-Rock        | |
| HYDRA 3D                                   | Dat Adam                                                   | Hydra Music, Groove Attack                                         | 28. Oktober 2016   | Cloud Rap                                     | Debütalbum |
| Ich bin die                                | Ina Müller                                                 | Sony Music                                                         | 2016               | Chanson                                       | Bonus-CD mit Live-Aufnahmen von Gästen aus Müllers Sendung Inas Nacht                                             |
| Illuminate                                 | Shawn Mendes                                               | Island Records                                                     | 23. September 2016 | Pop                                           | |
| Imperium II: Titania                       | Schwarzer Engel                                            | Trisol Music Group                                                 | 29. Juli 2016      | Dark Metal                                    | |
| Kick im Augenblick                         | Beatrice Egli                                              | Polydor                                                            | 8. April 2016      | Schlager                                      | |
| Laugh Tracks                               | Knocked Loose                                              | Pure Noise Records                                                 | 16. September 2016 | Metalcore, Hardcore-Punk                      | Debütalbum |
| Leaving Everything Behind                  | Yelena Eckemoff                                            | L & H                                                              | 13. Mai 2016       | Jazz                                          | |
| Live at the Open Gate                      | Bobby Bradford, Hafez Modirzadeh, Mark Dresser, Alex Cline | NoBusiness Records                                                 | 2016               | Jazz                                          | |
| Live at the Stone: Megaloprepus Caerulatus | Dragonfly Breath                                           | Not Two Records                                                    | 2016               | Neue Improvisationsmusik                      | |
| Live at Zaal 100                           | Twenty One 4Tet                                            | Clean Feed Records                                                 | 27. September 2016 | Jazz                                          | |
| Mein Vogtland – mei Haamet                 | Stefanie Hertel                                            | Telamo                                                             | 15. April 2016     | Volkstümliche Musik                           | |
| Mingus, Mingus, Mingus                     | I Am Three                                                 | Leo Records                                                        | 8. August 2016     | Jazz                                          | |
| Narrative                                  | Fire From The Gods                                         | Rise Records                                                       | 6. Juli 2016       | Rap-Metal                                     | Debütalbum |
| Neuanfang                                  | Clueso                                                     | Vertigo Records                                                    | 14. Oktober 2016   | Pop                                           | |
| Nichts für Alle                            | Simon Rummel Ensemble                                      | Umlaut Records                                                     | 2016               | Jazz                                          | |
| Ohne Warum – live                          | Konstantin Wecker                                          | Sturm und Klang                                                    | 2016               | Liedermacher                                  | |
| One                                        | Sleep Token                                                | Selbstverlag                                                       | 2. Dezember 2016   | Alternative Metal, Progressive Metal          | erste EP |
| Resiliency                                 | Alberto Pinton/Noi Siamo                                   | Moserobie Music Production                                         | 2016               | Jazz                                          | |
| Rhombal                                    | Stephan Crump                                              | Papillon Sounds                                                    | 2016               | Jazz                                          | |
| Seal the Deal & Let’s Boogie               | Volbeat                                                    | Vertigo Records                                                    | 3. Juni 2016       | Metal                                         | |
| Sektion 1–2                                | Neuköllner Modelle                                         | Umlaut Records                                                     | 27. September 2016 | Jazz, Neue Improvisationsmusik                | |
| Self Inflicted                             | Chelsea Grin                                               | Rise Records                                                       | 1. Juli 2016       | Metalcore, Djent                              | letztes Album mit Alex Koehler, Jake Harmond und Dan Jones sowie erstes Album mit Stephen Rutishauser             |
| She Sleeps, She Sleeps                     | Fire!                                                      | Rune Grammofon                                                     | 15. Januar 2016    | Jazz                                          | |
| Sieben Leben für dich                      | Maite Kelly                                                | Electrola                                                          | 14. Oktober 2016   | Schlager                                      | |
| Sturm & Stille                             | Sportfreunde Stiller                                       | Vertigo Berlin                                                     | 7. Oktober 2016    | Rock, Indie-Rock                              | |
| Tangle                                     | John Butcher, Thomas Lehn und Matthew Shipp                | Fataka                                                             | 17. November 2016  | Jazz, Neue Improvisationsmusik                | |
| The Black                                  | Asking Alexandria                                          | Sumerian Records                                                   | 25. März 2016      | Metalcore                                     | |
| The Crave                                  | Dave Burrell und Bob Stewart                               | NoBusiness Records                                                 | 2016               | Jazz                                          | |
| The End                                    | Black Sabbath                                              | BS Production Limited                                              | 20. Januar 2016    | Heavy Metal                                   | letzte EP, besteht zur Hälfte aus Livetracks und zur anderen Hälfte aus übrig gebliebenen Tracks aus dem Album 13 |
| The Inner Spectrum of Variables            | Tyshawn Sorey                                              | Pi Recordings                                                      | 3. Juni 2016       | Neue Musik, Neue Improvisationsmusik          | |
| The Last Stand                             | Sabaton                                                    | Nuclear Blast                                                      | 19. August 2016    | Power Metal                                   | |
| The Metal Mass – Live                      | Powerwolf                                                  | Napalm Records                                                     | 27. Juli 2016      | Power Metal                                   | |
| The Stage                                  | Avenged Sevenfold                                          | Capitol Records                                                    | 28. Oktober 2016   | Heavy Metal                                   | erstes Album mit Brooks Wackerman                                                                                 |
| The Unknown                                | John Escreet                                               | Sunnyside Records                                                  | 2016               | Jazz                                          | |
| Touch My Beloved’s Thought                 | Greg Ward & 10 Tongues                                     | Greenleaf Music                                                    | 2016               | Jazz                                          | |
| To Whom It May Concern                     | Blacklite District                                         | AK19 Entertainment                                                 | 7. Oktober 2016    | Alternative Rock                              | |
| Turns                                      | Uwe Oberg und Silke Eberhard                               | Leo Records                                                        | 2016               | Jazz                                          | |
| Unleashed                                  | Skillet                                                    | Atlantic Records                                                   | 5. August 2016     | Christian Metal, Symphonic Rock               | |
| Zurück zur Straße                          | Alpa Gun                                                   | Major Movez                                                        | 9. September 2016  | Hip-Hop                                       | |

## Gestorben

### Januar
- 01. Januar: Gilbert Kaplan, US-amerikanischer Wirtschaftsjournalist und Dirigent (74)
- 01. Januar: Gilberto Mendes, brasilianischer Komponist (93)
- 01. Januar: Annie de Reuver, niederländische Sängerin (98)
- 02. Januar: Michel Delpech, französischer Sänger (69)
- 02. Januar: Brad Fuller, US-amerikanischer Komponist von Videospielmusik (62)
- 02. Januar: Ernst Hoffmann, deutscher Komponist und Dirigent (87)
- 02. Januar: Karl Messner, österreichischer Komponist, Kapellmeister und Pädagoge (92)
- 03. Januar: Paul Bley, kanadischer Jazzpianist (83)
- 03. Januar: Jerry Rix, niederländischer Sänger (68)
- 04. Januar: Klaus Arp, deutscher Komponist und Dirigent (65)
- 04. Januar: Armsted Christian, US-amerikanischer Jazzmusiker und Hochschullehrer (64)
- 04. Januar: Long John Hunter, US-amerikanischer Blues-Gitarrist, Sänger und Songwriter (84)

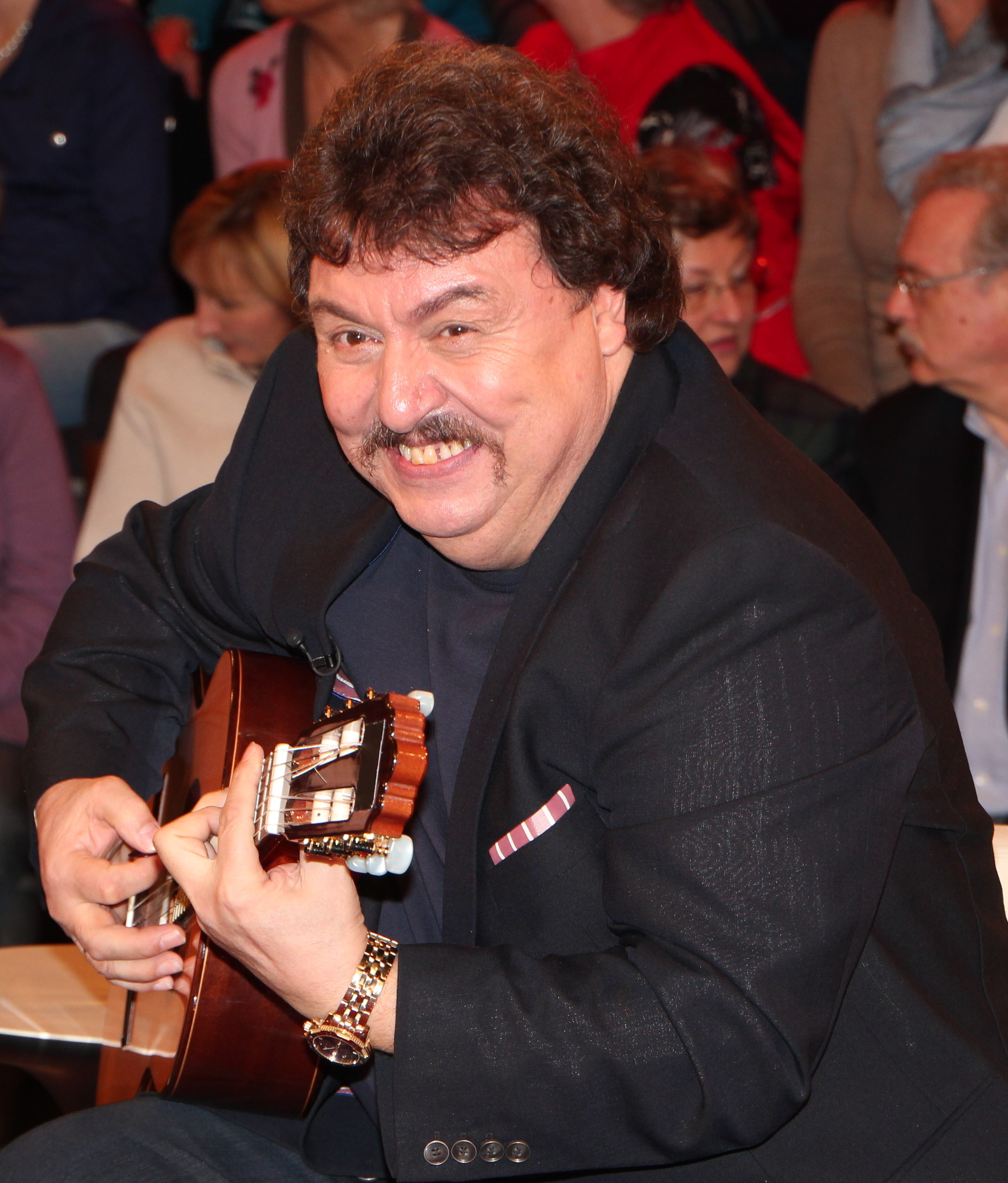
Achim Mentzel; † 4. Januar

- 04. Januar: Achim Mentzel, deutscher Musiker und Fernsehmoderator (69)
- 04. Januar: Robert Stigwood, australischer Musik- und Filmproduzent (81)

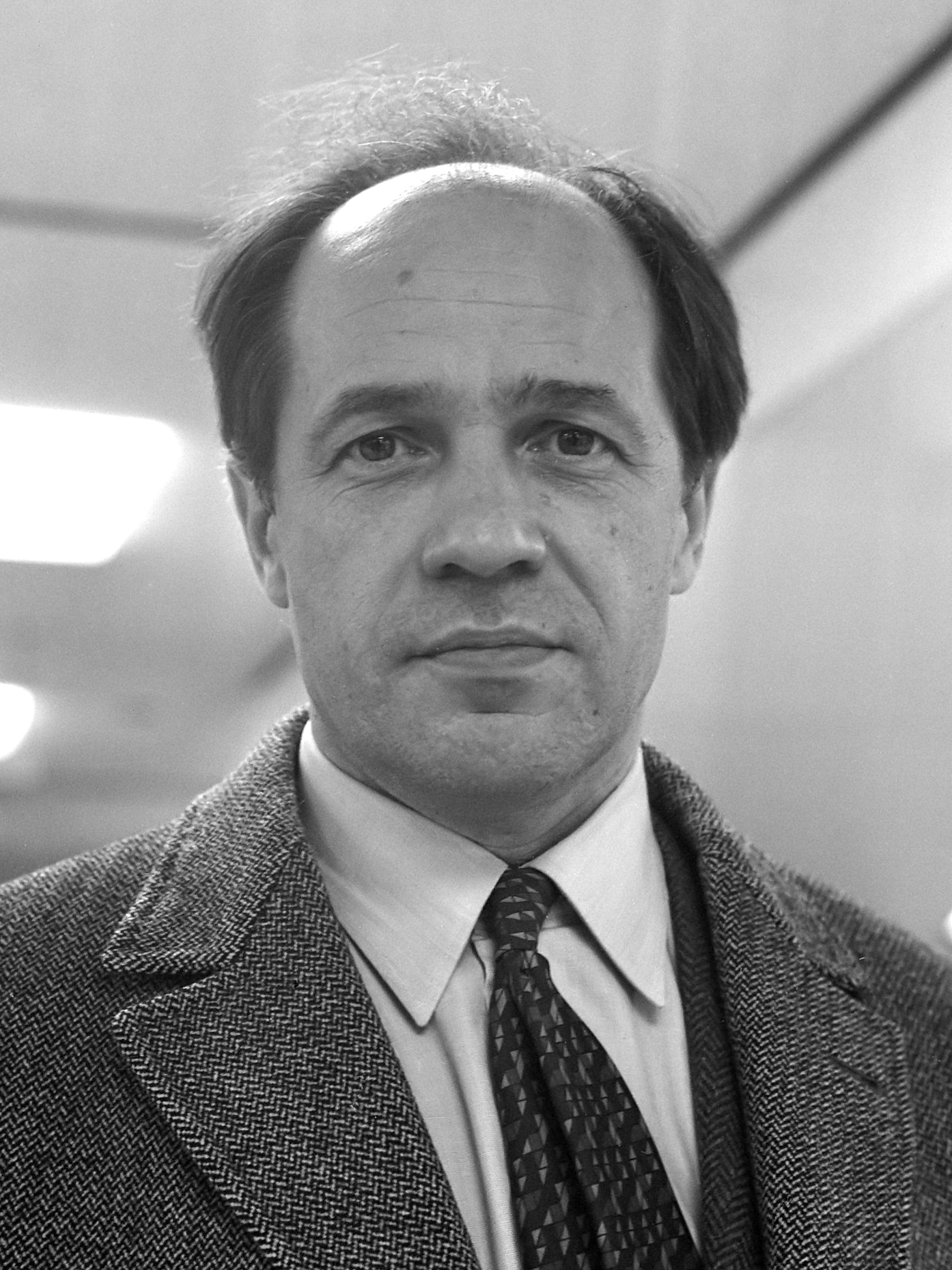
Pierre Boulez; † 5. Januar

- 05. Januar: Pierre Boulez, französischer Komponist, Dirigent und Musiktheoretiker (90)
- 05. Januar: Elizabeth Swados, US-amerikanische Komponistin (64)
- 06. Januar: Chocolate Armenteros, kubanischer Jazzmusiker (87)
- 06. Januar: Franka Lampe, deutsche Akkordeonistin und Komponistin (46)
- 07. Januar: Kitty Kallen, US-amerikanische Sängerin (93)
- 07. Januar: Jit Samaroo, trinidadischer Musiker (65)
- 07. Januar: Troy Shondell, US-amerikanischer Pop- und Countrysänger (75)
- 08. Januar: Otis Clay, US-amerikanischer R&B-Sänger (73)
- 08. Januar: Eva Fleischer, deutsche Kammersängerin (93)
- 08. Januar: Red Simpson, US-amerikanischer Country-Sänger und Songwriter (81)
- 09. Januar: Ed Stewart, britischer Radiomoderator (74)
- 09. Januar: Jānis Vaišļa, lettischer Musiker (46)

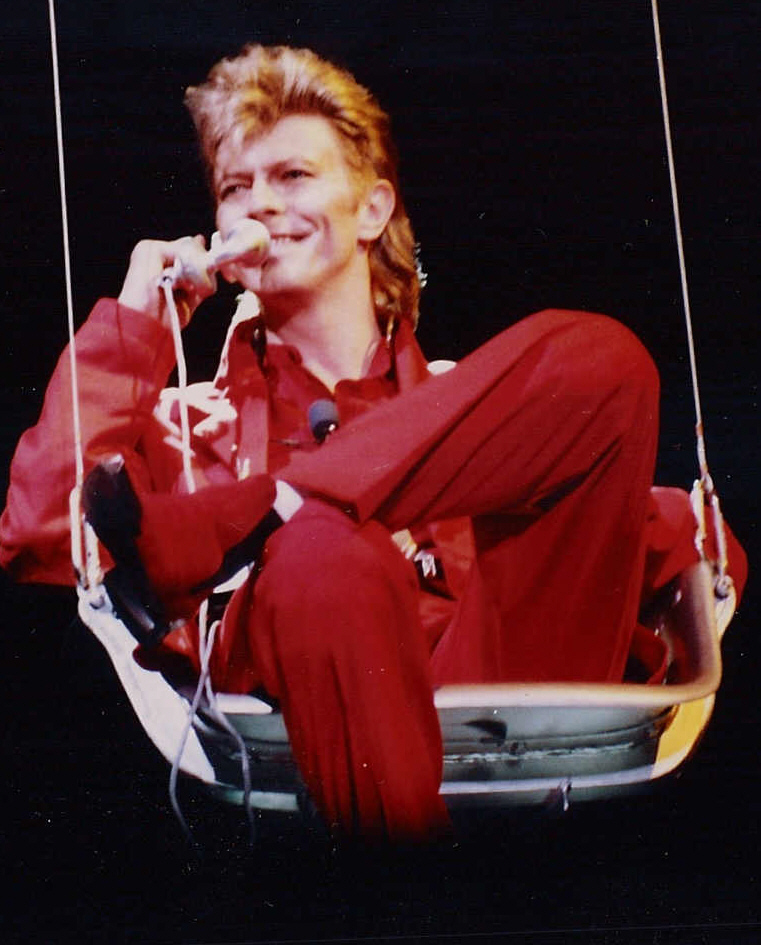
David Bowie; † 10. Januar

- 10. Januar: David Bowie, britischer Sänger und Schauspieler (69)
- 12. Januar: Paul Louis Abel, US-amerikanischer Trompeter, Komponist, Dirigent und Musikpädagoge (89)
- 12. Januar: Anti Marguste, estnischer Komponist (84)
- 13. Januar: Giorgio Gomelsky, britischer Impresario, Musik-Manager und Produzent (81)
- 13. Januar: Ron Kalina, US-amerikanischer Harmonikaspieler (87)
- 14. Januar: René Angélil, kanadischer Sänger und Manager (73)
- 14. Januar: Hamilton „Ham“ Carson, US-amerikanischer Jazz-Klarinettist (86)
- 14. Januar: Arsène Muzerelle, französischer Organist (96)
- 14. Januar: Franco Oppo, italienischer Komponist (80)
- 15. Januar: Noreen Corcoran, US-amerikanische Schauspielerin, Tänzerin und Sängerin (72)
- 15. Januar: Pete Huttlinger, US-amerikanischer Gitarrist (54)
- 16. Januar: Hubert Giraud, französischer Musiker, Komponist und Songwriter (95)
- 16. Januar: Carina Jaarnek, schwedische Sängerin (53)
- 16. Januar: Marie Misamu Ngolo, kongolesische Sängerin (41)
- 17. Januar: Blowfly, US-amerikanischer Rapper (76)
- 17. Januar: Dale Griffin, britischer Schlagzeuger und Musikproduzent (67)

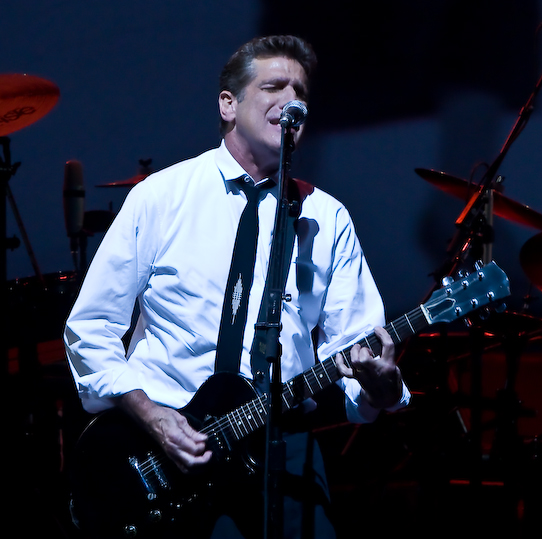
Glenn Frey; † 18. Januar

- 18. Januar: Glenn Frey, US-amerikanischer Rockmusiker (67)
- 18. Januar: Else Marie Pade, dänische Komponistin (91)
- 19. Januar: Günther Andergassen, österreichischer Komponist und Terrorist (85)
- 19. Januar: Jack Feierman, US-amerikanischer Trompeter, Arrangeur und Orchesterleiter (91)
- 19. Januar: Akos Holéczy, Schweizer Musiker (73)
- 20. Januar: Eric Hysteric, deutscher Musiker und Produzent (59)
- 20. Januar: Eva Schorr, deutsche Komponistin und Malerin (88)
- 20. Januar: Silvia Urbina, chilenische Sängerin und Folkloristin (88)
- 21. Januar: Mrinalini Sarabhai, indische Tänzerin und Choreografin (97)
- 22. Januar: Shankar Ghosh, indischer Musiker und Komponist (80)
- 22. Januar: Kathrin Lemke, deutsche Jazzmusikerin (44)

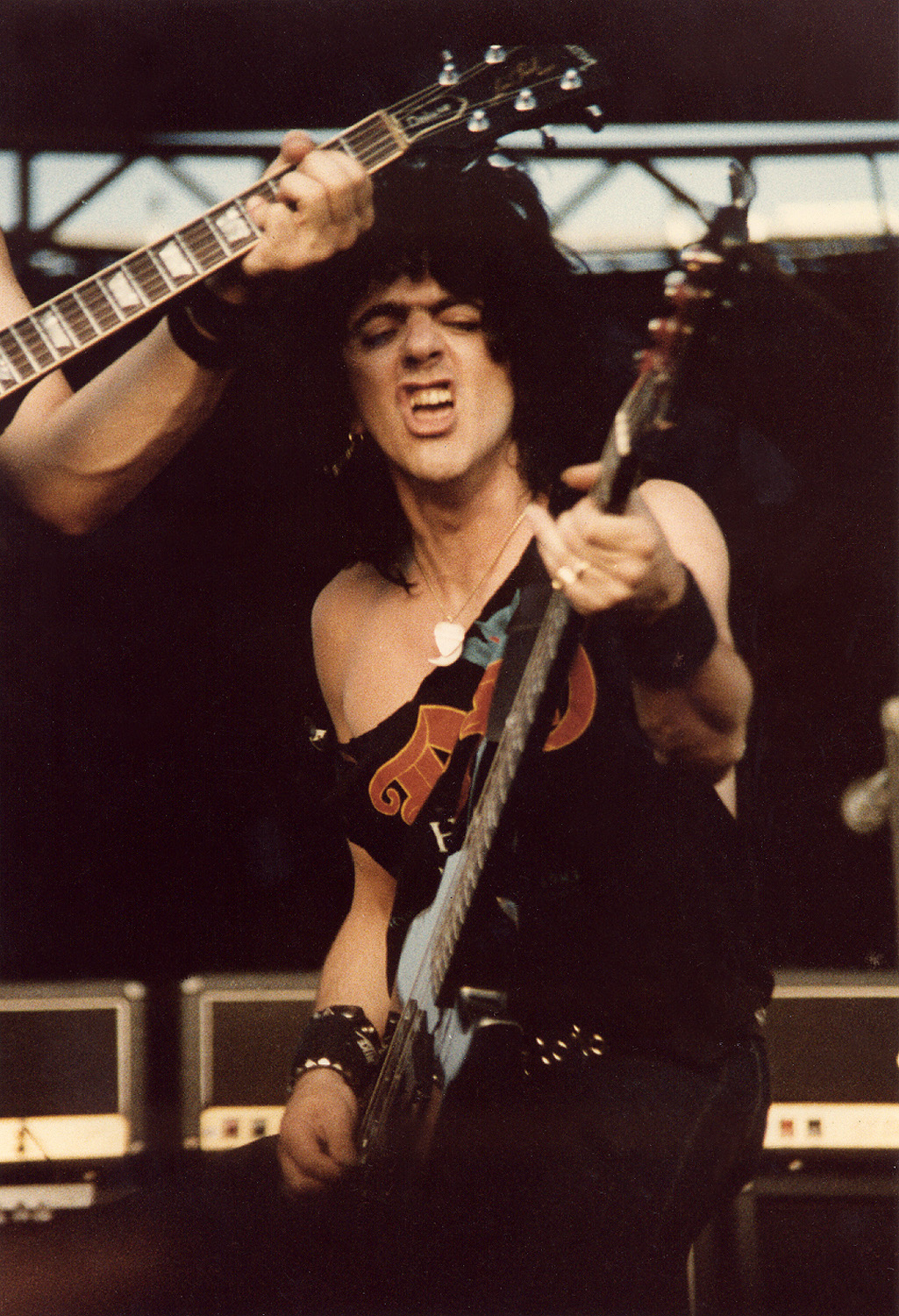
Jimmy Bain; † 23. Januar

- 23. Januar: Jimmy Bain, britischer Bassist (68)
- 23. Januar: Hans-Rudolf Jung, deutscher Musikschriftsteller, Musiklehrer und Hochschullehrer (94)
- 23. Januar: Gerhard Merkl, deutscher Kirchenmusiker (54)
- 24. Januar: Yvonne Chouteau, US-amerikanische Ballerina (86)
- 24. Januar: Jackie King, US-amerikanischer Gitarrist (71)
- 25. Januar: Frank Collett, US-amerikanischer Jazzpianist (74)
- 25. Januar: Denise Duval, französische Sopranistin (94)
- 25. Januar: Leif Solberg, norwegischer Organist und Komponist (101)

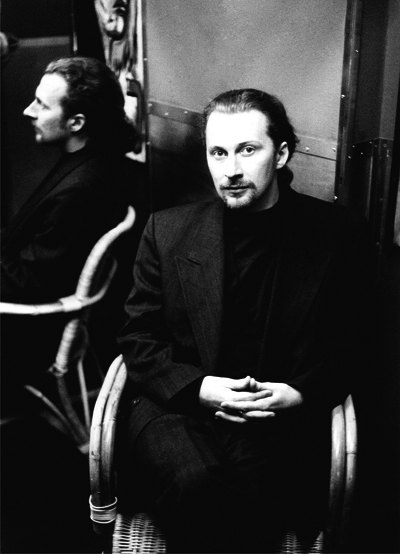
Black; † 26. Januar

- 26. Januar: Black, britischer Sänger (53)
- 26. Januar: Tatjana Gros, jugoslawische Sängerin (67)
- 26. Januar: Miguel Ángel Rasalps, „El Lele“, kubanischer Sänger (71)
- 26. Januar: Bryce Rohde, australischer Jazzmusiker (93)
- 27. Januar: Joe Harris, US-amerikanischer Jazz-Schlagzeuger (89)
- 28. Januar: Signe Toly Anderson, US-amerikanische Sängerin (74)
- 28. Januar: Vinícius Dorin, brasilianischer Multiinstrumentalist (53)
- 28. Januar: Paul Kantner, US-amerikanischer Rockmusiker (74)
- 29. Januar: Peter Cahn, deutscher Komponist und Musikwissenschaftler (88)
- 29. Januar: Sonja Draksler, österreichische Opernsängerin (89)
- 29. Januar: Aurèle Nicolet, Schweizer Flötist (90)
- 31. Januar: Janusz Muniak, polnischer Jazzmusiker (74)

### Februar
- 01. Februar: Jon Bunch, US-amerikanischer Rocksänger und Songwriter (45)
- 01. Februar: Viễn Châu, vietnamesischer Musiker (93)
- 01. Februar: Murray Louis, US-amerikanischer Tänzer und Choreograf (89)
- 01. Februar: Jesús Pinzón Urrea, kolumbianischer Komponist, Dirigent und Musikethnologe (87)

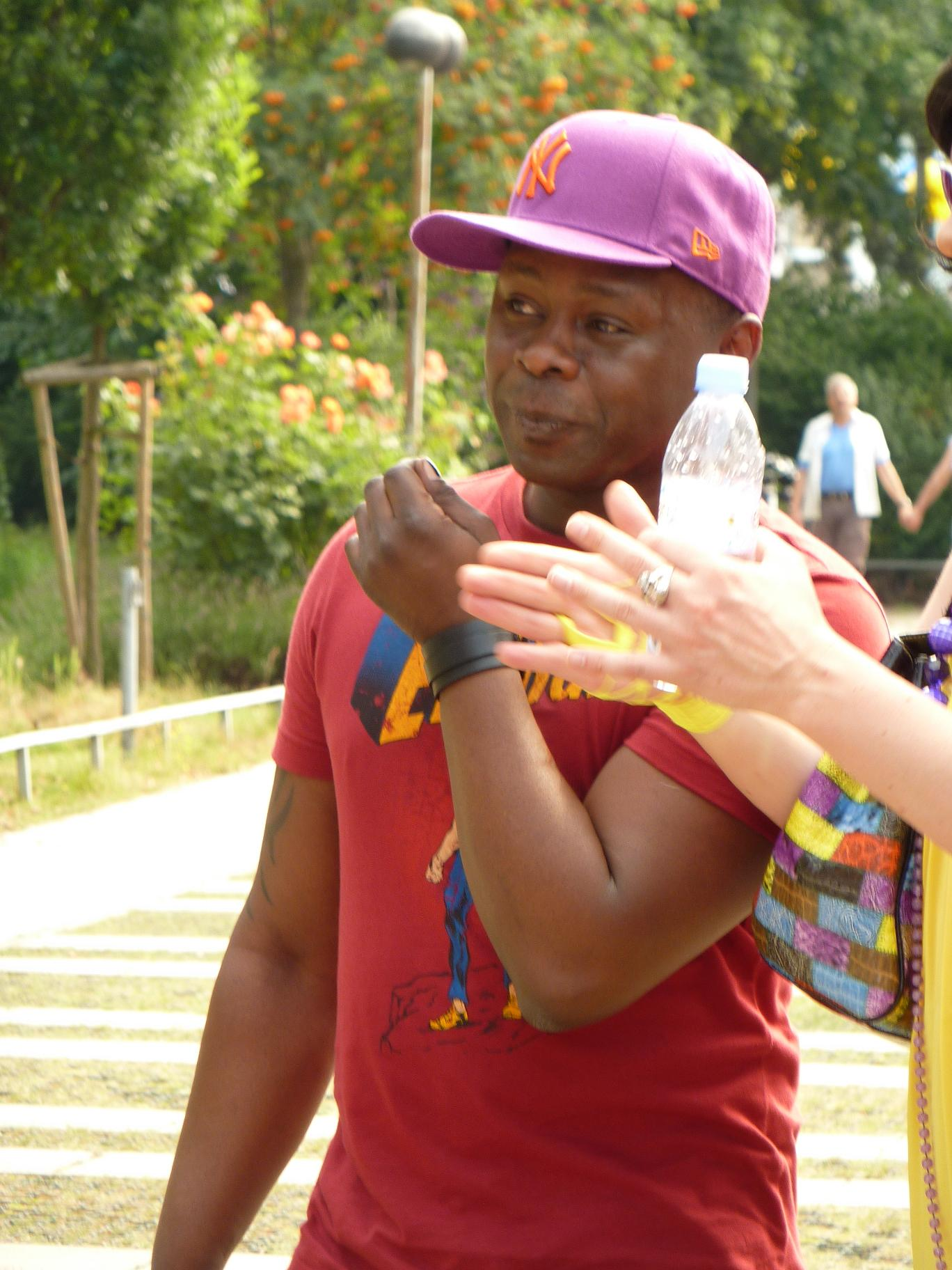
Jim Reeves; † 1. Februar

- 01. Februar: Jim Reeves, deutscher Sänger (47)
- 01. Februar: Tadeusz Szantruczek, polnischer Musiktheoretiker und -kritiker (84)
- 03. Februar: Jayne Casselman, US-amerikanische Opernsängerin (55)
- 03. Februar: DJ Big Kap, US-amerikanischer DJ und Musikproduzent (45)
- 03. Februar: Luis Jorge González, argentinischer Komponist und Musikpädagoge (80)

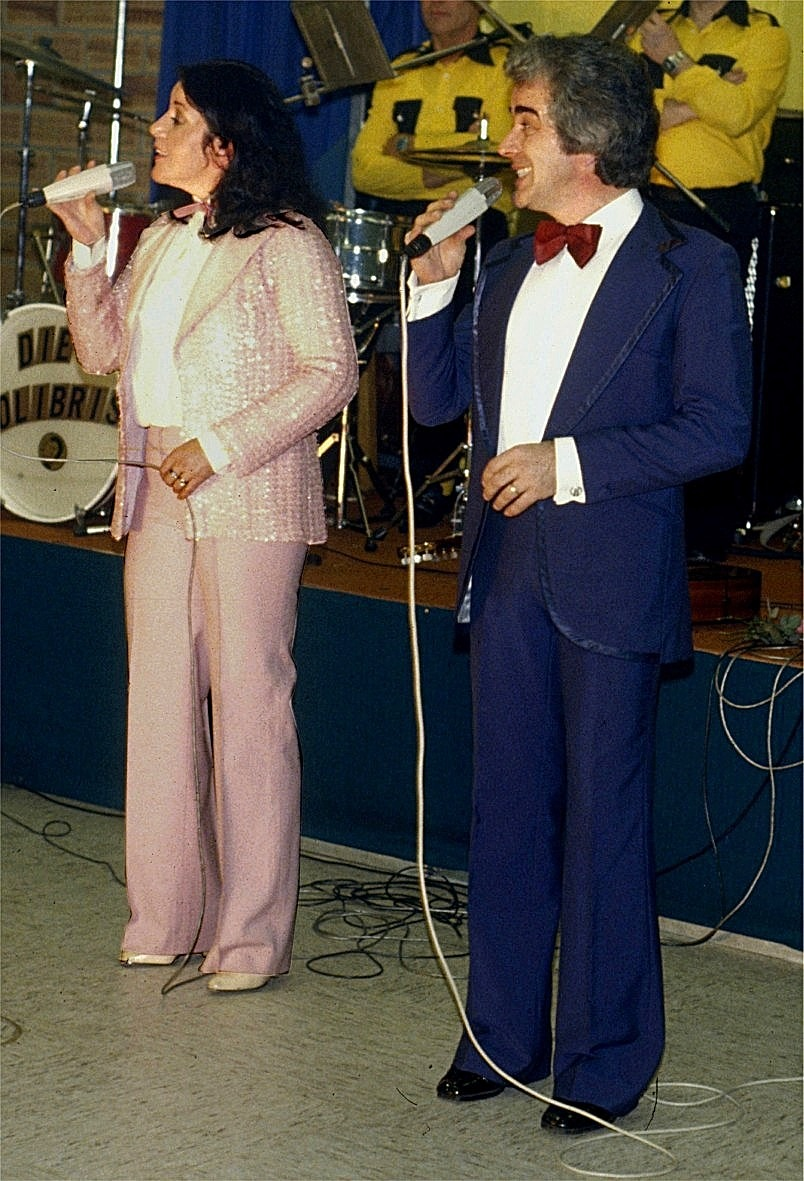
Renate Leismann (links); † 3. Februar

- 03. Februar: Renate Leismann, deutsche Schlagersängerin (73)
- 03. Februar: Alba Solís, argentinische Sängerin und Schauspielerin (88)
- 03. Februar: Saulius Sondeckis, litauischer Dirigent (87)
- 03. Februar: Maurice White, US-amerikanischer Sänger und Musiker (74)
- 04. Februar: Leslie Bassett, US-amerikanischer Komponist (93)
- 04. Februar: Alfred Cahn, deutsch-US-amerikanischer Komponist und Organist (93)
- 04. Februar: Joe Dowell, US-amerikanischer Singer-Songwriter (76)
- 04. Februar: Jimmie Haskell, US-amerikanischer Filmkomponist (79)
- 04. Februar: La Velle, US-amerikanische Sängerin (72)
- 04. Februar: Ulf Söderblom, finnischer Dirigent (85)
- 05. Februar: Ray Colcord, US-amerikanischer Filmkomponist (66)
- 06. Februar: Dan Hicks, US-amerikanischer Sänger und Gitarrist (74)
- 06. Februar: Gabi Shoshan, israelischer Sänger und Schauspieler (66)
- 06. Februar: Sam Spence, US-amerikanischer Filmkomponist (88)
- 06. Februar: Eddy Wally, belgischer Sänger (83)
- 08. Februar: Detlef Altenburg, deutscher Musikwissenschaftler (69)
- 08. Februar: Luis Ángel Silva, „Melón“, mexikanischer Sänger (85)
- 08. Februar: Violette Verdy, französische Ballerina (82)
- 09. Februar: Mario Gerteis, Schweizer Musikkritiker (78)
- 12. Februar: George Aliceson Tipton, US-amerikanischer Komponist, Musikarrangeur und Dirigent (84)
- 13. Februar: Jack Dakin, britischer Musiker (24)
- 13. Februar: Reinhard Fißler, deutscher Musiker (67)
- 13. Februar: Kris Leonard, britischer Musiker (19)
- 13. Februar: Tomaž Lorenz, jugoslawischer bzw. slowenischer Violinist (71)
- 13. Februar: Tomas Lowe, britischer Musiker (27)
- 13. Februar: River Reeves, britischer Musiker (19)
- 14. Februar: Gerhard Braun, deutscher Musiker (83)

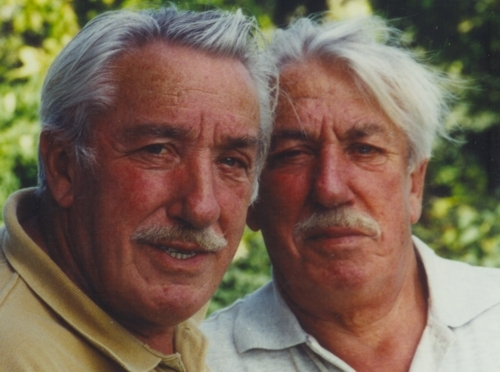
Hein Kröher (links); † 14. Februar

- 14. Februar: Heinrich Kröher, deutscher Volksliedsänger und Liedermacher (88)
- 14. Februar: Steven Stucky, US-amerikanischer Komponist (66)
- 15. Februar: Piero Buscaroli, italienischer Musikwissenschaftler, Journalist und Essayist (85)
- 15. Februar: Vanity, kanadische Sängerin und Schauspielerin (57)
- 15. Februar: Hermann Wolf, deutscher Pianist (78)
- 17. Februar: Ling Ly, dänisch-chinesisch-vietnamesische Rapperin (29)
- 17. Februar: Manfred Schnelle, deutscher Choreograph (80)
- 17. Februar: Hans-Günther Wauer, deutscher Organist und Kantor (90)
- 17. Februar: Ray West, US-amerikanischer Tontechniker (90)
- 18. Februar: Paul Gordon, US-amerikanischer Musiker (52)
- 18. Februar: Brendan Healy, britischer Komiker, Musiker und Schauspieler (59)
- 18. Februar: Abdul Rashid Khan, indischer Sänger und Komponist (107)
- 18. Februar: Pantelis Pantelidis, griechischer Sänger (32)
- 18. Februar: Moe Wechsler, US-amerikanischer Jazzpianist (95)
- 19. Februar: Mouha Oulhoussein Achiban, marokkanischer Amazigh-Sänger und Tänzer (≈100)
- 19. Februar: Harald Devold, norwegischer Jazz-Musiker (51)
- 19. Februar: Vi Subversa, britische Sängerin (80)
- 20. Februar: Herbert Callhoff, deutscher Komponist (82)
- 20. Februar: Ove Verner Hansen, dänischer Schauspieler und Sänger (83)
- 21. Februar: Pascal Bentoiu, rumänischer Komponist und Musikwissenschaftler (88)
- 21. Februar: Piotr Grudziński, polnischer Gitarrist (40)

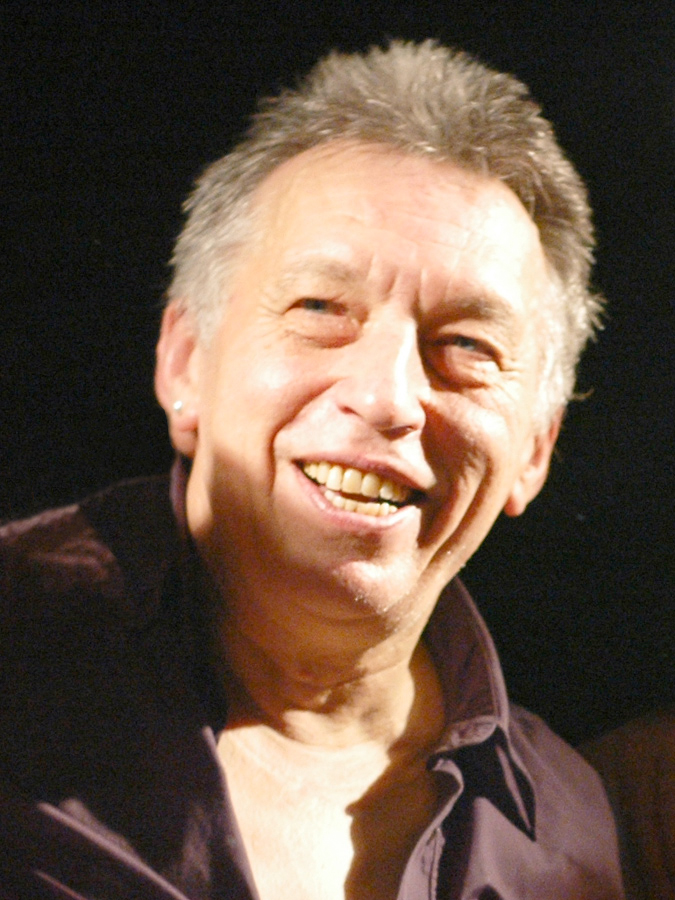
Hans Reffert; † 21. Februar

- 21. Februar: Hans Reffert, deutscher Komponist und Gitarrist (69)
- 22. Februar: Yolande Fox, US-amerikanische Sängerin, Fotomodell und Frauenrechtsaktivistin (87)
- 22. Februar: Sonny James, US-amerikanischer Country-Sänger (87)
- 23. Februar: Rey Caney, kubanischer Sänger und Musiker (89)
- 25. Februar: John Chilton, britischer Jazzmusiker und -autor (83)

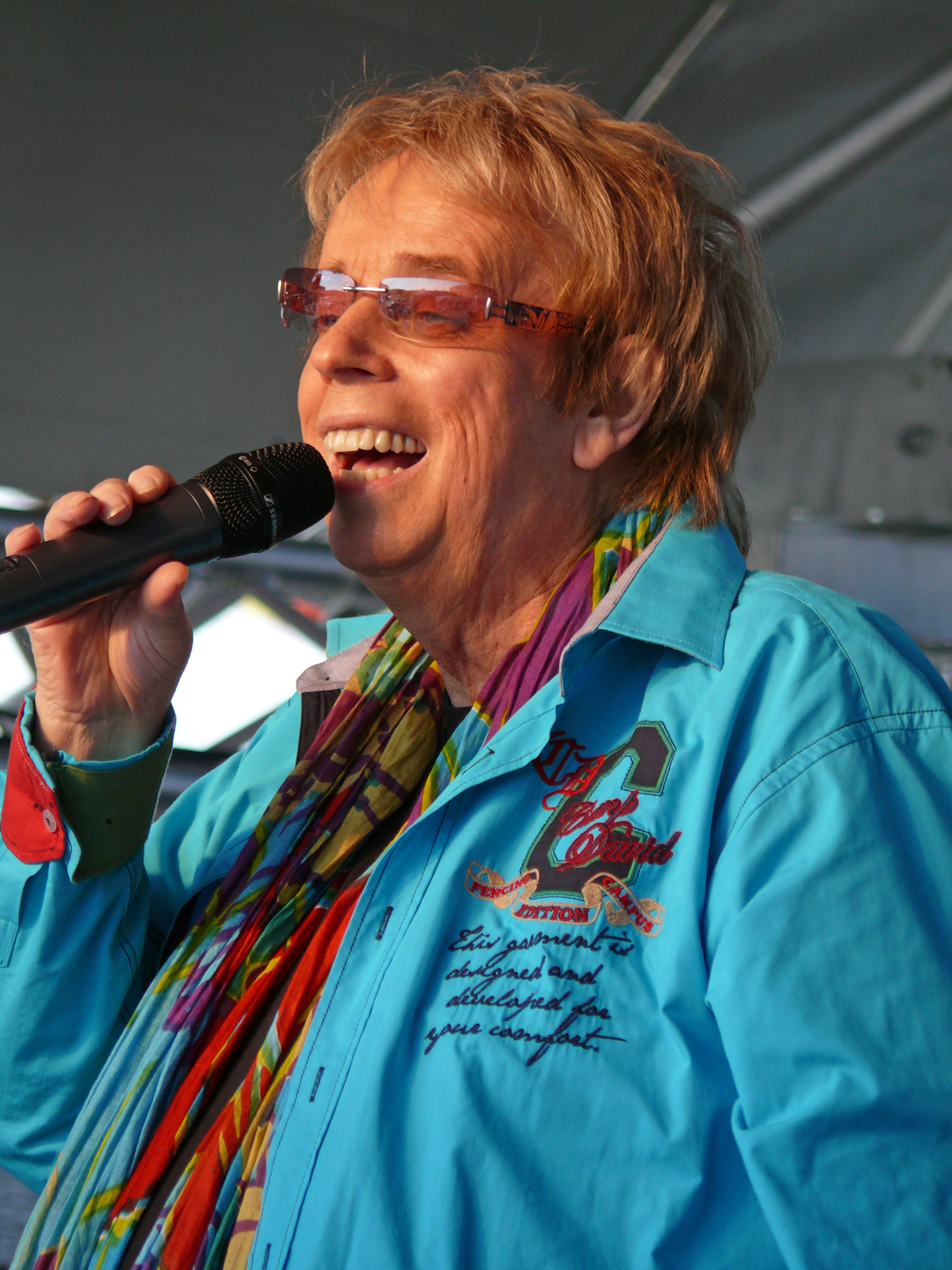
Ekki Göpelt; † 25. Februar

- 25. Februar: Ekkehard Göpelt, deutscher Schlagersänger und Moderator (71)
- 25. Februar: Otto-Werner Mueller, deutsch-US-amerikanischer Dirigent (89)
- 26. Februar: C. L. Blast, US-amerikanischer Blues- und Soul-Sänger (81)
- 26. Februar: Eri Klas, estnischer Dirigent (76)
- 26. Februar: Maurice Van Eyck, belgischer Jazzmusiker (79)
- 27. Februar: Francisco Kraus Trujillo, spanischer Opernsänger (89)
- 29. Februar: Josefin Nilsson, schwedische Sängerin (46)

### März
- 01. März: Martha Wright, US-amerikanische Sängerin (92)
- 03. März: Saïd Chraïbi, marokkanischer Oud-Spieler (65)
- 03. März: Brian Gallagher, US-amerikanischer Tenorsaxophonist (52)
- 03. März: Frieder Zschoch, deutscher Musikwissenschaftler (83)
- 04. März: Joey Feek, US-amerikanische Country-Sängerin (40)
- 04. März: Ekrem Jevrić, montenegrinischer Sänger (54)

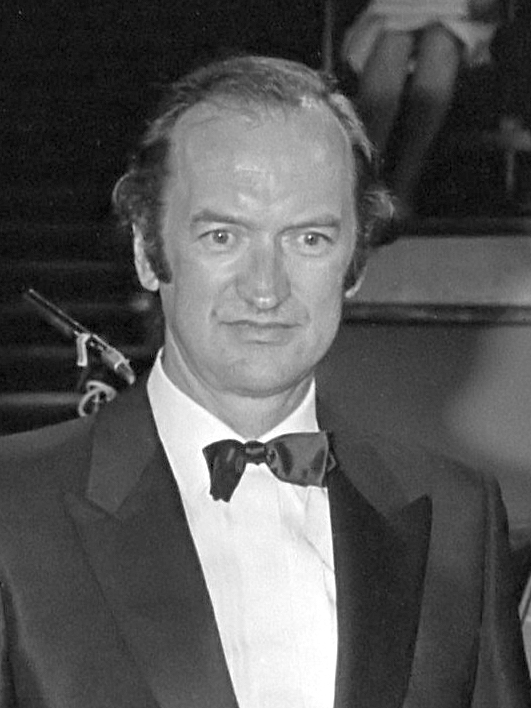
Nikolaus Harnoncourt; † 5. März

- 05. März: Nikolaus Harnoncourt, österreichischer Dirigent, Cellist und Musikschriftsteller (86)
- 06. März: Ireng Maulana, indonesischer Jazz-Gitarrist (71)
- 07. März: Joe Cabot, US-amerikanischer Jazztrompeter (94)
- 07. März: Timmy Makaya, simbabwischer Jazz-Gitarrist (67)
- 07. März: Jim Mitchell, US-amerikanischer Gitarrist (80)
- 07. März: Kelly Roberty, US-amerikanischer Jazz-Bassist (61)
- 08. März: Ross Hannaford, australischer Gitarrist (65)

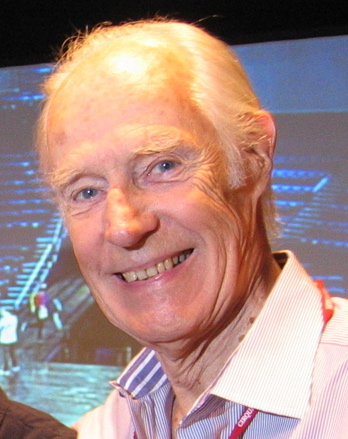
George Martin; † 8. März

- 08. März: George Martin, britischer Musikproduzent (90)
- 08. März: Claus Ogerman, deutsch-US-amerikanischer Komponist und Arrangeur (86)
- 09. März: Jon English, australischer Sänger und Schauspieler (66)
- 09. März: Léon Francioli, Schweizer Jazz-Bassist (69)
- 09. März: Hans Rochelt, österreichischer Autor, Musikkritiker und Regisseur (80)
- 09. März: Naná Vasconcelos, brasilianischer Jazz-Perkussionist (71)
- 10. März: Ernestine Anderson, US-amerikanische Jazz- und Blues-Sängerin (87)

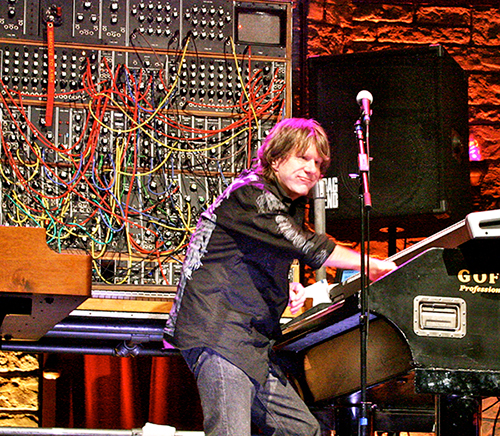
Keith Emerson; † 10. März

- 10. März: Keith Emerson, britischer Musiker (71)
- 10. März: Jacques Mahieux, französischer Jazz-Schlagzeuger (69)
- 11. März: Joe Ascione, US-amerikanischer Jazz-Schlagzeuger (54)
- 11. März: Lutz Büchner, deutscher Jazzsaxophonist (47)
- 11. März: Shawn Elliott, puerto-ricanischer Schauspieler und Sänger (79)
- 12. März: Tommy Brown, US-amerikanischer R&B-Sänger (84)
- 13. März: Jim Yanaway, US-amerikanischer Musikproduzent (64)
- 14. März: Peter Maxwell Davies, britischer Komponist (81)
- 14. März: O’Donel Levy, US-amerikanischer Gitarrist (70)
- 14. März: George Robert, Schweizer Jazzmusiker (55)
- 15. März: Ryo Fukui, japanischer Jazzpianist (≈67)
- 15. März: John McKellen, US-amerikanischer Musikproduzent (85)
- 15. März: Thanh Tùng, vietnamesischer Dirigent und Komponist (67)
- 16. März: Serena Assumpção, brasilianische Sängerin und Komponistin (39)
- 16. März: Frank Sinatra junior, US-amerikanischer Sänger (72)
- 17. März: Hannes Beckmann, deutscher Geiger (65)
- 17. März: Jean Prodromidès, französischer Komponist (88)
- 17. März: Hugo Strasser, deutscher Klarinettist und Bandleader (93)
- 18. März: Ned Miller, US-amerikanischer Sänger (90)
- 20. März: Jimmy Gemus, US-amerikanischer Musiker (95)
- 20. März: Peter Williams, britischer Musikwissenschaftler (78)

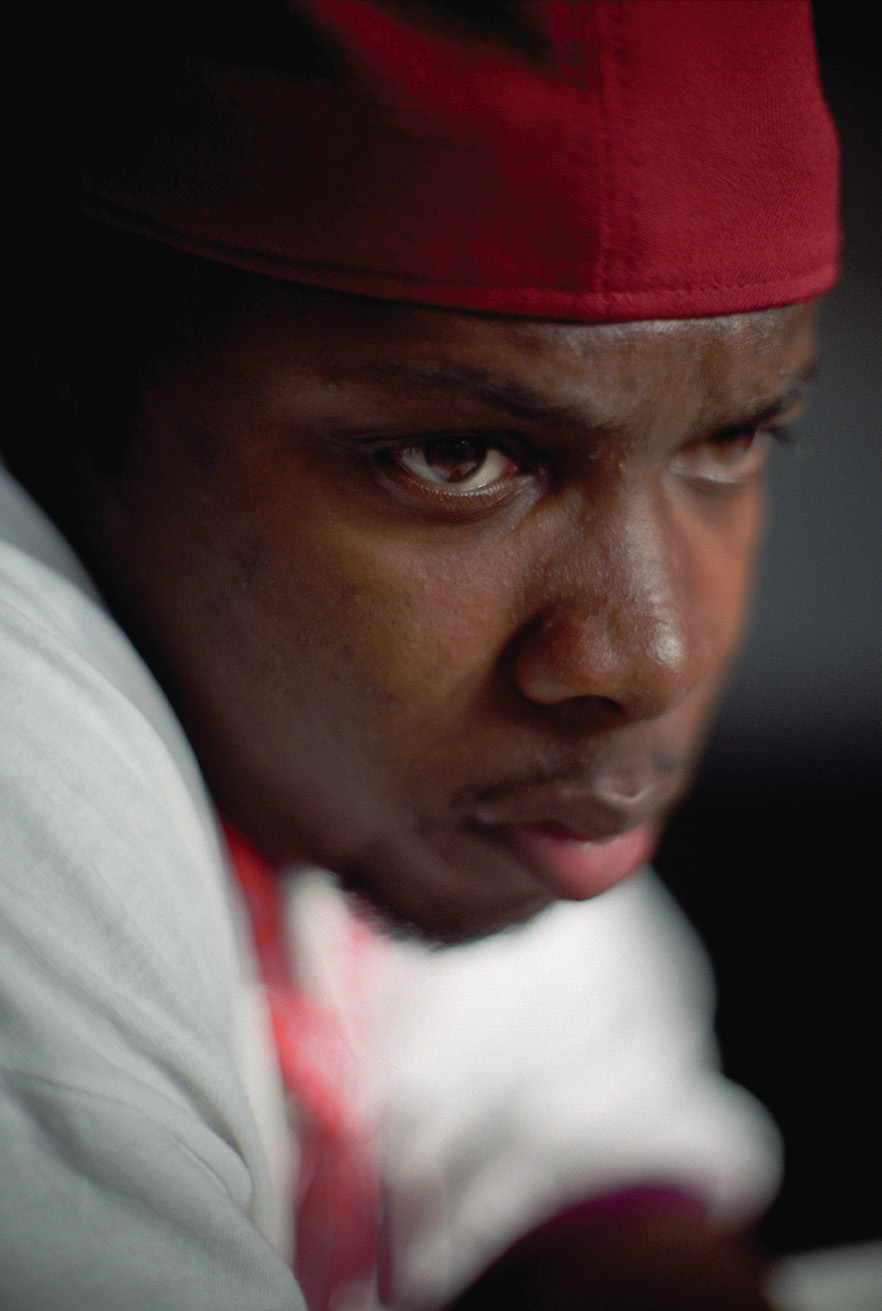
Phife Dawg; † 22. März

- 22. März: Phife Dawg, US-amerikanischer Rapper (45)
- 22. März: Günther Theuring, österreichischer Dirigent und Chorleiter (85)
- 23. März: Gegham Grigorjan, sowjetischer und armenischer Opernsänger (65)
- 23. März: Jimmy Riley, jamaikanischer Sänger und Musikproduzent (61)
- 24. März: Margaret Blye, US-amerikanische Schauspielerin (73)
- 24. März: Anatolij Awdijewskyj, ukrainischer Komponist und Chorleiter (83)

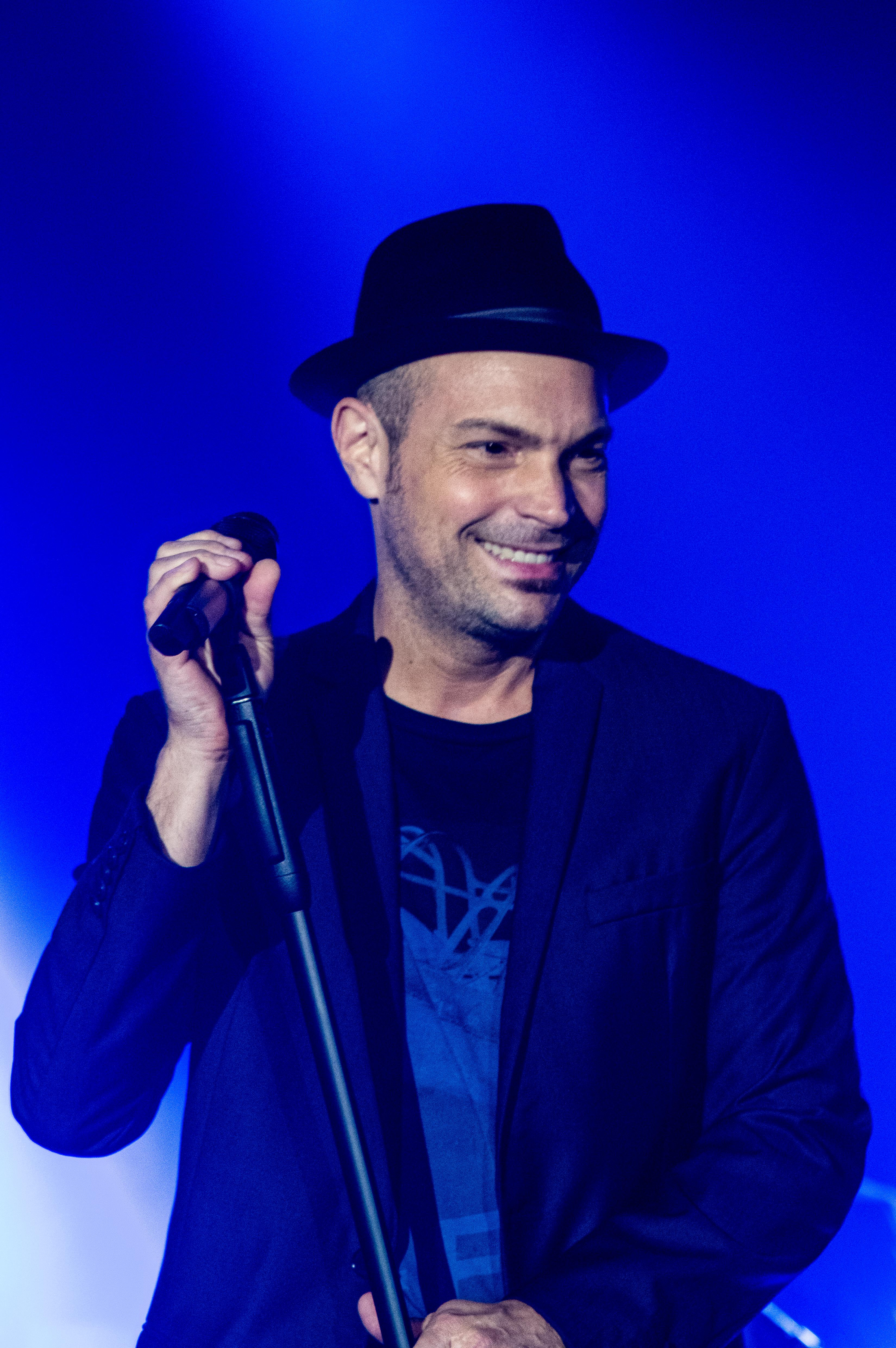
Roger Cicero; † 24. März

- 24. März: Roger Cicero, deutscher Pop- und Jazzmusiker (45)
- 24. März: Jan van Nerijnen, niederländischer Komponist und Dirigent (81)
- 25. März: Mariana Avena, argentinische Tangosängerin (60)
- 25. März: Josef Anton Riedl, deutscher Komponist (86)
- 26. März: David Baker, US-amerikanischer Musiker, Komponist und Hochschullehrer (84)
- 26. März: Germinal Casado, spanischer Balletttänzer und -regisseur (81)
- 26. März: Marinko Madžgalj, serbischer Schauspieler und Sänger (37)
- 26. März: Joe Shepley, US-amerikanischer Jazztrompeter (86)
- 27. März: Frédéric Deval, französischer Flamenco-Förderer, -Produzent und -Veranstalter (65)
- 30. März: Bram Beekman, niederländischer Organist (66)
- 30. März: Gianmaria Testa, italienischer Liedermacher (57)
- 31. März: Terry Plumeri, US-amerikanischer Musiker und Filmkomponist (71)

### April
- 01. April: Candita Batista, kubanische Sängerin (99)
- 02. April: Gato Barbieri, argentinischer Jazzmusiker und Filmkomponist (83)
- 02. April: Jelena Krsmanović, serbische Sängerin (32)
- 03. April: Don Francks, kanadischer Schauspieler und Jazzmusiker (84)
- 03. April: Walter Giers, deutscher Licht-, Klang- und Medienkünstler (78)
- 03. April: Bill Henderson, US-amerikanischer Jazzsänger (90)
- 03. April: Lola Novaković, jugoslawische Sängerin und Schauspielerin (80)
- 03. April: Kōji Wada, japanischer Sänger (42)
- 04. April: Elżbieta Dziębowska, polnische Musikwissenschaftlerin und Freiheitskämpferin (86)
- 04. April: Carlo Mastrangelo, US-amerikanischer Sänger und Schlagzeuger (77)
- 04. April: Gétatchèw Mèkurya, äthiopischer Jazzmusiker (81)
- 04. April: Pavel Šmok, tschechischer Choreograf (88)
- 04. April: Manolo Tena, spanischer Rockmusiker (64)
- 05. April: Leon Haywood, US-amerikanischer Sänger, Songwriter und Musikproduzent (74)
- 06. April: Dennis Davis, US-amerikanischer Schlagzeuger und Studiomusiker (66)

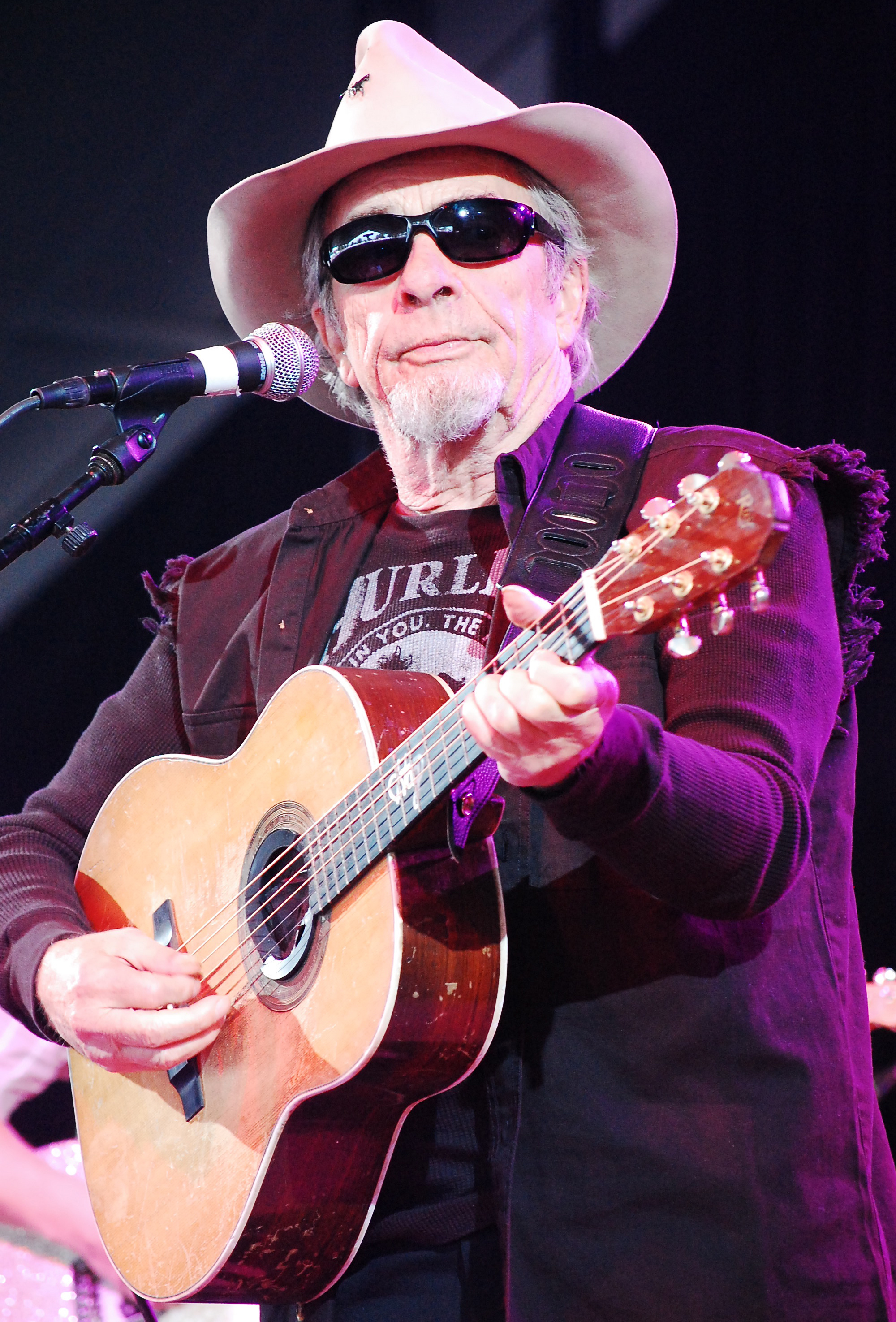
Merle Haggard; † 6. April

- 06. April: Merle Haggard, US-amerikanischer Country-Musiker (79)
- 06. April: Zena Latto, US-amerikanische Jazzmusikerin (90)
- 11. April: Jack Hammer, US-amerikanischer Musiker und Songwriter (90)
- 12. April: David Gest, britischer Entertainer, Komiker, Musik- und Filmproduzent (62)
- 12. April: Gib Guilbeau, US-amerikanischer Country-Musiker (78)
- 13. April: Mariano Mores, argentinischer Tango-Komponist und -Dirigent (98)
- 13. April: Jeremy Steig, US-amerikanischer Jazzmusiker (73)
- 13. April: Pete Yellin, US-amerikanischer Jazzmusiker (74)
- 18. April: Brian Asawa, US-amerikanischer Countertenor (49)
- 19. April: Richard Lyons, US-amerikanischer Musiker (57)
- 21. April: Lonnie Mack, US-amerikanischer Gitarrist (74)
- 21. April: Toshio Mashima, japanischer Komponist (67)

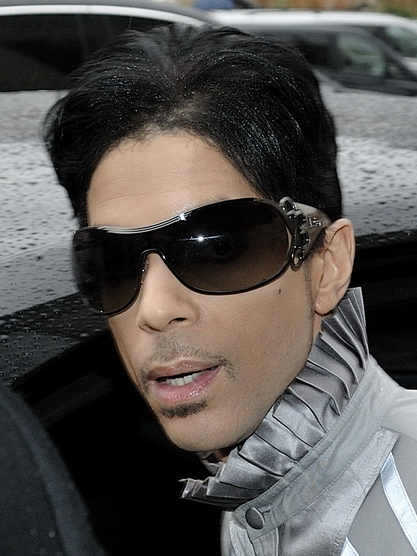
Prince; † 21. April

- 21. April: Prince, US-amerikanischer Musiker (57)
- 22. April: Günter Kallmann, deutscher Chorleiter, Sänger und Komponist (88)
- 22. April: Hans Walter Kämpfel, deutscher Orchesterleiter (91)
- 22. April: Graham Tayar, britischer Journalist und Jazzpianist (83)
- 23. April: Bill Sevesi, neuseeländischer Musiker (92)
- 24. April: Andreas E. Beurmann, deutscher Musikwissenschaftler und Hörspielproduzent (88)
- 24. April: Billy Paul, US-amerikanischer Sänger (81)
- 24. April: Papa Wemba, kongolesischer Sänger und Musiker (66)
- 25. April: Mei Baojiu, chinesischer Peking-Opernsänger (82)
- 25. April: Remo Belli, US-amerikanischer Schlagzeuger und Unternehmer (88)

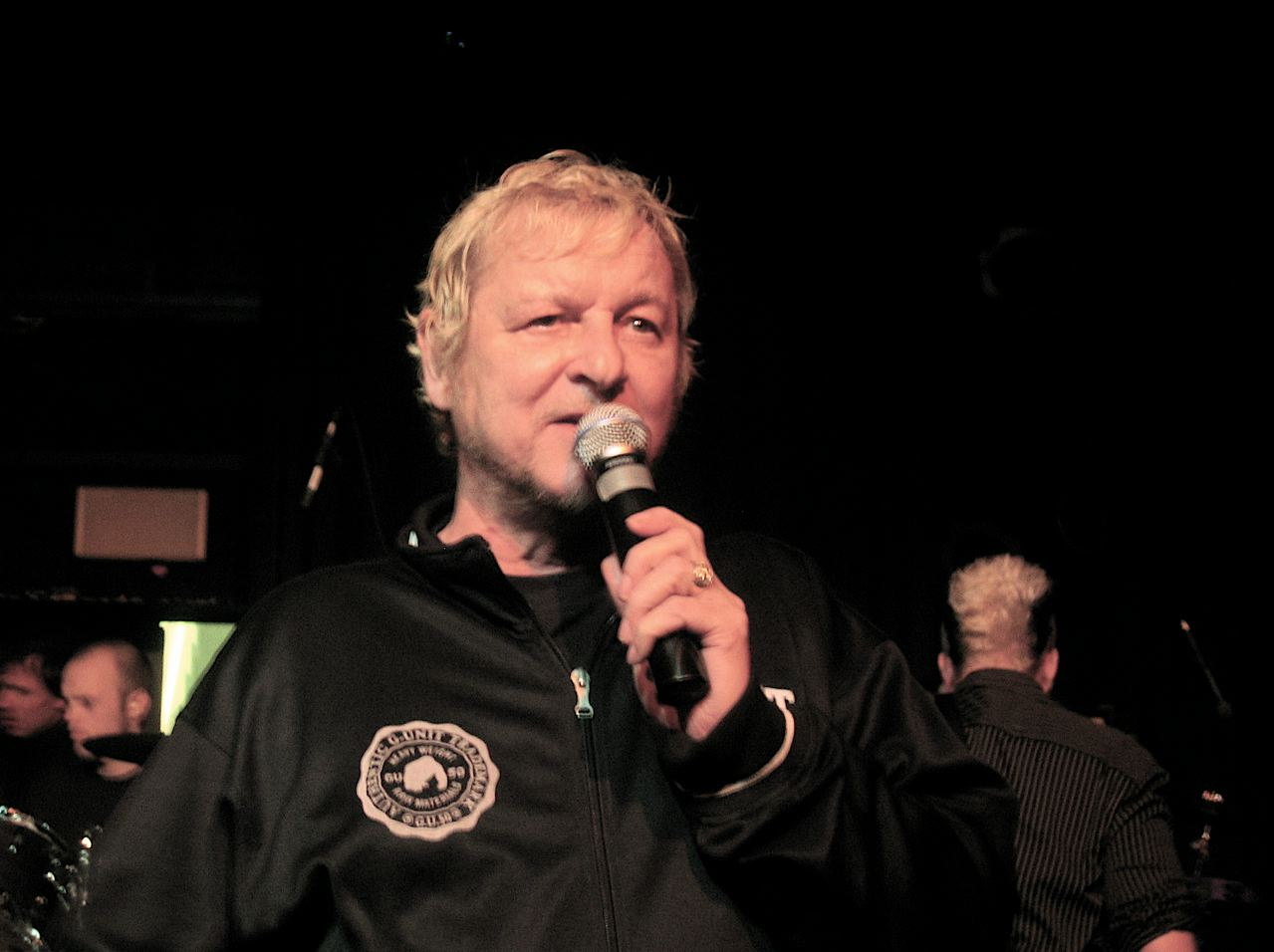
Wolfgang Rohde; † 25. April

- 25. April: Wolfgang „Wölli“ Rohde, deutscher Musiker (66)
- 27. April: Gabriele Sima, österreichische Opernsängerin (61)
- 29. April: Dmytro Hnatjuk, ukrainischer Opernsänger (91)
- 00. April: Michael Hauser, dänischer Musikethnologe (≈86)

### Mai
- 01. Mai: Doug Raney, US-amerikanischer Jazzmusiker (59)
- 01. Mai: Sergio Vitier, kubanischer Gitarrist (68)
- 02. Mai: Wulf Hühn, deutscher Autor und Musiker (73)
- 02. Mai: Jurij Kusnezow, ukrainischer Jazzpianist (62)
- 02. Mai: Paul McDowell, britischer Sänger und Schauspieler (84)
- 03. Mai: Hans-Wilhelm Kufferath, deutscher Violoncellist und Dirigent (76)
- 03. Mai: Jadranka Stojaković, bosnisch-serbische Sängerin (66)
- 04. Mai: Ursula Mamlok, deutsch-US-amerikanische Komponistin (93)
- 05. Mai: Isao Tomita, japanischer Komponist (84)
- 06. Mai: Hannes Bauer, deutscher Jazzposaunist (61)
- 06. Mai: Paul Brown, US-amerikanischer Jazzbassist und Musikpädagoge (82)
- 06. Mai: Candye Kane, US-amerikanische Blues-Sängerin (54)
- 06. Mai: June Smith, australische Jazzsängerin (85)
- 08. Mai: Philippe Beaussant, französischer Schriftsteller und Musikwissenschaftler (86)
- 08. Mai: Friedrich von Huene, US-amerikanischer Blockflötenbauer (87)
- 09. Mai: João Palma, brasilianischer Jazzmusiker (75)
- 10. Mai: Riki Sorsa, finnischer Sänger (63)

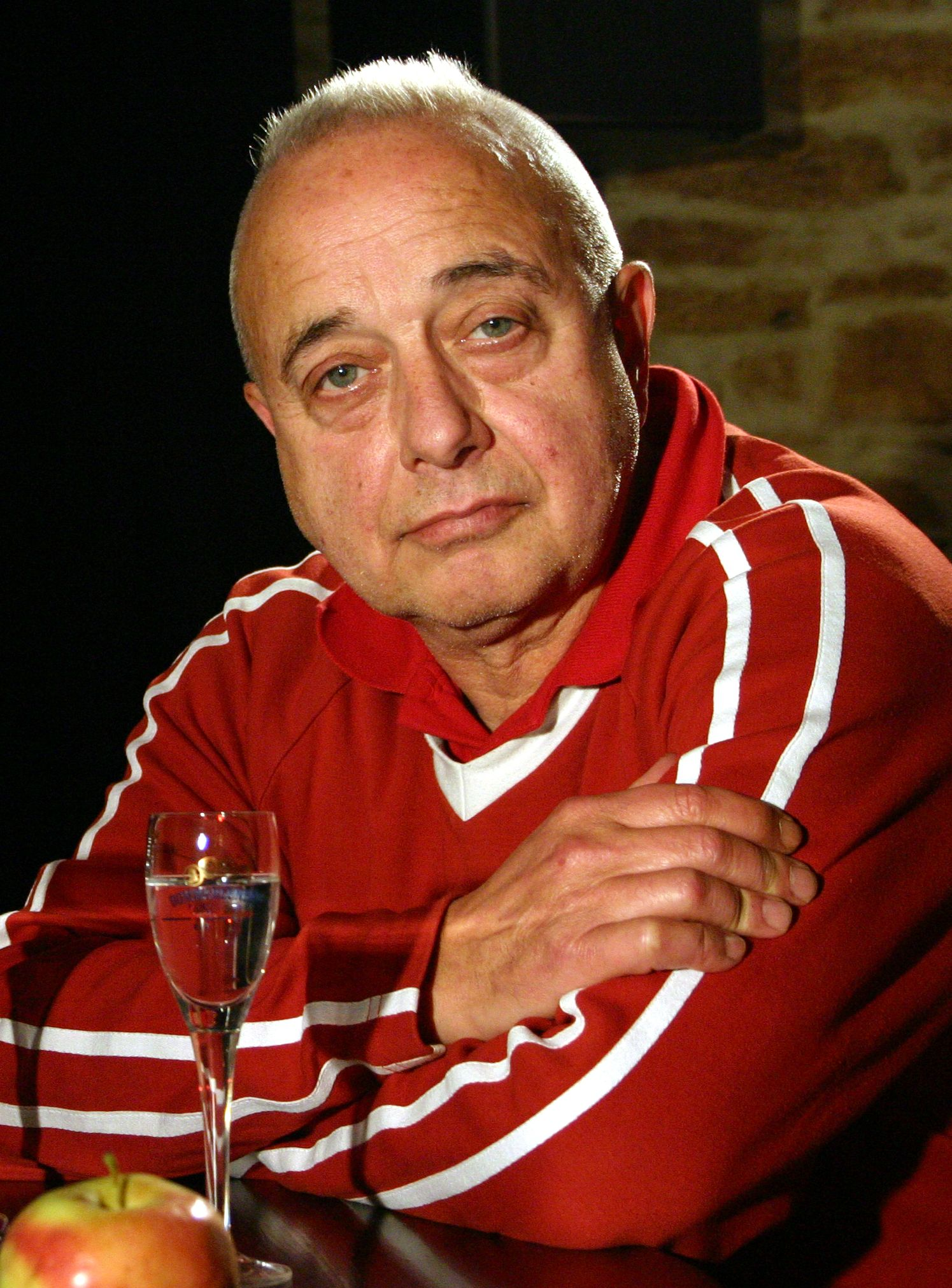
Peter Behrens; † 11. Mai

- 11. Mai: Peter Behrens, deutscher Musiker (68)
- 11. Mai: Joe Temperley, britischer Jazzmusiker (86)
- 13. Mai: Buster Cooper, US-amerikanischer Jazzmusiker (87)
- 14. Mai: Tony Barrow, britischer Journalist und Pressesprecher der Beatles (80)
- 14. Mai: Lasse Mårtenson, finnischer Jazzsänger und -pianist (81)
- 14. Mai: Paul Smoker, US-amerikanischer Trompeter, Flügelhornist, Komponist und Bandleader (75)
- 15. Mai: Bernard van Beurden, niederländischer Komponist (82)
- 15. Mai: Marlene Marder, Schweizer Punk-Gitarristin (61)
- 16. Mai: Huguette Dreyfus, französische Cembalistin (87)
- 16. Mai: Klaus Hortschansky, deutscher Musikwissenschaftler (81)
- 16. Mai: Emilio Navaira, US-amerikanisch-mexikanischer Sänger (53)

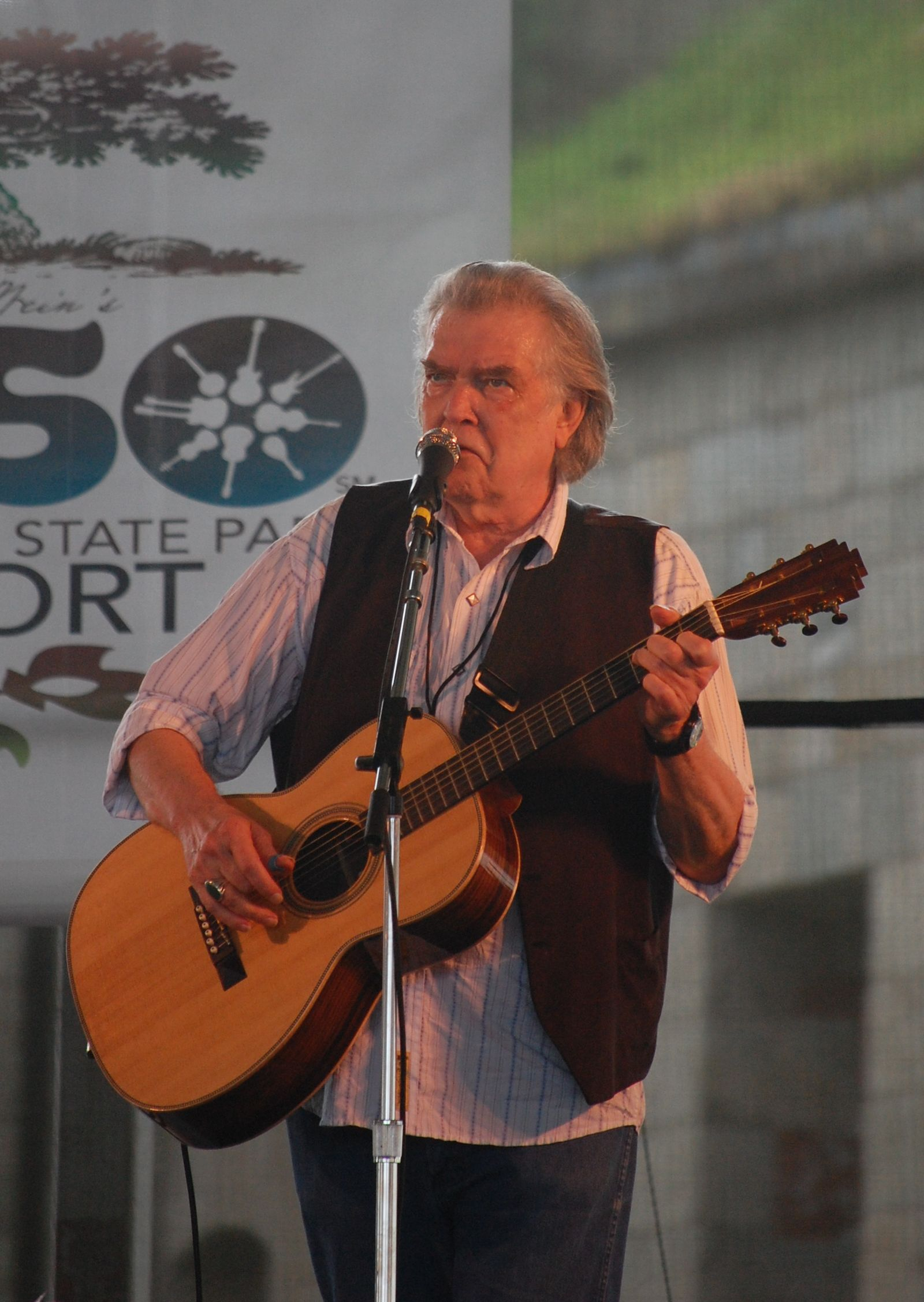
Guy Clark; † 17. Mai

- 17. Mai: Guy Clark, US-amerikanischer Countrysänger (74)
- 19. Mai: John Berry, US-amerikanischer Musiker (52)
- 21. Mai: Nick Menza, US-amerikanischer Schlagzeuger (51)
- 21. Mai: Vassil Parmakov, bulgarischer Jazzpianist (54)
- 22. Mai: Geovani del Pino, kubanischer Musiker (74)
- 24. Mai: Heinrich Bender, deutscher Dirigent (91)
- 24. Mai: Juan de Dios Ramos Morejón, kubanischer Tänzer, Perkussionist und Choreograf (81)
- 24. Mai: Marco Eneidi, US-amerikanischer Jazzmusiker (59)
- 24. Mai: Anne-Marie Nzié, kamerunische Sängerin (82)
- 25. Mai: Luis Batlle Ibáñez, uruguayischer Pianist (85)
- 25. Mai: Mariano Etkin, argentinischer Komponist (72)
- 26. Mai: Gustav Meier, Schweizer Dirigent (86)
- 26. Mai: Annamaria Morini, italienische Musikerin (65)
- 30. Mai: Chris Haskins, britischer Jazzmusiker (76)

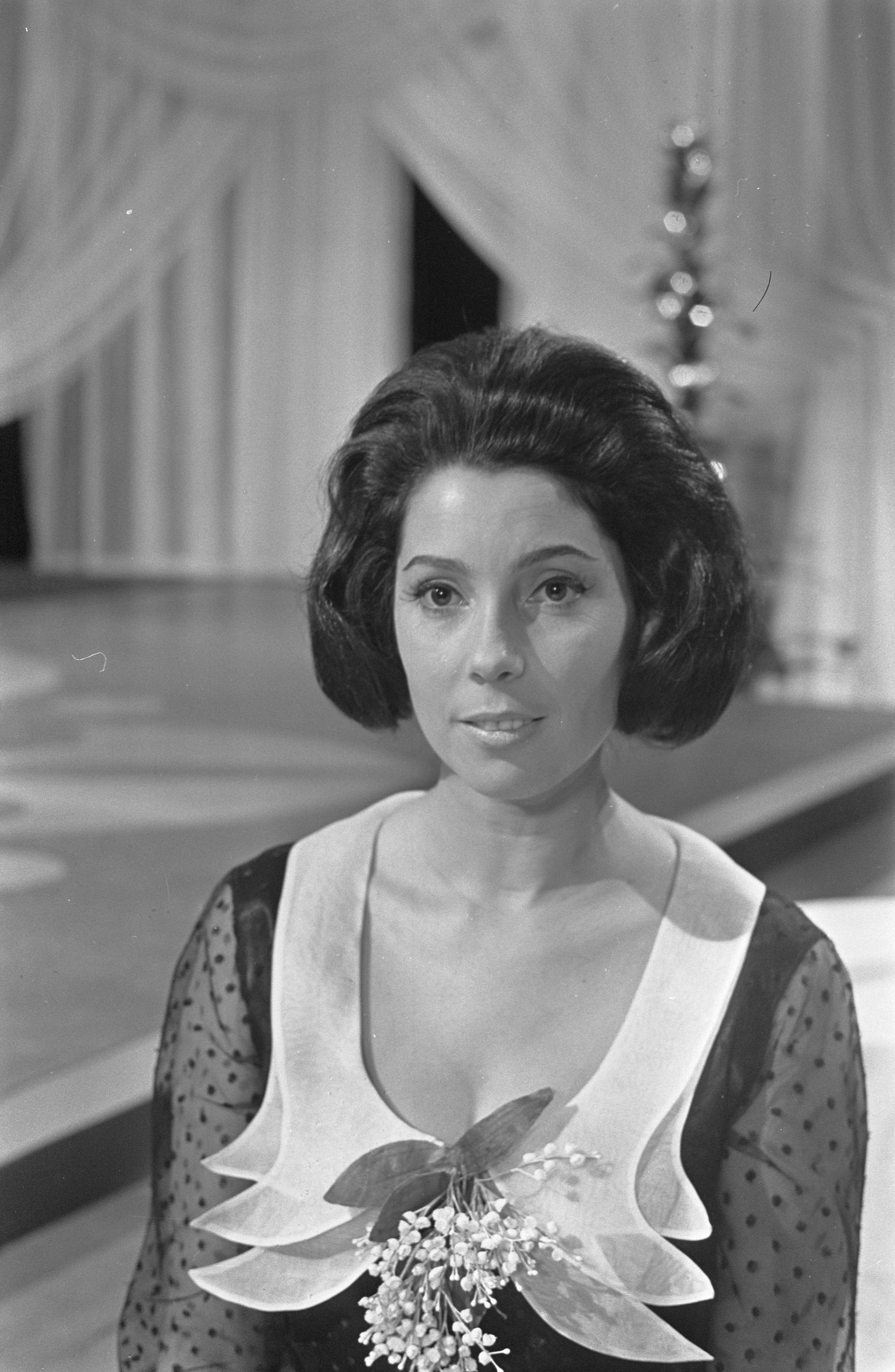
Corry Brokken; † 31. Mai

- 31. Mai: Corry Brokken, niederländische Sängerin (83)

### Juni
- 02. Juni: Detlef Hörold, deutscher Entertainer und Musiker (60)
- 02. Juni: Freddie Wadling, schwedischer Musiker (64)
- 02. Juni: Häns’che Weiss, deutscher Jazzmusiker (65)
- 03. Juni: Dave Swarbrick, britischer Folkmusiker (75)
- 04. Juni: Phyllis Curtin, US-amerikanische Opernsängerin (94)
- 04. Juni: Bobby Curtola, kanadischer Musiker (73)
- 05. Juni: Jack Coker, US-amerikanischer Jazzpianist und Musikpädagoge (87)
- 05. Juni: Akihiro Komori, japanischer Komponist (85)
- 06. Juni: Rolf Schweizer, deutscher Komponist, Kantor und Kirchenmusikdirektor (80)
- 06. Juni: Erich Wessner, österreichischer Opernsänger (68)
- 07. Juni: Amber Gurung, nepalesischer Musiker, Komponist und Lyriker (78)
- 08. Juni: Aloisio Milanez Aguiar, brasilianischer Jazzmusiker (72)
- 08. Juni: Chris Lachotta, deutscher Bassist (56)

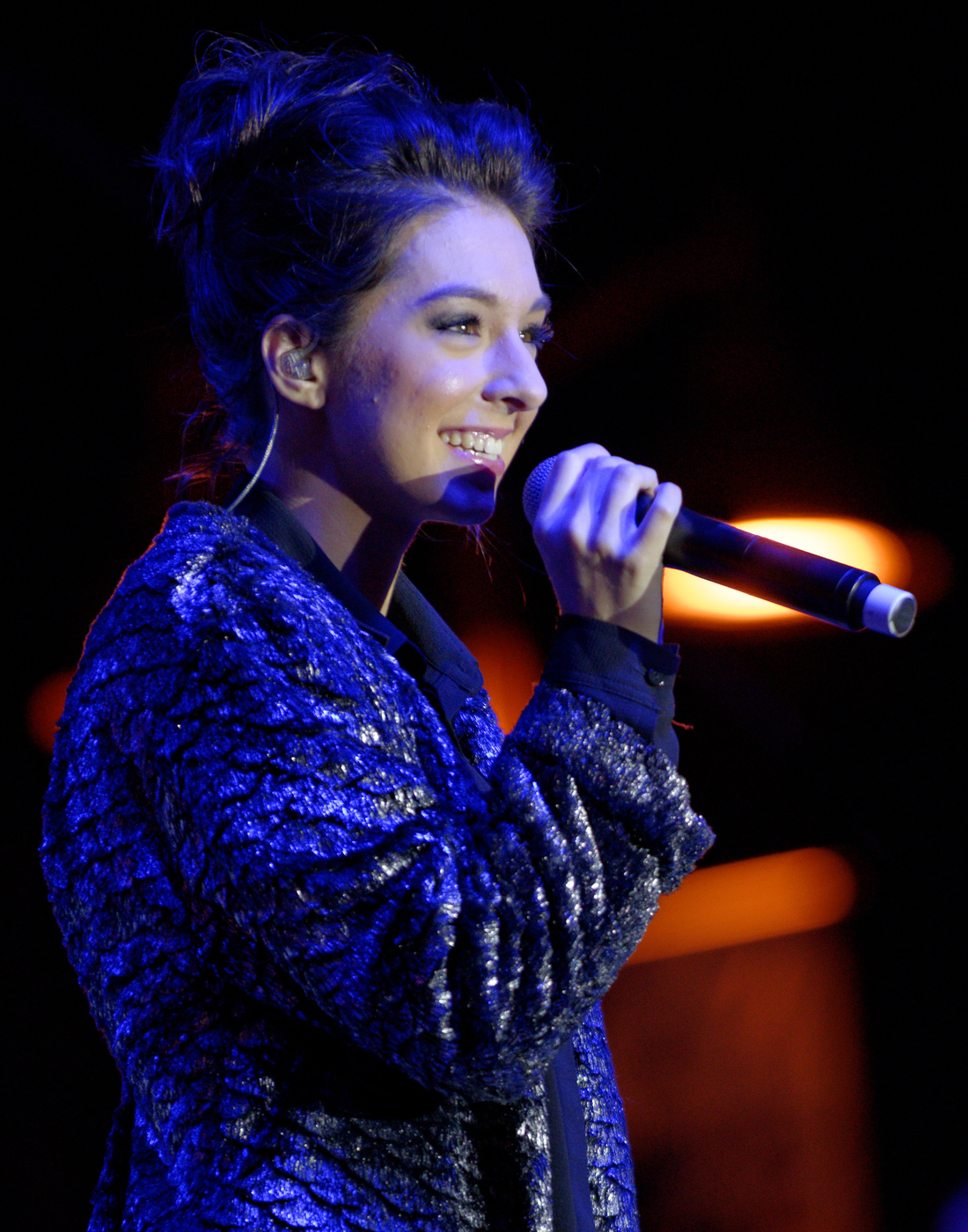
Christina Grimmie; † 10. Juni

- 10. Juni: Christina Grimmie, US-amerikanische Sängerin (22)
- 10. Juni: Tom Launhardt, deutscher Gitarrenbauer (53)
- 10. Juni: Antônio Bruno Zwarg, brasilianischer Pianist, Sänger, Komponist, Poet und Schriftsteller (92)
- 11. Juni: Mouma Bob, nigrischer Musiker (53)
- 12. Juni: José Lugo, puerto-ricanischer Pianist, Komponist und Musikproduzent (56)
- 13. Juni: Ofelja Hambardsumjan, armenische Sängerin (91)
- 13. Juni: Chips Moman, US-amerikanischer Musikproduzent (79)
- 14. Juni: Anatol Dumitraș, moldauischer Schlagersänger (60)
- 14. Juni: Henry McCullough, britischer Musiker (72)
- 16. Juni: Charles Thompson, US-amerikanischer Jazz-Pianist, Organist und Arrangeur (98)

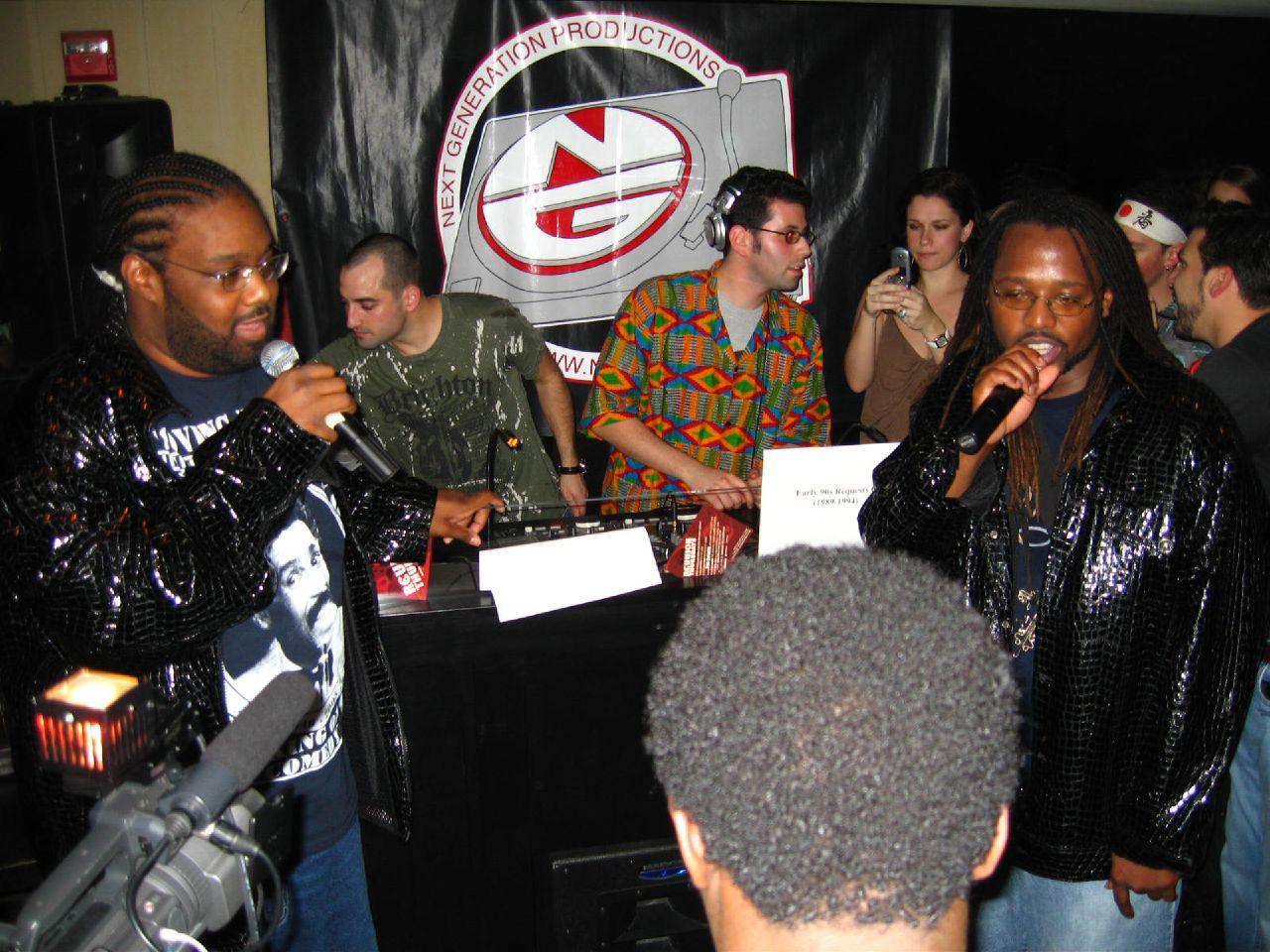
Prince Be (links); † 17. Juni

- 17. Juni: Attrell „Prince Be“ Cordes, US-amerikanischer Rapper (46)
- 17. Juni: Paul Tillotson, US-amerikanischer Jazzmusiker (51)
- 18. Juni: Detlev Beier, deutscher Jazzmusiker (58)
- 18. Juni: Peter Feuchtwanger, deutscher Pianist, Komponist und Klavierpädagoge (76)
- 18. Juni: Alejandro „Jano“ Fuentes, US-amerikanisch-mexikanischer Musiker (45)
- 19. Juni: Sverre Kjelsberg, norwegischer Sänger (69)

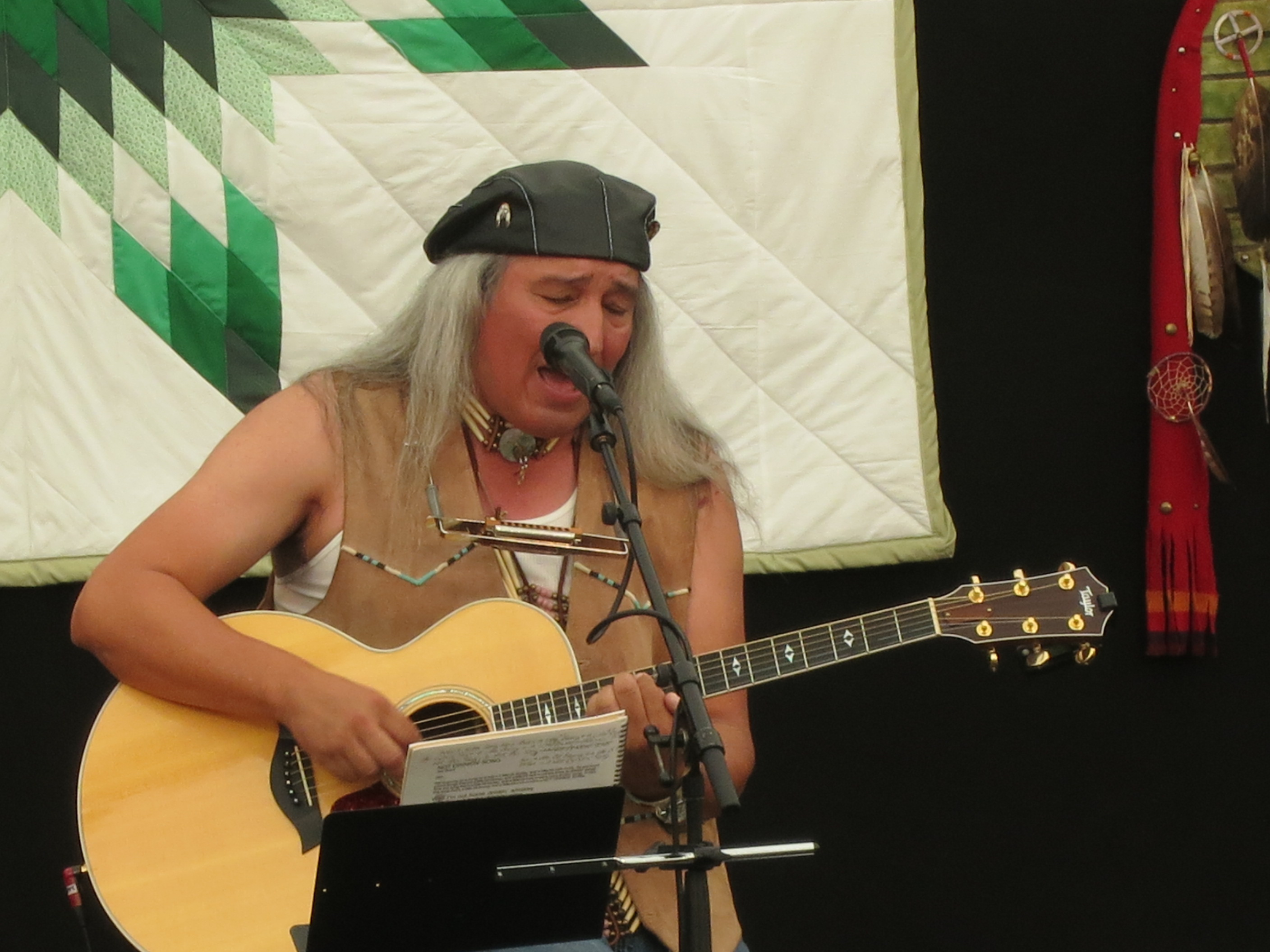
Jim Boyd; † 21. Juni

- 21. Juni: Jim Boyd, US-amerikanischer Sänger (60)
- 21. Juni: Wayne Jackson, US-amerikanischer R&B-Musiker (74)
- 21. Juni: Freddy Powers, US-amerikanischer Sänger (84)
- 22. Juni: Mike Hart, englischer Singer-Songwriter und Poet (72)
- 22. Juni: Harry Rabinowitz, britischer Komponist und Orchesterleiter (100)
- 22. Juni: Amjad Sabri, pakistanischer Sufi-Musiker (45)
- 23. Juni: Stanley Cooper, US-amerikanischer Musikverleger (91)
- 23. Juni: Guy Dossche, belgischer Jazzmusiker (Saxophone, Klarinetten) (90)
- 23. Juni: Shelley Moore, britisch-US-amerikanische Jazzsängerin (84)
- 23. Juni: Alfred Šramek, österreichischer Opernsänger (65)
- 23. Juni: Ralph Stanley, US-amerikanischer Country-Musiker (89)
- 23. Juni: Pál Vasvári, ungarischer Musiker (59)
- 24. Juni: Charles Chaynes, französischer Komponist (90)
- 24. Juni: Bernie Worrell, US-amerikanischer Funkmusiker, Komponist und Produzent (72)
- 25. Juni: Jaroslav Opěla, tschechisch-deutscher Dirigent (81)
- 25. Juni: Benjamin Patterson, US-amerikanischer bildender Künstler und Musiker (82)
- 26. Juni: Erich Traugott, kanadischer Trompeter (88)
- 27. Juni: Franz Cibulka, österreichischer Komponist (69)
- 27. Juni: Pelle Gudmundsen-Holmgreen, dänischer Komponist (83)
- 27. Juni: Harry Halbreich, belgischer Musikwissenschaftler (85)
- 27. Juni: Mack Rice, US-amerikanischer Singer-Songwriter (82)

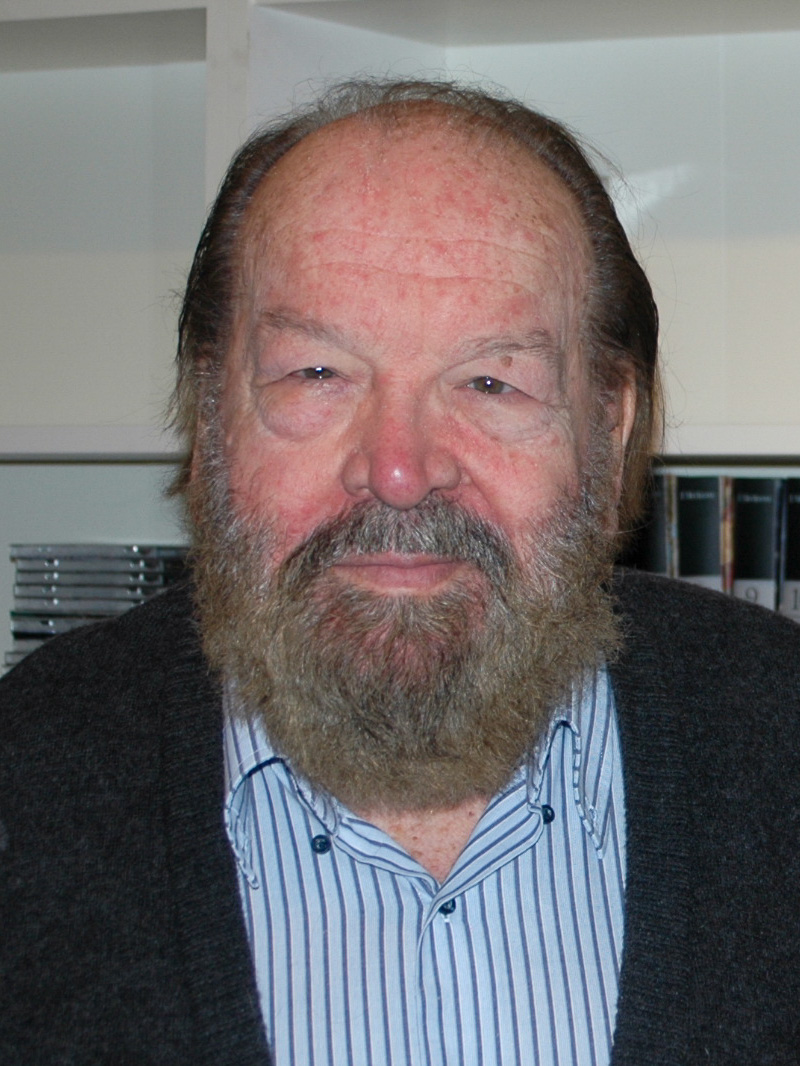
Bud Spencer; † 27. Juni

- 27. Juni: Bud Spencer, italienischer Schauspieler, Musiker und Komponist (86)
- 28. Juni: Scotty Moore, US-amerikanischer Gitarrist (84)
- 29. Juni: Thomas Beimel, deutscher Komponist (49)
- 29. Juni: Klaus Kropfinger, deutscher Musikwissenschaftler (86)
- 29. Juni: Veena Sahasrabuddhe, indische Sängerin (67)
- 29. Juni: Wassyl Slipak, ukrainischer Opernsänger (41)
- 29. Juni: Rob Wasserman, US-amerikanischer Bassist (64)
- 30. Juni: Don Friedman, US-amerikanischer Jazzpianist (81)
- 30. Juni: Juan Habichuela, spanischer Flamenco-Gitarrist (83)

### Juli
- 01. Juli: Matthias Müller, Schweizer Konzertveranstalter (51)
- 02. Juli: Renée de Haan, niederländische Sängerin (61)
- 05. Juli: Alirio Díaz, venezolanischer Gitarrist (92)
- 05. Juli: Gladys Nordenstrom-Krenek, US-amerikanische Komponistin (92)
- 08. Juli: Gérard Bourgeois, französischer Komponist und Liedtexter (80)
- 09. Juli: Vaughn Harper, US-amerikanischer Rundfunkmoderator (71)

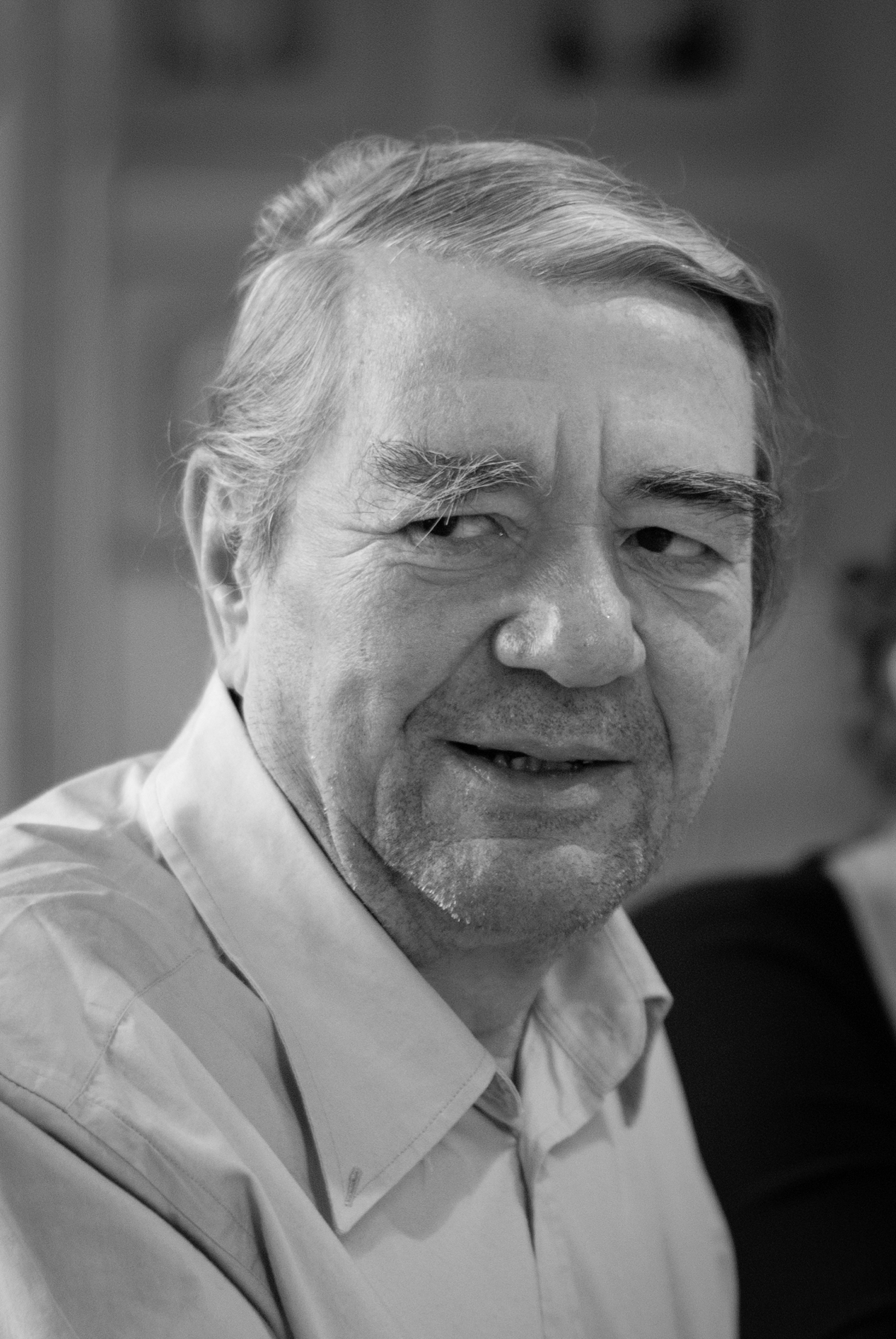
Günter Kahowez; † 10. Juli

- 10. Juli: Günter Kahowez, österreichischer Komponist und Hochschullehrer (75)

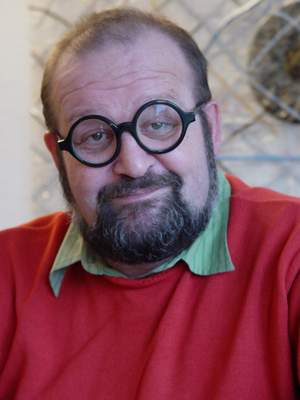
Michel Meynaud; † 10. Juli

- 10. Juli: Michel Meynaud, französischer Komponist (66)
- 10. Juli: Zsolt Pethő, ungarischer Komponist (79)
- 11. Juli: Sebastian Whittaker, US-amerikanischer Jazz-Schlagzeuger (49)
- 12. Juli: Gregg Smith, US-amerikanischer Chorleiter und Komponist (84)
- 13. Juli: El Lebrijano, spanischer Flamenco-Sänger (74)
- 14. Juli: Julian Berg, deutscher Schlagersänger und -komponist (68)
- 15. Juli: Qandeel Baloch, pakistanisches Model und Sängerin (26)
- 16. Juli: Bonnie Brown, US-amerikanische Musikerin (77)
- 16. Juli: Alan Vega, US-amerikanischer Musiker (78)
- 16. Juli: Claude Williamson, US-amerikanischer Jazzpianist (89)
- 17. Juli: Elsie Bianchi Brunner, Schweizer Pianistin und Unternehmerin (85)
- 18. Juli: DTTX, US-amerikanischer Rapper (46)
- 18. Juli: Ossy Kolmann, österreichischer Schauspieler und Kabarettist (88)

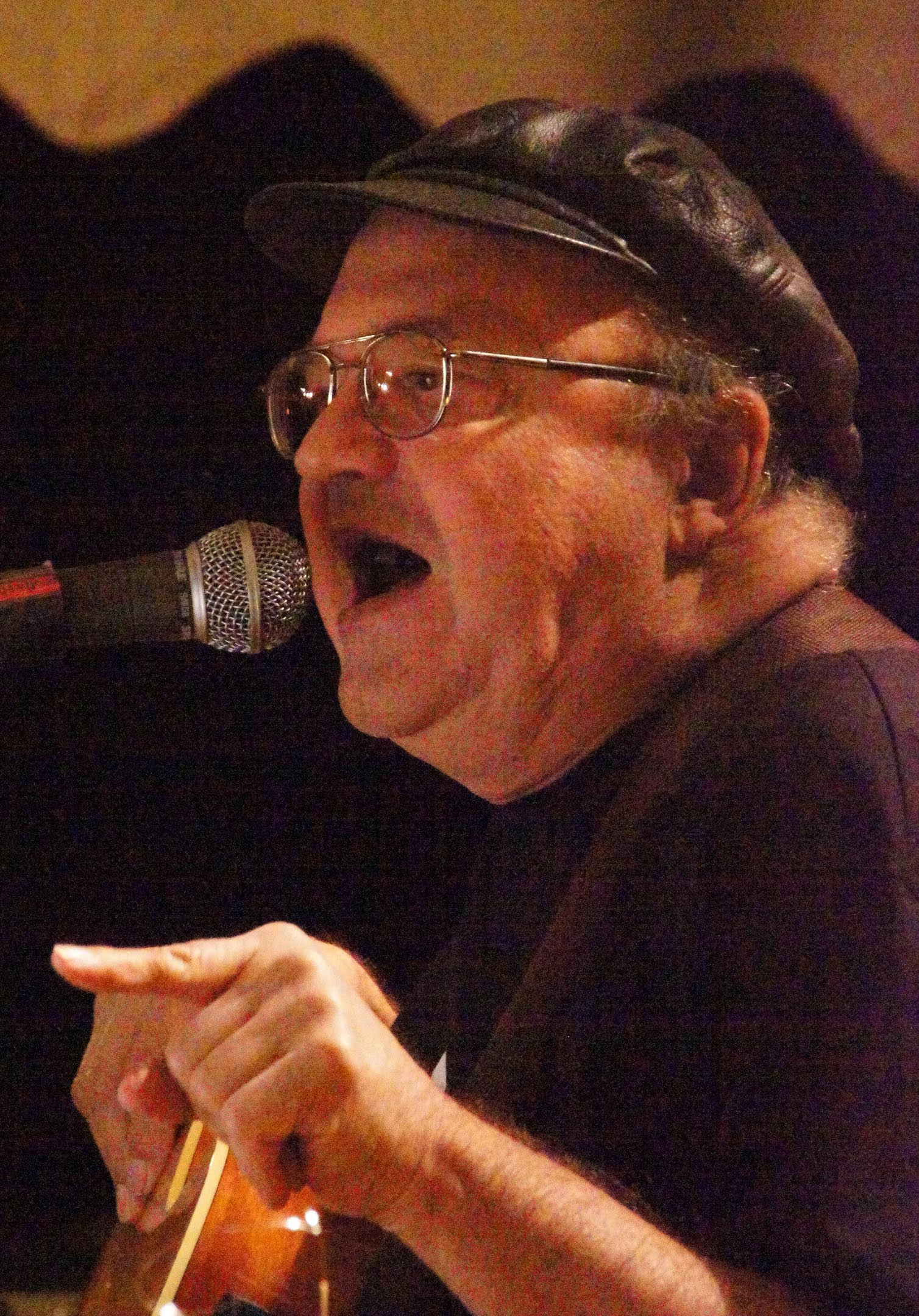
Sigi Maron; † 18. Juli

- 18. Juli: Sigi Maron, österreichischer Liedermacher (72)
- 18. Juli: Ann E. Ward, US-amerikanische Jazzpianistin (67)
- 19. Juli: Tamás Somló, ungarischer Musiker und Jurist (68)
- 20. Juli: André Isoir, französischer Organist (81)
- 21. Juli: Lewie Steinberg, US-amerikanischer Bassist (82)
- 22. Juli: Dominic Duval, US-amerikanischer Jazz-Bassist (71)
- 23. Juli: André Clergeat, französischer Journalist und Musikkritiker (89)

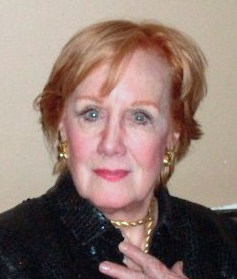
Marni Nixon; † 24. Juli

- 24. Juli: Marni Nixon, US-amerikanische Opernsängerin (86)
- 25. Juli: Allan Barnes, US-amerikanischer R&B- und Jazzmusiker (66)
- 26. Juli: Chuck Berg, US-amerikanischer Filmwissenschaftler, Autor und Jazzmusiker (75)
- 26. Juli: Tibor Kneif, ungarisch-deutscher Musikwissenschaftler und Jurist (83)
- 27. Juli: Einojuhani Rautavaara, finnischer Komponist (87)
- 28. Juli: Paul Horn, deutscher Kirchenmusiker, Organist, Komponist und Musikwissenschaftler (93)
- 28. Juli: Lachhu Maharaj, indischer Tablaspieler (71)
- 29. Juli: Eberhard Finke, deutscher Musiker (96)
- 29. Juli: Günter von Kannen, deutscher Opernsänger (76)
- 29. Juli: José Menese, spanischer Flamenco-Sänger (74)
- 29. Juli: Peter Sadlo, deutscher Perkussionist (54)
- 31. Juli: Kurt-Christian Stier, deutscher Konzertmeister (80)

### August
- 01. August: Andre Hajdu, israelischer Komponist und Ethnomusikologe (84)
- 05. August: Jo Cool Davis, US-amerikanischer Gospelsänger (63)
- 05. August: Freddy Sunder, belgischer Jazzmusiker (88)
- 06. August: Guillermo Anderson, honduranischer Singer-Songwriter (54)
- 06. August: Pete Fountain, US-amerikanischer Jazzmusiker (86)
- 06. August: József Laux, ungarischer Schlagzeuger (73)
- 06. August: Conny Wagner, deutscher Radiomoderator, Bandleader und Produzent (70)
- 07. August: Karl Svec, österreichischer Perkussionist (67)
- 07. August: Ruby Winters, US-amerikanische R&B- und Soulsängerin (74)

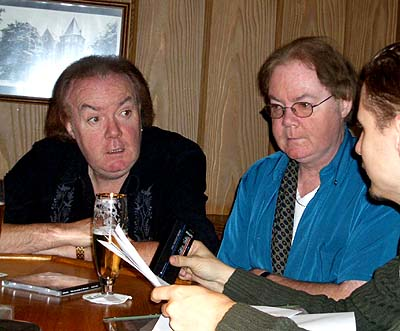
Pádraig Duggan (rechts); † 9. August

- 09. August: Pádraig Duggan, irischer Musiker (67)
- 11. August: Glenn Yarbrough, US-amerikanischer Popsänger (86)
- 13. August: Connie Crothers, US-amerikanische Jazzpianistin (75)
- 13. August: Günter Edin, deutscher Komponist (74)
- 14. August: Na. Muthukumar, indischer Liedtexter (41)
- 15. August: Gottfried Haunhorst, deutscher Kantor, Organist, Musikpädagoge und Museumsleiter (86)
- 15. August: Bobby Hutcherson, US-amerikanischer Jazzmusiker (75)
- 15. August: Bob Kindred, US-amerikanischer Jazzmusiker (76)
- 17. August: John Fischer, US-amerikanischer Jazzmusiker und Maler (86)
- 19. August: Adrian Enescu, rumänischer Komponist (68)
- 19. August: Lou Pearlman, US-amerikanischer Musikproduzent (62)
- 19. August: Horacio Salgán, argentinischer Komponist und Pianist (100)
- 20. August: Daniela Dessì, italienische Sopranistin (59)
- 20. August: Tom Searle, britischer Musiker (28)
- 20. August: Louis Stewart, irischer Jazzgitarrist (72)
- 21. August: Berry Lipman, deutscher Bandleader, Komponist, Arrangeur und Musikproduzent (95)
- 22. August: Hanno Rempel, deutscher Musiker, Autor und Musikjournalist (75)

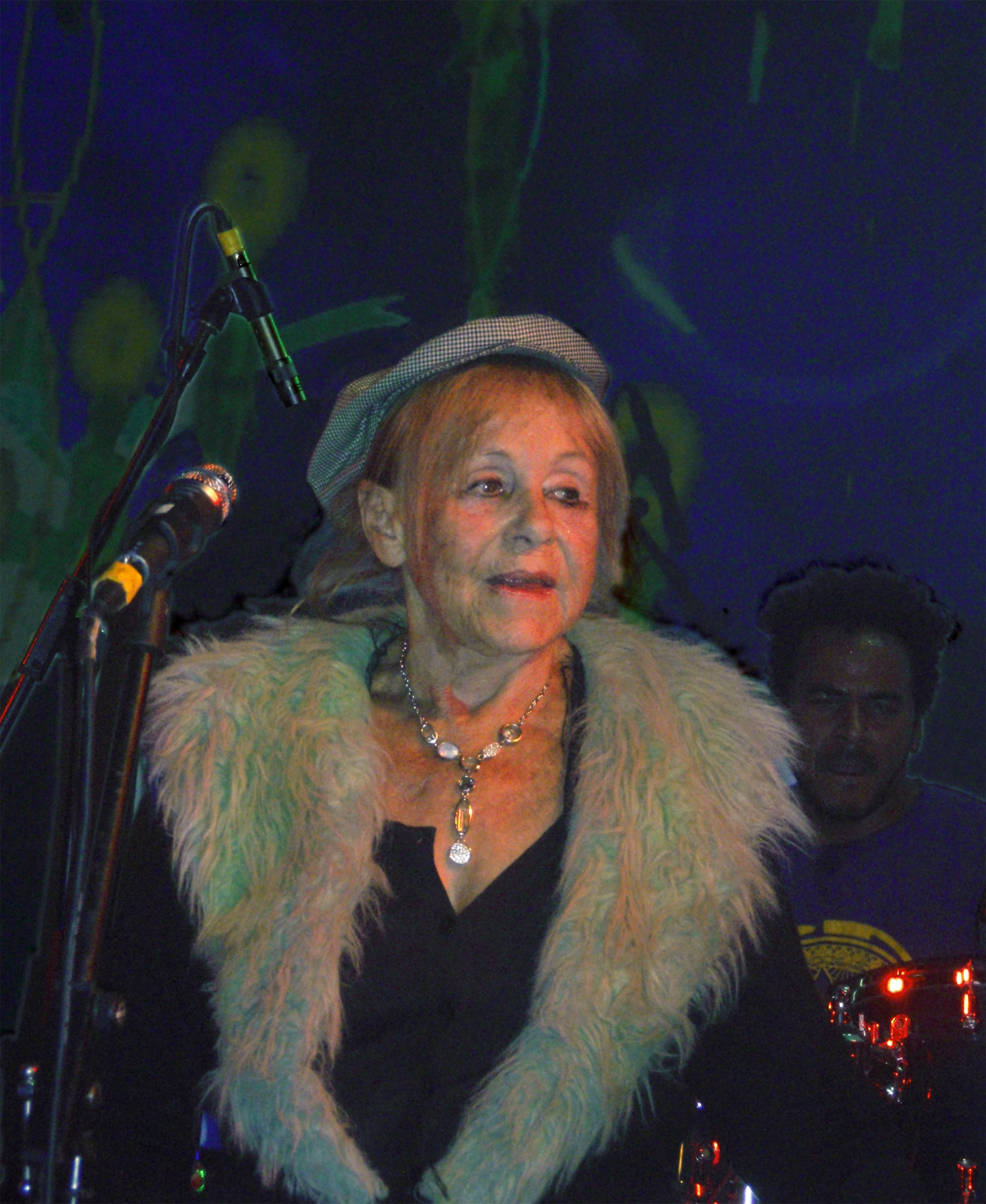
Gilli Smyth; † 22. August

- 22. August: Gilli Smyth, britische Musikerin (83)
- 22. August: Toots Thielemans, belgischer Jazzmusiker (94)
- 23. August: Alexander Malta, Schweizer Opernsänger (77)
- 25. August: Rudy Van Gelder, US-amerikanischer Tonmeister (91)
- 26. August: Ab Tamboer, niederländischer Schlagzeuger (65)
- 27. August: Martin Hoff, deutscher Dirigent (51)
- 28. August: Juan Gabriel, mexikanischer Sänger (66)
- 29. August: Michael Di Pasqua, US-amerikanischer Jazz-Schlagzeuger (63)
- 30. August: Eleanor Barooshian, US-amerikanische Sängerin (66)
- 31. August: Ken Rhodes, US-amerikanischer Jazzpianist (71)
- 31. August: Oqtay Zülfüqarov, aserbaidschanisch-sowjetischer Komponist, Dirigent, Violoncellist und Hochschullehrer (87)

### September
- 01. September: Gary D., deutscher DJ und Musikproduzent (52)
- 01. September: Paul Dubois, belgischer Jazzmusiker (92)
- 01. September: Fred Hellerman, US-amerikanischer Gitarrist, Folksänger, Produzent und Songwriter (89)
- 02. September: Jerry Heller, US-amerikanischer Musikproduzent (75)
- 02. September: Paco Taranto, spanischer Flamenco-Sänger (76)
- 04. September: Renate Kretschmar-Fischer, deutsche Pianistin und Hochschullehrerin (91)
- 04. September: Nowella Nikolajewna Matwejewa, sowjetische bzw. russische Dichterin und Sängerin (81)
- 08. September: Johan Botha, südafrikanisch-österreichischer Opernsänger (51)

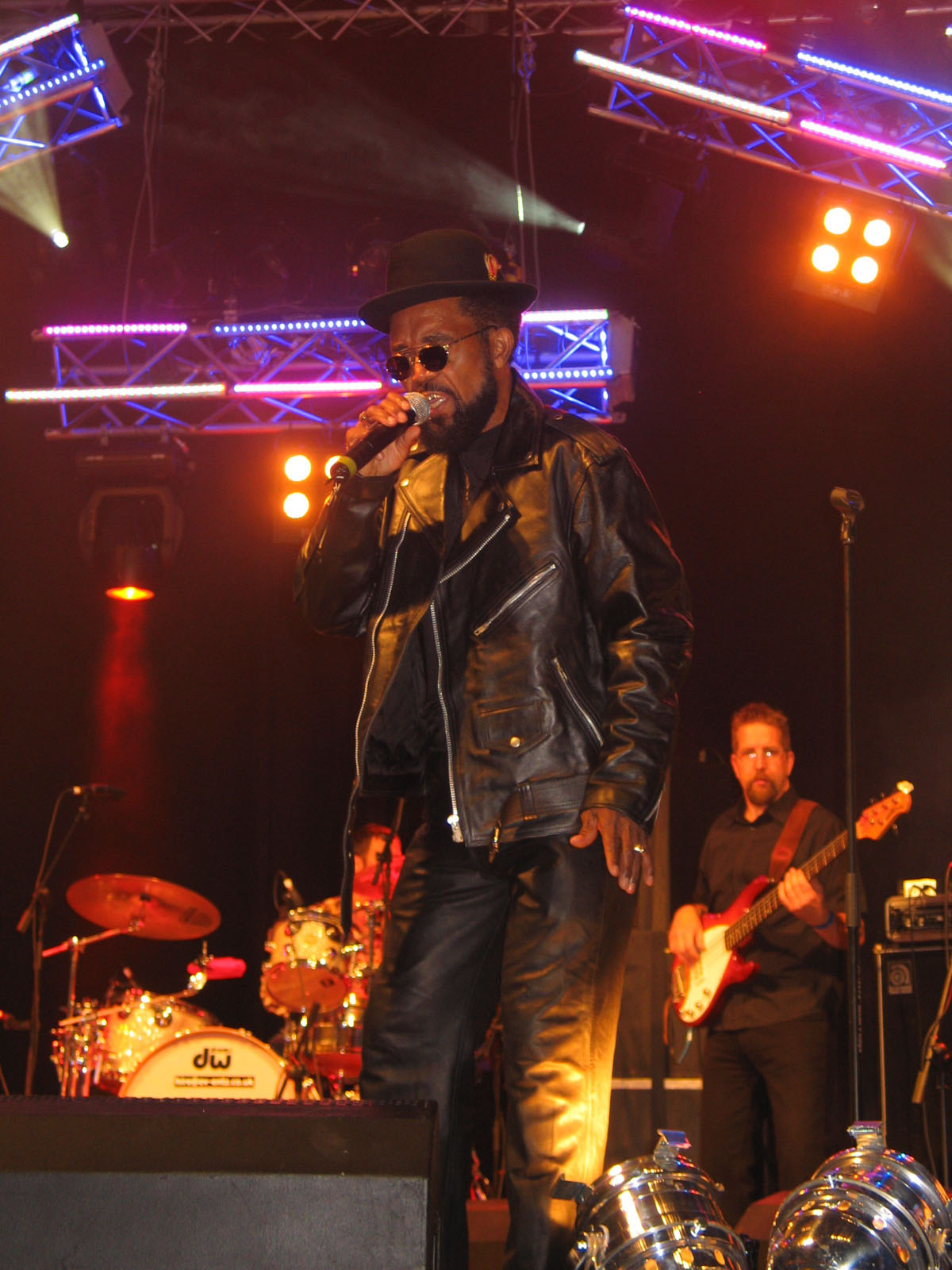
Prince Buster; † 8. September

- 08. September: Prince Buster, jamaikanischer Ska-Musiker (78)
- 09. September: Erich Storz, deutscher Sänger, Komponist und Musikproduzent (88)
- 11. September: Leonard Haze, US-amerikanische Schlagzeuger (61)
- 12. September: Hendrik Bruch, deutscher Musikproduzent (53)
- 13. September: Anne Germain, französische Sängerin (81)
- 14. September: Don Buchla, US-amerikanischer Synthesizer-Entwickler (79)
- 16. September: Tonny Nüsser, niederländischer Jazzmusiker (93)
- 18. September: Mandoza, südafrikanischer Musiker (38)
- 19. September: Amy van Singel, US-amerikanische Radiomoderatorin und Musikjournalistin (66)
- 20. September: Aida Grigorjewna Aschcharua, sowjetische bzw. abchasische Pianistin und Hochschullehrerin (76)
- 20. September: Miroslav Košler, tschechischer Chordirigent und Musikpädagoge (85)
- 21. September: Shawty Lo, US-amerikanischer Rapper (40)
- 21. September: John D. Loudermilk, US-amerikanischer Country-Sänger (82)
- 23. September: Leonardo Acosta, kubanischer Musikwissenschaftler und Schriftsteller (83)
- 24. September: Buckwheat Zydeco, US-amerikanischer Akkordeonist (68)
- 25. September: Kashif, US-amerikanischer Musiker (56)
- 25. September: Hagen Liebing, deutscher Bassist und Musikjournalist (55)

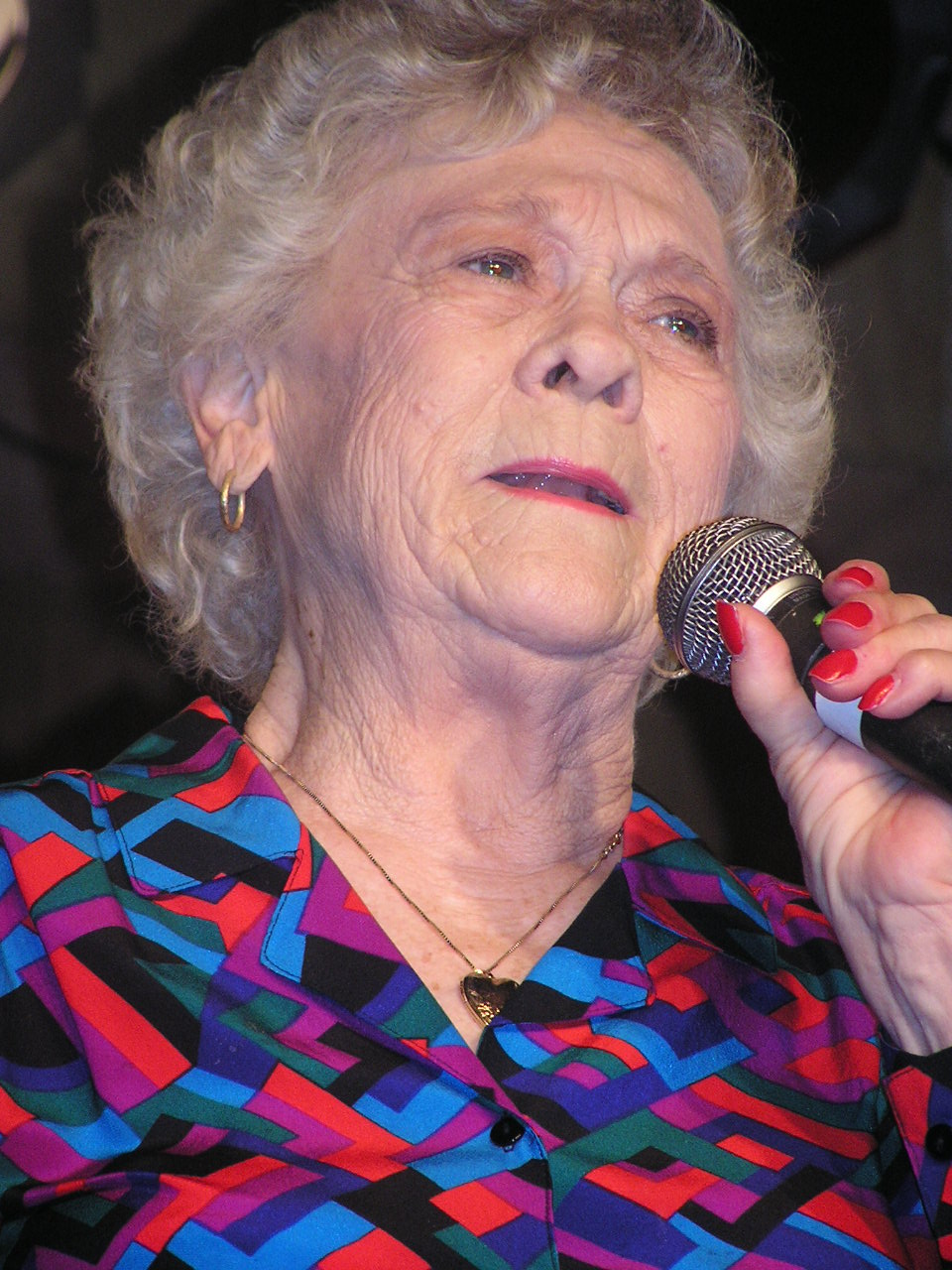
Jean Shepard; † 25. September

- 25. September: Jean Shepard, US-amerikanische Country-Sängerin (82)
- 26. September: Karel Růžička, tschechischer Jazzmusiker (76)
- 27. September: Mike Taylor, britischer Sänger (?)
- 29. September: Raúl Garello, argentinischer Bandoneonist, Orchesterleiter und Tangokomponist (80)
- 30. September: Oscar Brand, US-amerikanischer Folk-Songwriter, Radiomoderator und Autor (96)
- 30. September: Pedrito Fajardo, kubanischer Geiger (49)

### Oktober
- 01. Oktober: Toni Williams, neuseeländischer Musiker (77)

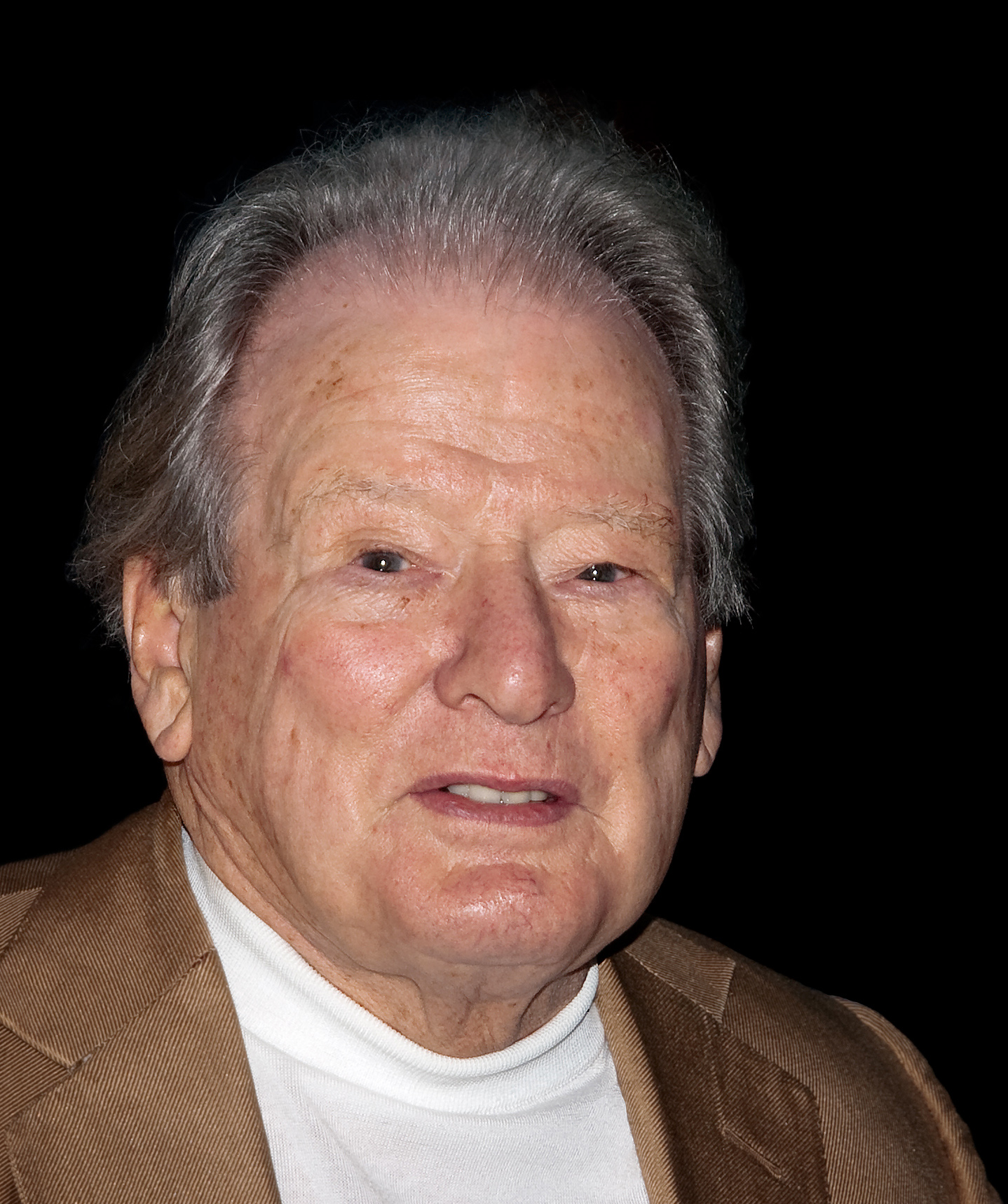
Neville Marriner; † 2. Oktober

- 02. Oktober: Neville Marriner, britischer Dirigent (92)
- 03. Oktober: Ljupka Dimitrovska, jugoslawische bzw. kroatisch-mazedonische Schlagersängerin (70)
- 03. Oktober: Parafuso, brasilianischer Perkussionist (76)
- 07. Oktober: Natalie Lamb, US-amerikanische Jazzsängerin (83)
- 09. Oktober: Enrique Lucca Caraballo, puerto-ricanischer Gitarrist, Sänger und Bandleader (103)
- 10. Oktober: Leo Beranek, US-amerikanischer Akustikwissenschaftler (102)
- 10. Oktober: Richard Wang, US-amerikanischer Hochschullehrer, Jazzmusiker und Publizist (88)
- 11. Oktober: Dairo Miyamoto, japanischer Multiinstrumentalist (59)
- 11. Oktober: Zhuang Nu, chinesischer Musiktexter (95)
- 13. Oktober: Gerhard Wimberger, österreichischer Komponist (93)
- 14. Oktober: Edmond Harnie, belgischer Jazztrompeter (96)

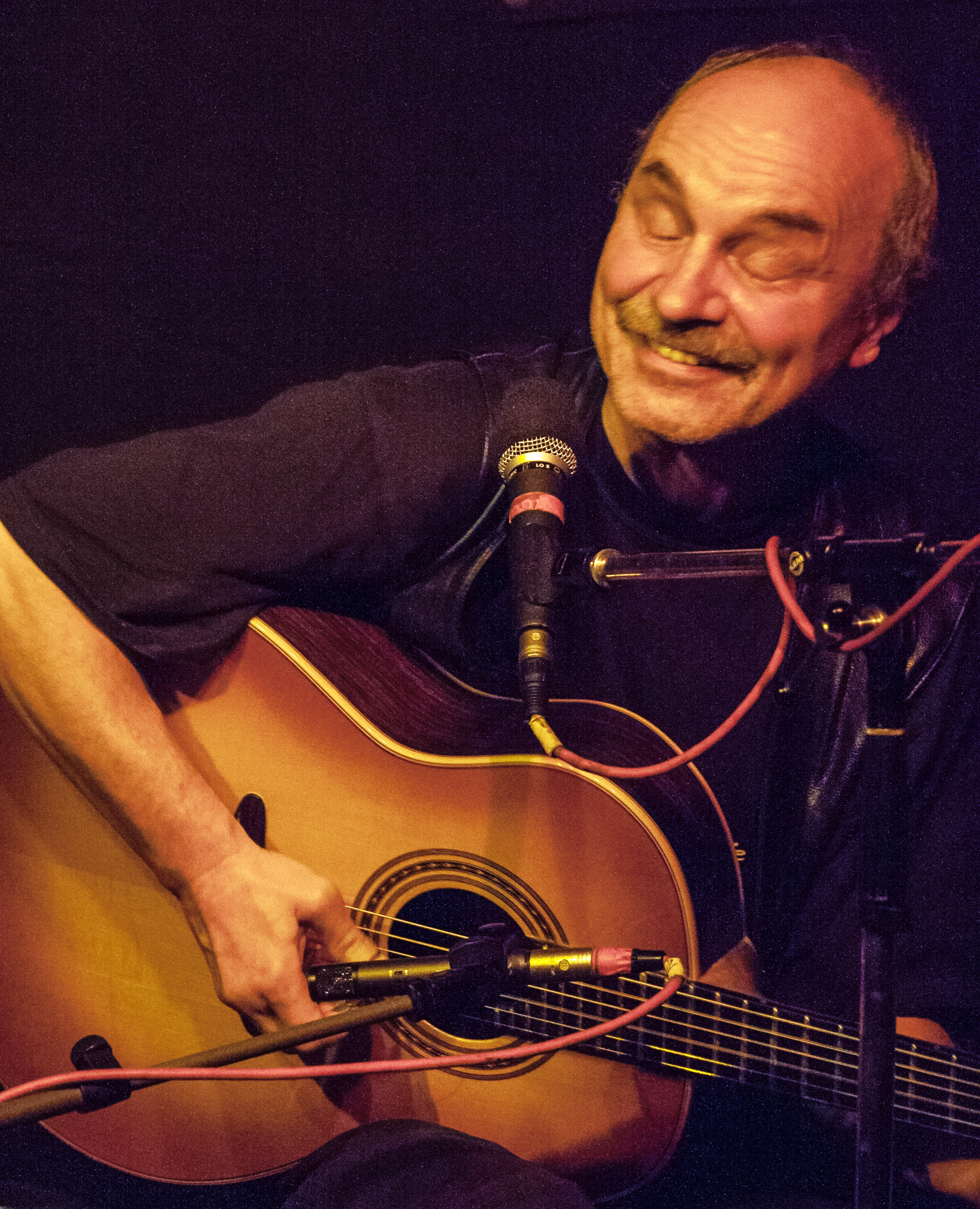
Werner Lämmerhirt; † 14. Oktober

- 14. Oktober: Werner Lämmerhirt, deutscher Gitarrist (67)
- 14. Oktober: Duška Sifnios, jugoslawische Balletttänzerin (82)
- 15. Oktober: Branko Pejaković, serbischer Jazzmusiker und Übersetzer (89)
- 15. Oktober: Hans Pischner, deutscher Kulturpolitiker und Cembalist (102)
- 16. Oktober: Rupert Gottfried Frieberger, österreichischer Musiker, Theologe und Musikwissenschafter (65)
- 17. Oktober: Al Stewart, US-amerikanischer Jazztrompeter (89)
- 18. Oktober: Phil Chess, US-amerikanischer Musikproduzent (95)
- 18. Oktober: Rolf Hempel, deutscher Kirchenmusiker, Komponist und Hochschulrektor (84)
- 18. Oktober: Suzana Šuvaković Savić, serbische Opernsängerin (46)
- 19. Oktober: Yvette Chauviré, französische Balletttänzerin (99)
- 19. Oktober: Mike Ungefehr, deutscher Musikproduzent und Musikermanager (67)
- 20. Oktober: Manfred Durban, deutscher Musiker (74)
- 20. Oktober: Mieke Telkamp, niederländische Sängerin (82)
- 21. Oktober: Antonia Fahberg, österreichisch-deutsche Sängerin (88)

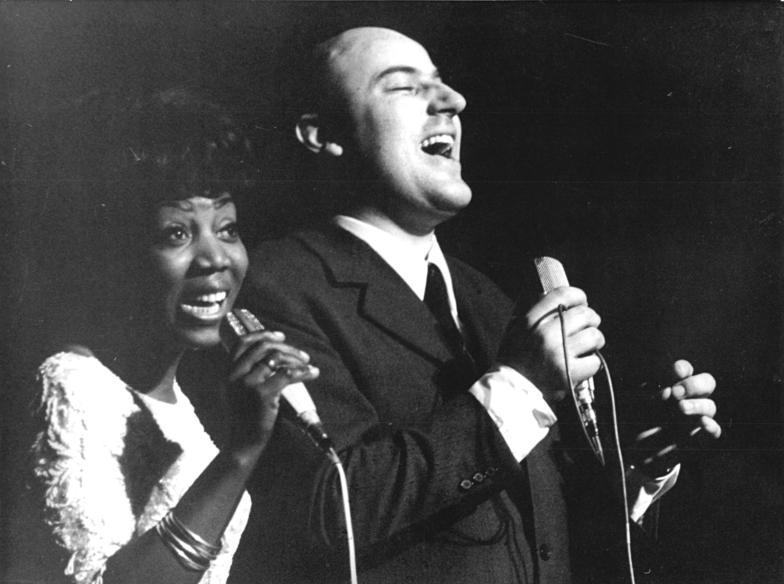
Manfred Krug (rechts); † 21. Oktober

- 21. Oktober: Manfred Krug, deutscher Schauspieler und Sänger (79)

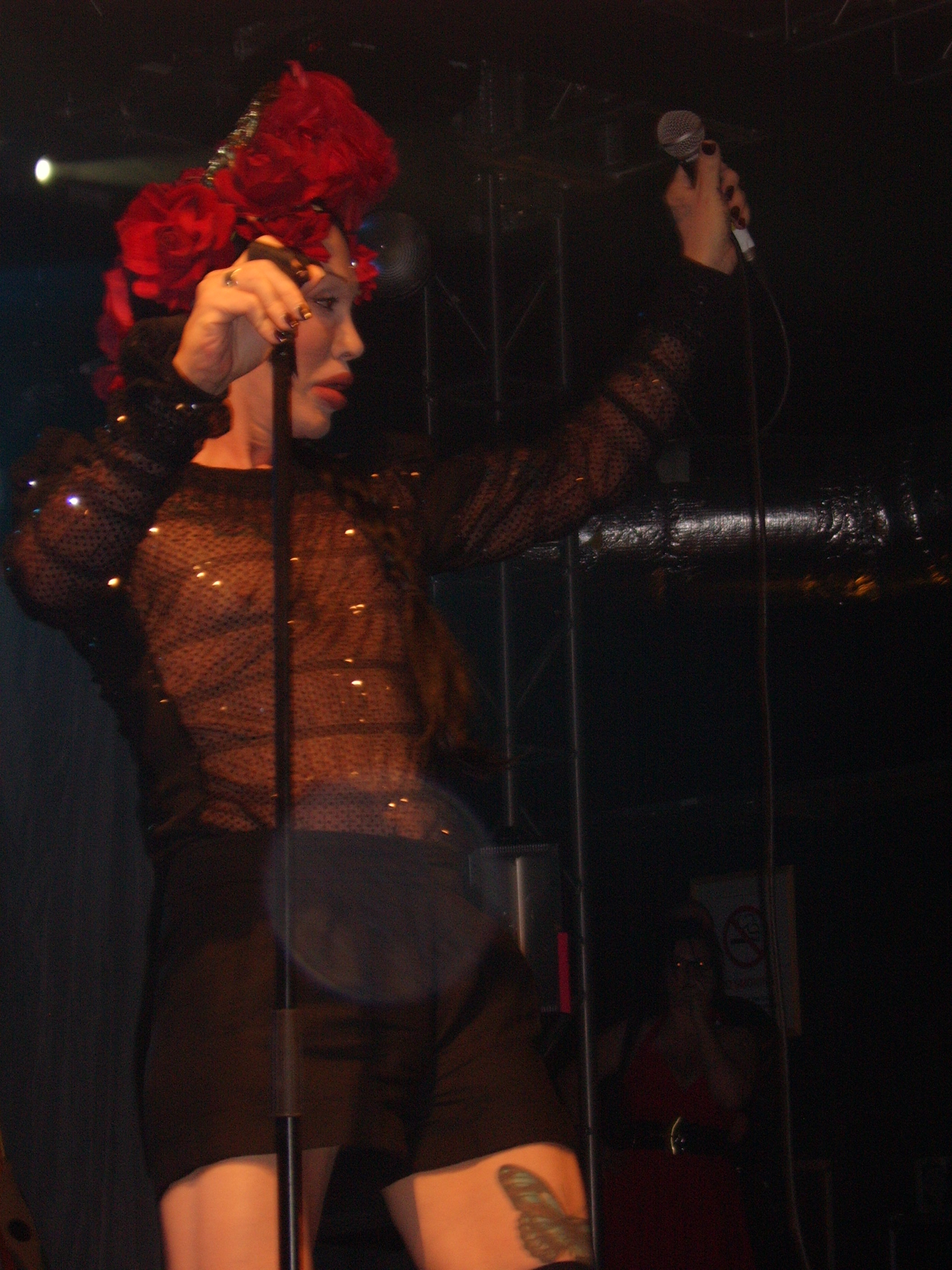
Pete Burns; † 23. Oktober

- 23. Oktober: Pete Burns, britischer Popsänger, Songschreiber und Fernsehpersönlichkeit (57)
- 24. Oktober: Eddy Christiani, niederländischer Gitarrist, Sänger und Songwriter (98)
- 24. Oktober: Georges Jouvin, französischer Trompeter (93)
- 24. Oktober: Freddy Poulsen, dänischer Musiker und Künstler (80)
- 24. Oktober: Eugeniusz Rudnik, polnischer Komponist, Vertreter der Akusmatik und Tontechniker (72)
- 24. Oktober: Bobby Vee, US-amerikanischer Sänger (73)
- 25. Oktober: Ursula Boese, deutsche Opernsängerin (88)
- 25. Oktober: Paul Vincent, deutscher Gitarrist (65)
- 26. Oktober: Raj Begum, indische Sängerin (89)
- 26. Oktober: Andreas Fulterer, italienischer Sänger (55)
- 26. Oktober: Pinise Saul, südafrikanische Sängerin (≈75)
- 27. Oktober: Valter Ojakäär, sowjetischer bzw. estnischer Komponist, Musikjournalist und Musiker (93)
- 27. Oktober: Nelson Pinedo, kolumbianischer Sänger (88)
- 27. Oktober: Erasto Vasconcelos, brasilianischer Sänger und Komponist (69)
- 27. Oktober: Bobby Wellins, schottischer Jazzmusiker (80)
- 29. Oktober: Roland Dyens, französischer Gitarrist und Komponist (61)
- 30. Oktober: Bill Kyle, schottischer Jazzmusiker, Promoter und Clubbesitzer (≈70)
- 30. Oktober: Curly Putman, US-amerikanischer Songwriter (85)
- 31. Oktober: Manfred Büttner, deutscher Geograph, evangelischer Theologe, Musikwissenschaftler, Religionswissenschaftler und Wissenschaftshistoriker (93)

### November
- 01. November: Bap Kennedy, britischer Sänger (54)
- 02. November: Bob Cranshaw, US-amerikanischer Jazzbassist (83)
- 03. November: Kay Starr, US-amerikanische Jazzsängerin (94)
- 04. November: Eddie Harsch, kanadischer Musiker (59)
- 04. November: Jean-Jacques Perrey, französischer Komponist (87)
- 04. November: Janusz Stefański, polnischer Jazz-Schlagzeuger (70)
- 04. November: Branka Stilinović, kroatische Opernsängerin (90)
- 05. November: Lucky Ranku, südafrikanischer Gitarrist (75)
- 06. November: Zoltán Kocsis, ungarischer Pianist (64)

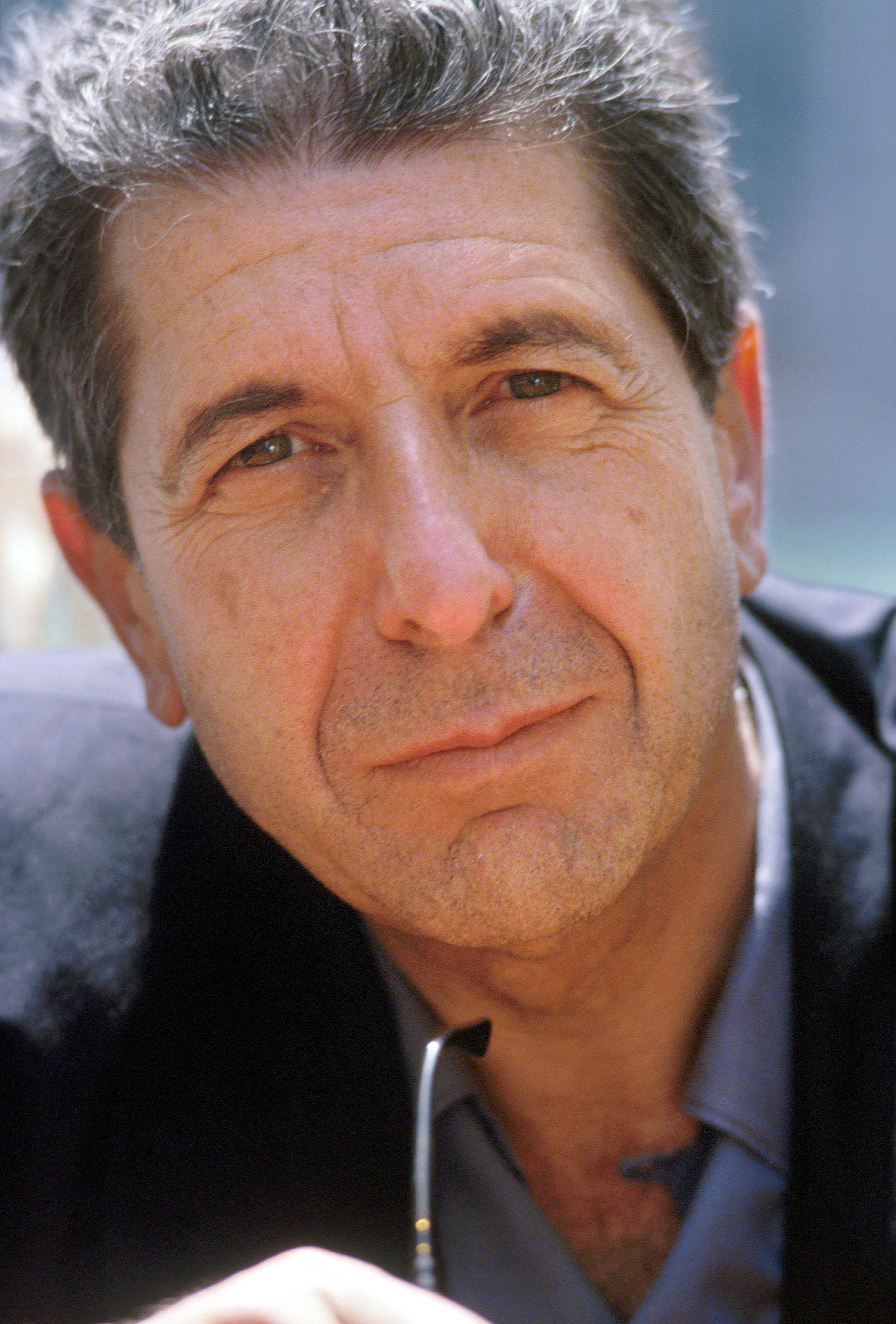
Leonard Cohen; † 7. November

- 07. November: Leonard Cohen, kanadischer Singer-Songwriter, Dichter und Schriftsteller (82)
- 07. November: Jimmy Young, britischer Hörfunkmoderator und Sänger (95)
- 09. November: Al Caiola, US-amerikanischer Gitarrist und Komponist (96)
- 09. November: Charles Traeger, US-amerikanischer Jazzmusiker (90)
- 10. November: Ndiouga Dieng, senegalesischer Sänger (71)
- 11. November: Victor Bailey, US-amerikanischer Bassist (56)
- 11. November: Saki Kaskas, griechisch-kanadischer Komponist für Videospielmusik (45)
- 11. November: Mr. 3-2, US-amerikanischer Rapper (44)
- 11. November: Peter Nthwane, südafrikanischer Jazztrompeter (64)
- 11. November: Raynoma Singleton, US-amerikanische Sängerin, Arrangeurin und Produzentin (79)
- 12. November: Guilherme Franco, brasilianischer Perkussionist (69)
- 12. November: Jacques Werup, schwedischer Musiker, Schriftsteller und Drehbuchautor (71)

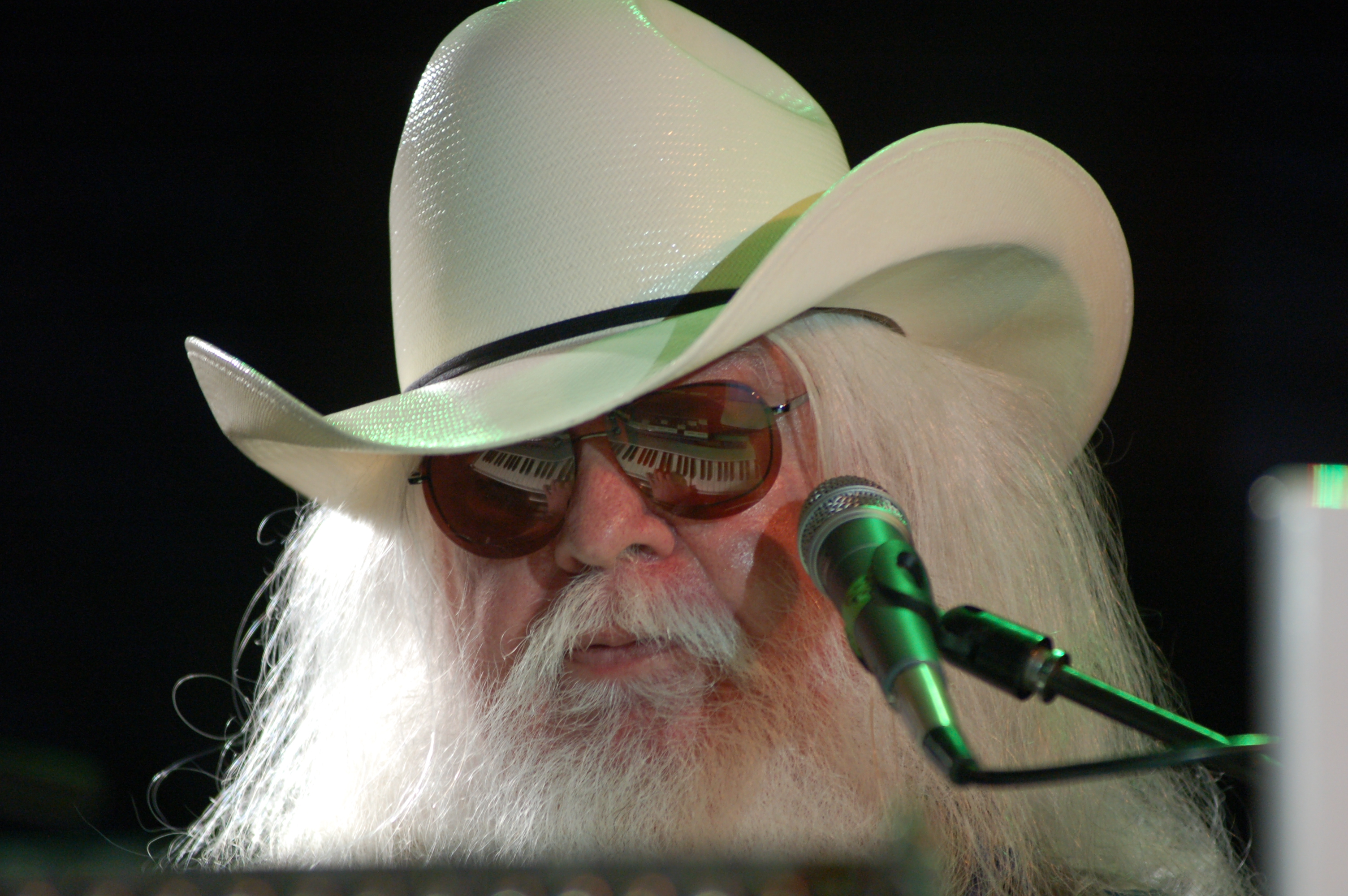
Leon Russell; † 13. November

- 13. November: Leon Russell, US-amerikanischer Rockmusiker (74)
- 14. November: Holly Dunn, US-amerikanische Country-Sängerin und -Songschreiberin (59)
- 14. November: José Lacay, dominikanischer Sänger (69)
- 14. November: David Mancuso, US-amerikanischer DJ (72)
- 14. November: Tony Monte, US-amerikanischer Pianist und Arrangeur (77)
- 15. November: Mose Allison, US-amerikanischer Jazzmusiker (89)
- 15. November: Stéphane Karo, belgischer Bandinitiator und Musiker (56)
- 15. November: Narf, spanischer Sänger und Komponist (48)
- 15. November: Bob Walsh, kanadischer Bluesmusiker (68)
- 16. November: Tomislav Neralić, jugoslawischer Opernsänger (98)
- 16. November: Robert Paiste, estnisch-schweizerischer Instrumentenbauer (84)
- 16. November: Jutta Vulpius, deutsche Opernsängerin (88)

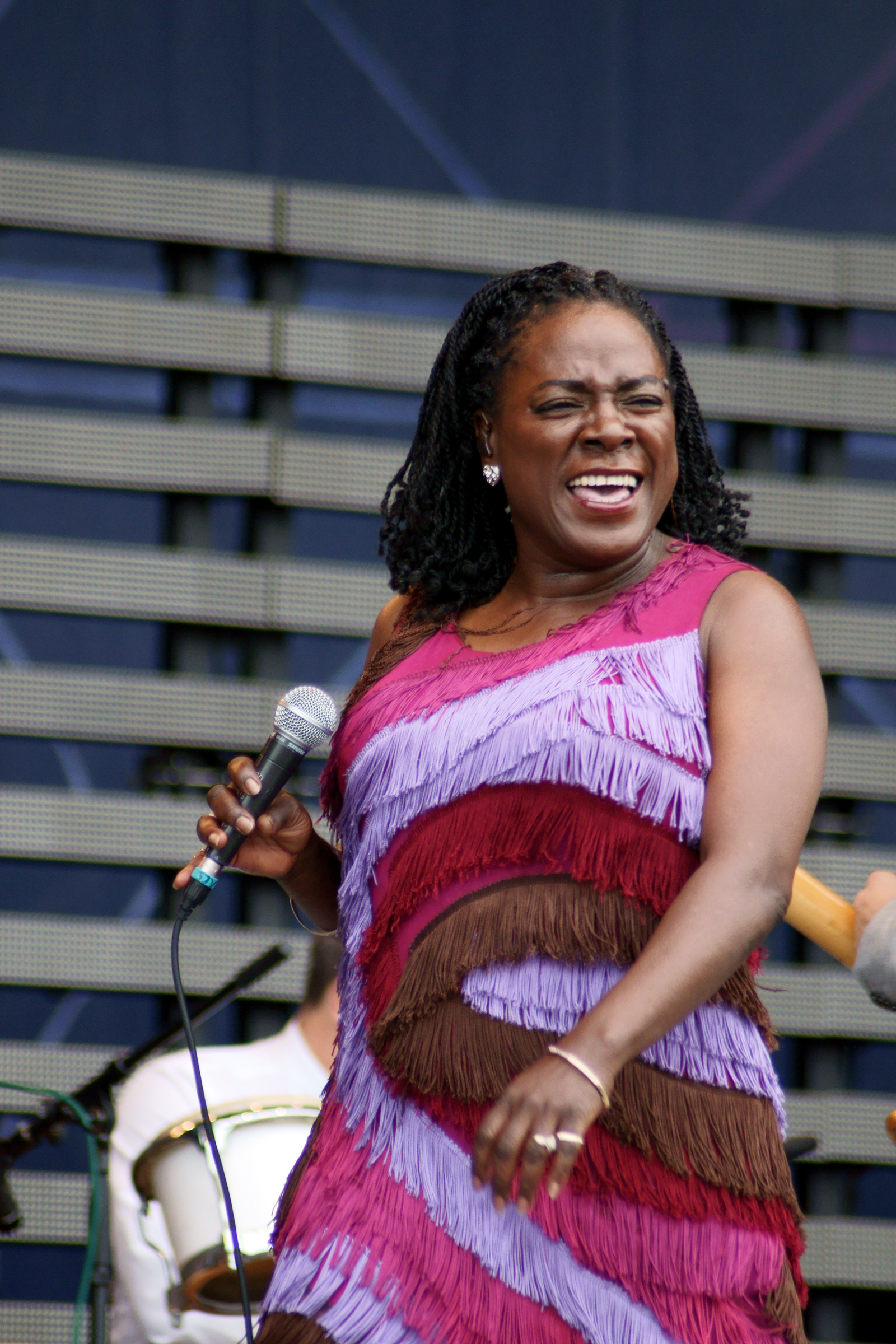
Sharon Jones; † 18. November

- 18. November: Sharon Jones, US-amerikanische Soulsängerin (60)
- 19. November: Dominique Répécaud, französischer Gitarrist und Musikveranstalter (61)
- 20. November: Hod O’Brien, US-amerikanischer Jazzpianist (80)
- 21. November: Jean-Claude Risset, französischer Komponist und Pionier der Elektronischen Musik (78)
- 22. November: M. Balamuralikrishna, indischer Musiker und Komponist (86)
- 23. November: Joe Esposito, US-amerikanischer Musikmanager (78)
- 23. November: Ernst Hilmar, österreichischer Musikwissenschaftler (78)
- 23. November: Michael Müller, deutscher Bassist (64)
- 24. November: Chuck Flores, US-amerikanischer Jazzschlagzeuger (81)
- 24. November, Shirley Bunnie Foy, US-amerikanische Sängerin (80)
- 24. November: Pauline Oliveros, US-amerikanische Komponistin (84)
- 24. November: Lou Tracey, US-amerikanischer Liedtexter (88)
- 25. November: Colonel Abrams, US-amerikanischer Sänger, Songwriter und House-Musiker (67)
- 26. November: Russell Oberlin, US-amerikanischer Countertenor (88)
- 27. November: Nijolė Ambrazaitytė, sowjetische bzw. litauische Opernsängerin (77)
- 27. November: Tony Martell, US-amerikanischer Musikproduzent (90)
- 28. November: Nancy Guguich, uruguayische Schauspielerin, Komponistin, Lehrerin und Dozentin (76)
- 28. November: Mark Taimanow, sowjetischer bzw. russischer Schachspieler und Pianist (90)
- 29. November: Allan Zavod, australischer Pianist und Komponist (71)
- 30. November: Amar Ezzahi, algerischer Sänger und Mandole-Spieler (75)
- 30. November: Kamilló Lendvay, ungarischer Komponist (87)
- 30. November: Frane Selak, kroatischer Musiklehrer (87)

### Dezember
- 01. Dezember: Micky Fitz, britischer Sänger (60)
- 02. Dezember: Mark Gray, US-amerikanischer Musiker und Songschreiber (64)
- 02. Dezember: Gisela May, deutsche Schauspielerin und Sängerin (92)
- 03. Dezember: Herb Hardesty, US-amerikanischer Rhythm-and-Blues-Musiker (91)
- 03. Dezember: Claus Rößner, deutscher Dirigent und Hochschullehrer (80)
- 04. Dezember: Wayne Duncan, australischer Popmusiker (72)
- 04. Dezember: Radim Hladík, tschechischer Gitarrist (69)
- 04. Dezember: Larry Muhoberac, US-amerikanischer Musiker (79)
- 05. Dezember: Big Syke, US-amerikanischer Rapper (48)
- 06. Dezember: Alonzo Levister, US-amerikanischer Musiker (91)
- 07. Dezember: Junaid Jamshed, pakistanischer Sänger und Prediger (52)

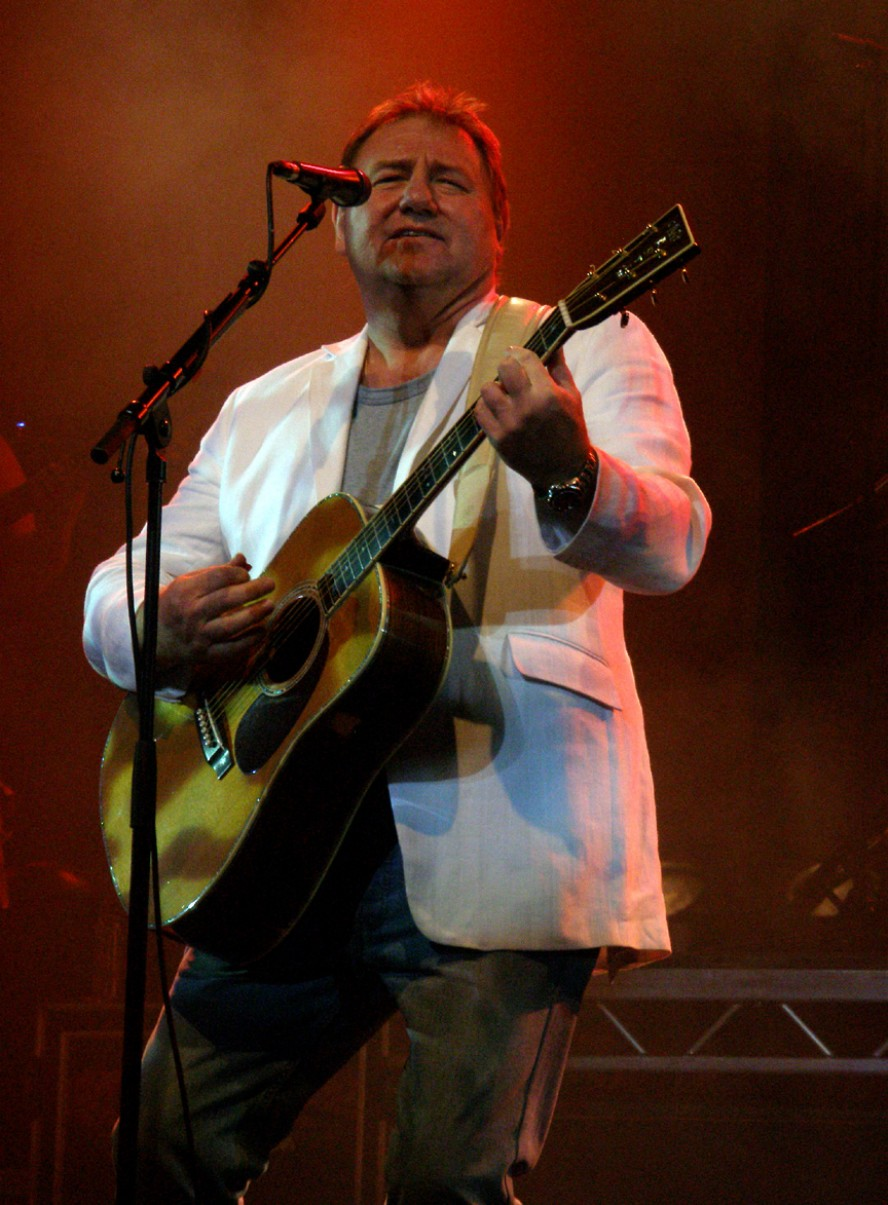
Greg Lake; † 7. Dezember

- 07. Dezember: Greg Lake, britischer Bassist (69)
- 07. Dezember: Mohamed Tahar Fergani, algerischer Sänger und Geiger (88)
- 10. Dezember: Daweli Reinhardt, deutscher Jazzmusiker (84)
- 10. Dezember: Romano H. Zölss, österreichischer Orgel- und Tamburicabauer (76)
- 11. Dezember: Bob Krasnow, US-amerikanischer Musikunternehmer (82)
- 11. Dezember: Esma Redžepova, mazedonische Sängerin (73)
- 11. Dezember: Chalena Vásquez, peruanische Musikwissenschaftlerin (66)
- 12. Dezember: Lucila Campos, peruanische Sängerin (78)
- 12. Dezember: Jim Lowe, US-amerikanischer Discjockey (93)
- 13. Dezember: Betsy Pecanins, mexikanisch-US-amerikanisch-spanische Sängerin (62)
- 14. Dezember: Karel Husa, tschechisch-US-amerikanischer Komponist (95)
- 14. Dezember: Päivi Paunu, finnische Sängerin (70)
- 14. Dezember: Lotte Rysanek, österreichische Sopranistin (92)
- 18. Dezember: Léo Marjane, französische Sängerin (104)
- 21. Dezember: Gianni Mascolo, italienischer Sänger (76)
- 21. Dezember: Betty Loo Taylor, US-amerikanische Jazz-Pianistin (87)
- 22. Dezember: Carlos Averhoff, kubanischer Musiker (69)
- 23. Dezember: Heinrich Schiff, österreichischer Cellist und Dirigent (65)
- 23. Dezember: William Gunther Sprecher, US-amerikanischer Orchesterleiter und Komponist (93)
- 23. Dezember: Mike Zane, US-amerikanischer Musiker (57)

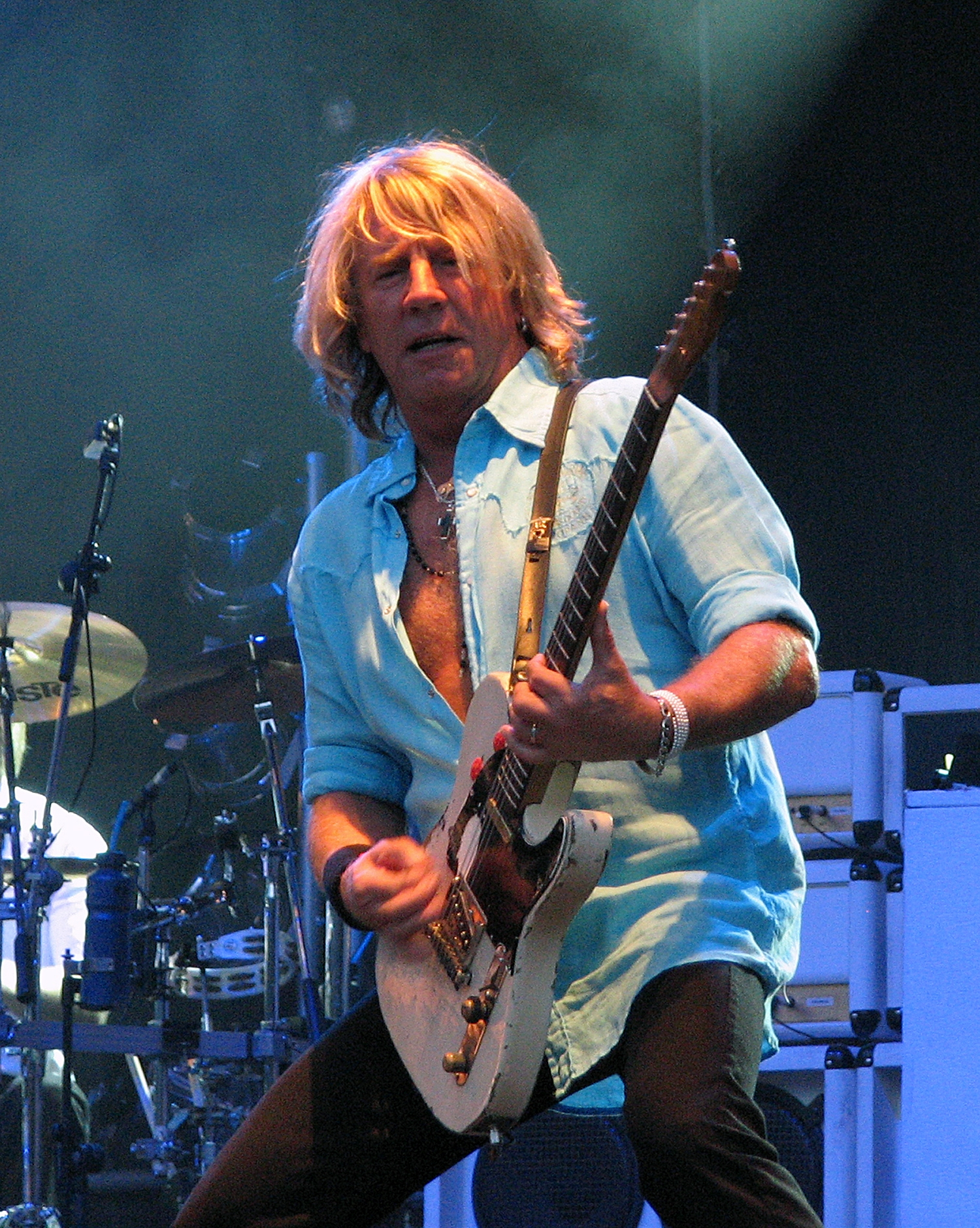
Rick Parfitt; † 24. Dezember

- 24. Dezember: Rick Parfitt, britischer Musiker (68)
- 25. Dezember: Ağaxan Abdullayev, aserbaidschanischer Mughamsänger und Musikpädagoge (66)
- 25. Dezember: Waleri Chalilow, russischer Dirigent und Komponist (64)

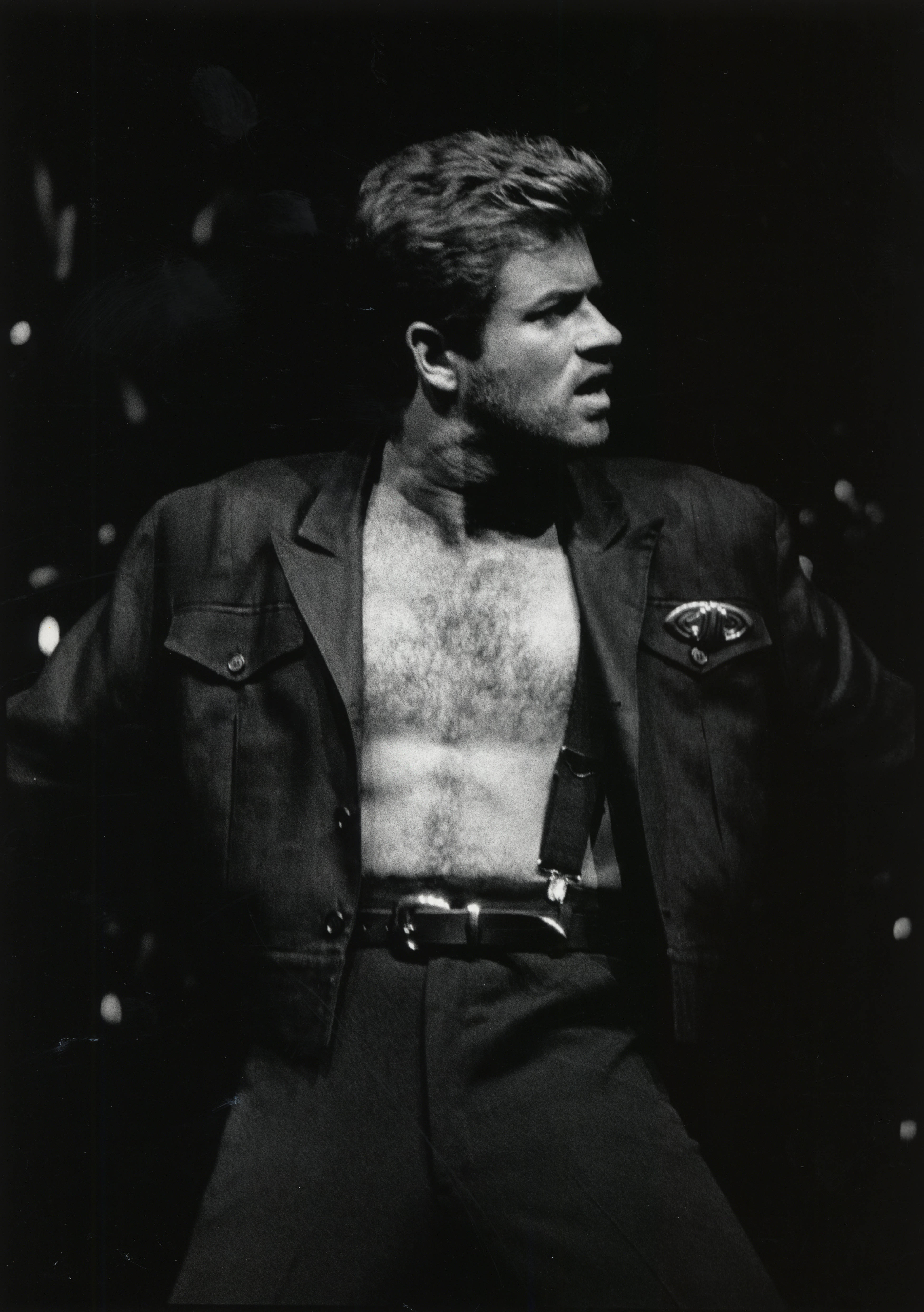
George Michael; † 25. Dezember

- 25. Dezember: George Michael, britischer Sänger, Komponist, Musiker und Musikproduzent (53)
- 25. Dezember: Alphonse Mouzon, US-amerikanischer Schlagzeuger, Posaunist und Komponist (68)
- 25. Dezember: Aaron Peck, neuseeländischer Bassist (43)
- 27. Dezember. Betty-Jean Hagen, kanadische Geigerin und Musikpädagogin (86)
- 27. Dezember: Manuel Moreno, spanischer Flamenco-Tänzer und Tanzlehrer (75)
- 28. Dezember: Pierre Barouh, französischer Komponist (82)
- 28. Dezember: Knut Kiesewetter, deutscher Musiker und Sänger (75)
- 30. Dezember: John Edmondson, US-amerikanischer Komponist (83)
- 30. Dezember: Jacques Schols, niederländischer Jazzmusiker (81)
- 30. Dezember: Allan Williams, britischer Musikmanager und Musikclubbesitzer (86)
- 00. Dezember: Larry Steinbachek, britischer Musiker (56)

### Genaues Todesdatum unbekannt
- Ende Februar: Wolf Escher, deutscher Jazzmusiker (Trompete, Arrangement, Komposition, Orchesterleitung) und Musikpädagoge (72)
- Víctor Brown, britischer Sänger (≈95)
- Joe Ferrante, US-amerikanischer Jazztrompeter (≈90)
- Samuel Caicedo Portocarrero, kolumbianischer Musiker und Musikforscher (≈56)
- Timothy Schwarz, US-amerikanischer Pianist und Dirigent (≈49)
- Werner Thomas-Mifune, deutscher Cellist (≈75)
- Dietmar Zwischenberger, österreichischer Musiker (≈54)